# Albi di Julia - Le avventure di una criminologa
Elenco delle pubblicazioni relative al fumetto Julia - Le avventure di una criminologa.
| Indice 1998 · 1999 · 2000 · 2001 · 2002 · 2003 · 2004 · 2005 · 2006 · 2007 · 2008 · 2009 · 2010 · 2011 · 2012 · 2013 · 2014 · 2015 · 2016 · 2017 · 2018 · 2019 · 2020 · 2021 · 2022 · 2023 · 2024 · 2025 |

## 1998
| Nr. | Titolo                 | Mese di pubblicazione | Soggetto          | Sceneggiatura     | Disegni                                                           | Copertina   |
| --- | ---------------------- | --------------------- | ----------------- | ----------------- | ----------------------------------------------------------------- | ----------- |
| 1   | Gli occhi dell'abisso  | ottobre               | Giancarlo Berardi | Giancarlo Berardi | Luca Vannini                                                      | Marco Soldi |
| 2   | Oggetto d'amore        | novembre              | Giancarlo Berardi | Giancarlo Berardi | Corrado Roi                                                       | Marco Soldi |
| 3   | Nella mente del mostro | dicembre              | Giancarlo Berardi | Giancarlo Berardi | Gustavo Trigo con la collaborazione di Marco Soldi e Luca Vannini | Marco Soldi |

### Gli occhi dell'abisso
A Garden City muoiono, una dopo l'altra, diverse giovani donne. La loro giovane età e il modo in cui sono state seviziate rimandano a un serial killer; non riuscendo a rintracciare il colpevole, la procura si rivolge a Julia Kendall, giovane e brillante criminologa che, seppur con alcune reticenze, inizia a indagare coadiuvata dal tenente Alan Webb, dal sergente "Big" Ben Irving e dal suo amico Leo Baxter, investigatore privato. Julia scandaglia a fondo nella vita delle vittime, molto diverse tra loro, e arriva a un punto comune: tutte, in un modo o nell'altro, hanno avuto a che fare con la palestra gestita da Tom Harrod e da sua figlia Myrna. L'uomo è un rigido integralista cristiano e insospettisce la polizia e la procura: nella sua vita, infatti, ci sono diversi punti oscuri, come la fuga di sua moglie. Julia intuisce però che la verità potrebbe essere molto più complessa, e mentre Webb prepara un agguato per catturare Harrod, lei si introduce in casa di quest'ultimo, decisa a scoprire il reale colpevole. Nel concitato epilogo, Julia smaschera Myrna, la reale omicida: è stata lei che, ribellandosi a suo padre e alla mancanza di una figura materna, ha ucciso le ragazze, con le quali aveva avuto delle fugaci avventure sessuali. Nella confusione, la polizia non capisce l'errore e alla prima occasione spara a Tom Harrod, ferendolo a morte, dando così a Myrna il tempo di scappare.

### Oggetto d'amore
Le autorità sono sulle tracce di Myrna. Le indagini conducono Julia a Providence, dove la madre della criminale è ricoverata presso una struttura di trattamento dei malati di mente: l'obiettivo della furia omicida sembra proprio la madre malata, che viene salvata solo all'ultimo momento.

### Nella mente del mostro
Myrna è scomparsa, perfettamente mimetizzata nella società di Garden City, dove lavora in un grande centro commerciale e vive in una stanza in affitto presso una rispettabile famiglia. La sua ossessione omicida per Julia la porta a rapire sua sorella Norma, ma il pronto intervento del tenente Webb e di Leo Baxter riesce ad assicurare la feroce serial killer alla giustizia.

## 1999
| Nr. | Titolo                   | Mese di pubblicazione | Soggetto          | Sceneggiatura                                                                   | Disegni                                                            | Copertina   |
| --- | ------------------------ | --------------------- | ----------------- | ------------------------------------------------------------------------------- | ------------------------------------------------------------------ | ----------- |
| 4   | Diluvio di fuoco         | gennaio               | Giancarlo Berardi | Maurizio Mantero                                                                | Pietro Dall'Agnol                                                  | Marco Soldi |
| 5   | I sequestrati            | febbraio              | Giancarlo Berardi | Maurizio Mantero                                                                | Laura Zuccheri                                                     | Marco Soldi |
| 6   | Jerry è sparito          | marzo                 | Giancarlo Berardi | Giancarlo Berardi                                                               | Marco Soldi                                                        | Marco Soldi |
| 7   | La lunga notte di Sheila | aprile                | Giancarlo Berardi | Giuseppe De Nardo                                                               | Luigi Siniscalchi                                                  | Marco Soldi |
| 8   | Se le montagne muoiono   | maggio                | Giancarlo Berardi | Giancarlo Berardi                                                               | Giorgio Trevisan con la collaborazione di Laura Zuccheri           | Marco Soldi |
| 9   | Echi dal passato         | giugno                | Giancarlo Berardi | Maurizio Mantero                                                                | Giancarlo Caracuzzo                                                | Marco Soldi |
| 10  | Il reduce                | luglio                | Giancarlo Berardi | Maurizio Mantero                                                                | Valerio Piccioni con la collaborazione di Maurizio Mantero ed Enio | Marco Soldi |
| 11  | L'eterno riposo          | agosto                | Giancarlo Berardi | Giancarlo Berardi                                                               | Sergio Toppi                                                       | Marco Soldi |
| 12  | Una dolce bambina triste | settembre             | Giancarlo Berardi | Giuseppe De Nardo                                                               | Federico Antinori                                                  | Marco Soldi |
| 13  | Cyrano                   | ottobre               | Giancarlo Berardi | Michelangelo La Neve                                                            | Luigi Siniscalchi                                                  | Marco Soldi |
| 14  | Il cacciatore            | novembre              | Giancarlo Berardi | Gino D'Antonio e Giancarlo Berardi                                              | Laura Zuccheri                                                     | Marco Soldi |
| 15  | Morte assicurata         | dicembre              | Giancarlo Berardi | Giancarlo Berardi e Maurizio Mantero con la collaborazione di Claudia Salvatori | Giancarlo Caracuzzo con la collaborazione di Laura Zuccheri        | Marco Soldi |

### Diluvio di fuoco
Durante una serata di beneficenza, organizzata a favore degli orfani degli agenti di polizia morti, scoppia un incendio presso il teatro in cui si svolge l'evento, che causa la morte di un poliziotto. L'attentato viene rivendicato da un misterioso individuo che intende colpire la polizia: a farne le spese sono un bar vicino alla centrale, che viene devastato da un'esplosione dove rimangono uccise sette persone, e una pattuglia della fluviale. L'impegno in prima persona di Julia porta il colpevole a uscire allo scoperto: rapisce infatti la criminologa, rivelando di essere malato per colpa di un intervento dei reparti speciali della polizia senza aver mai ricevuto un risarcimento; grazie alle informazioni raccolte l'attentatore viene arrestato e rivela di aver piazzato delle cariche esplosive sotto la centrale, ma grazie all'eroico sacrificio del capo degli artificieri — inizialmente sospettato di essere l'autore degli attentati — evita il peggio.

### I sequestrati
Un commando di ex-militari tiene in ostaggio la famiglia di un ricco gioielliere per costringerlo ad aprire la cassaforte; grazie al fidanzato della figlia che, preoccupato, avverte la centrale di Garden City, la polizia inizia a cercare il sequestrato. Intanto alcuni contrattempi portano i malviventi a uccidere alcune persone all'interno della gioielleria: Julia cerca di contrattare per la liberazione degli ostaggi, offrendosi in prima persona al loro posto, e facendo leva sui problemi psichici di uno dei criminali riesce a salvare sé stessa e gli altri senza ulteriori spargimenti di sangue.

### Jerry è sparito
Un bambino sparisce durante una passeggiata al parco con la madre. L'assenza di testimoni porta gli inquirenti a concentrarsi sull'ex-marito della ragazza, ma nonostante le pesanti accuse a suo carico non emergono indizi in tal senso: scavando a fondo nella vita della donna, Julia riesce a scoprire che in realtà non c'è stato alcun rapimento: la madre ha ucciso il piccolo Jerry, considerato un peso per una nuova vita che l'assassina aveva in mente con un altro uomo.

### La lunga notte di Sheila
La giovane ragazza afroamericana Sheila viene stuprata e uccisa di notte in un parco di Garden City, l'assassino si accanisce sul suo corpo. La polizia arresta il fidanzato della vittima, sulla base di una serie di indizi, e successivamente un altro ragazzo che va sulla sua tomba di notte e che dichiara essere amante di Sheila. Julia, però, non convinta, con l'aiuto dell'amico detective Leo Baxter, indaga sul ragazzo che ha trovato il cadavere e il datore di lavoro di Sheila, per assicurare alla giustizia il vero assassino.

### Se le montagne muoiono
Julia va in Sud Dakota a cercare George Valadier, un indiano attivista di un movimento per i diritti dei nativi americani, sospettato di avere ucciso per vendetta le persone che lui ritiene abbiano, qualche tempo prima, incendiato la sua casa, facendo morire la sua famiglia. Insieme a Leo Baxter, la nostra criminologa entra in contatto con un mondo molto diverso dalla città, dopo lunghe indagini riesce a trovare Valadier, che vive in una grotta in montagna, ma sul percorso viene mora da un serpente velenoso. In fin di vita viene salvata dallo stesso Valadier, si invaghisce di lui e fanno l'amore nella grotta. Julia riesce a dimostrare l'estraneità di Valadier agli omicidi e riesce a smascherare i veri colpevoli.

### Echi dal passato
Durante una visita scolastica, il pavimento di un museo di Garden City si sfonda, portando alla luce uno scheletro umano. Julia viene contattata dal fascinoso avvocato della famiglia Luscomb (che ha donato il museo alla città) per proporle di avvertire la famiglia in caso di sospetti o indagini relative al ritrovamento. Julia chiede a Homer Kolb, famoso creatore di effetti speciali, di ricavare un volto dai resti del cranio ritrovato, pur riluttante, Kolb accetta l'incarico, ma la sua casa-laboratorio viene fatta esplodere da due individui. La storia prosegue nell'albo successivo.

### Il reduce
Con l'aiuto di Leo, Julia cerca di indagare sull'attentato a Kolb. Nel frattempo frequenta la casa della famiglia Luscomb, imparando a conoscere i diversi membri, le loro rivalità e invidie ed entrando in confidenza in particolare col patriarca della famiglia. Emerge un poco alla volta la figura di un figlio idealista che partì volontario per il Vietnam e vengono a galla retroscena famigliari, fino al colpo di scena finale.

## 2000
| Nr. | Titolo                 | Mese di pubblicazione | Soggetto          | Sceneggiatura                                                                   | Disegni                                                     | Copertina   |
| --- | ---------------------- | --------------------- | ----------------- | ------------------------------------------------------------------------------- | ----------------------------------------------------------- | ----------- |
| 16  | L'ombra del tempo      | gennaio               | Giancarlo Berardi | Giancarlo Berardi                                                               | Pietro Dall'Agnol                                           | Marco Soldi |
| 17  | Il delitto negato      | febbraio              | Giancarlo Berardi | Giancarlo Berardi e Maurizio Mantero con la collaborazione di Claudia Salvatori | Gustavo Trigo, Marco Soldi ed Enio                          | Marco Soldi |
| 18  | Tornando a casa        | marzo                 | Giancarlo Berardi | Giancarlo Berardi, Giuseppe De Nardo e Maurizio Mantero                         | Luca Vannini e Laura Zuccheri                               | Marco Soldi |
| 19  | L'occhio del sole      | aprile                | Giancarlo Berardi | Giancarlo Berardi e Maurizio Mantero                                            | Enio                                                        | Marco Soldi |
| 20  | Cielo nero             | maggio                | Giancarlo Berardi | Giancarlo Berardi e Maurizio Mantero                                            | Enio e Valerio Piccioni                                     | Marco Soldi |
| 21  | Scoop                  | giugno                | Giancarlo Berardi | Giancarlo Berardi, Giuseppe De Nardo e Maurizio Mantero                         | Giancarlo Caracuzzo                                         | Marco Soldi |
| 22  | Quest'urlo che tace    | luglio                | Giancarlo Berardi | Giancarlo Berardi con la collaborazione di Lorenzo Calza                        | Roberto Zaghi con la collaborazione di Thomas Campi         | Marco Soldi |
| 23  | Ore sospese            | agosto                | Giancarlo Berardi | Giancarlo Berardi, Giuseppe De Nardo e Maurizio Mantero                         | Luigi Siniscalchi                                           | Marco Soldi |
| 24  | Kidnapping Express     | settembre             | Giancarlo Berardi | Giancarlo Berardi e Maurizio Mantero                                            | Claudio Piccoli e Alberto Macagno                           | Marco Soldi |
| 25  | Chi è Christine?       | ottobre               | Giancarlo Berardi | Giancarlo Berardi                                                               | Laura Zuccheri                                              | Marco Soldi |
| 26  | Mentre la città brucia | novembre              | Giancarlo Berardi | Giancarlo Berardi e Maurizio Mantero                                            | Giancarlo Caracuzzo con la collaborazione di Laura Zuccheri | Marco Soldi |
| 27  | Io l'ho visto          | dicembre              | Giancarlo Berardi | Giancarlo Berardi, Giuseppe De Nardo e Maurizio Mantero                         | Federico Antinori                                           | Marco Soldi |

### L'occhio del sole/Cielo nero
Tre giovani si suicidano contemporaneamente a Garden City. Le modalità ritualistiche con cui compiono il gesto fanno capire a Julia che si tratta di adepti dei Figli del Sole, una setta di fanatici devoti al dio Aton guidata dal leader carismatico John Connors. Durante le indagini, Julia scopre che l'uomo è stato in passato trafficante d'armi e plutonio, e sospetta che la setta possa essere una facciata per i suoi loschi affari. Si scopre che tutti gli adepti si sono ritirati in una villa nella periferia di Garden City, dove vivono come in una comune sottostando alle regole imposte da padre Connors: il suo carisma è tale che tutte le persone lì presenti vogliono ottenere la sua approvazione, e questo porta a suicidi sospetti e liti furibonde. Durante un momento particolarmente concitato dell'indagine, il tenente Webb viene ferito gravemente con un'arma da fuoco da uno dei difensori di Connors.
Rimasta sola a indagare, Julia conclude che l'intento dei Figli del Sole sia quello di compiere un suicidio di massa per lavare il mondo dal peccato; fa quindi organizzare un'operazione di polizia per impedire lo sterminio e catturare Connors, ma è troppo tardi: dopo aver liberato i bambini, gli adepti fanno esplodere la villa. Dopo un momento di terribile sconforto, Julia si rende conto che la liberazione dei bambini contraddice gli ideali della setta, perché anziché salvarli li si è spinti nel mondo corrotto e peccatore; sospettando che si sia trattato di una messinscena, continua a indagare e scopre che Connors non è morto nell'esplosione (usata per cancellare le prove dei suoi traffici). L'uomo conduceva infatti una doppia vita, dividendosi tra la setta e una normale routine con moglie e figlia. Julia lo rintraccia, ma quando si reca con la polizia a catturarlo, l'uomo uccide sua moglie prima di consegnarsi. L'uomo le spiegherà che lo ha fatto per risparmiarle l'onta dei processi, mentre sua figlia potrà crescere serena lontana da lui.

## 2001
| Nr. | Titolo                      | Mese di pubblicazione | Soggetto          | Sceneggiatura                                                | Disegni                                             | Copertina   |
| --- | --------------------------- | --------------------- | ----------------- | ------------------------------------------------------------ | --------------------------------------------------- | ----------- |
| 28  | La morte invisibile         | gennaio               | Giancarlo Berardi | Giancarlo Berardi e Maurizio Mantero                         | Enio                                                | Marco Soldi |
| 29  | Il ritmo nel sangue         | febbraio              | Giancarlo Berardi | Giancarlo Berardi con la collaborazione di Lorenzo Calza     | Thomas Campi e Roberto Zaghi                        | Marco Soldi |
| 30  | Nel paese di Alice          | marzo                 | Giancarlo Berardi | Giancarlo Berardi                                            | Giorgio Trevisan                                    | Marco Soldi |
| 31  | Ucciderò                    | aprile                | Giancarlo Berardi | Giancarlo Berardi                                            | Laura Zuccheri                                      | Marco Soldi |
| 32  | L'uomo ombra                | maggio                | Giancarlo Berardi | Giancarlo Berardi e Giuseppe De Nardo                        | Claudio Piccoli                                     | Marco Soldi |
| 33  | Tutti gli uomini di Lopez   | giugno                | Giancarlo Berardi | Giancarlo Berardi e Maurizio Mantero                         | Mario Jannì                                         | Marco Soldi |
| 34  | Il prezzo della libertà     | luglio                | Giancarlo Berardi | Giancarlo Berardi con la collaborazione di Lorenzo Calza     | Valerio Piccioni ed Enio                            | Marco Soldi |
| 35  | Route 70                    | agosto                | Giancarlo Berardi | Giancarlo Berardi con la collaborazione di Lorenzo Calza     | Enio e Valerio Piccioni                             | Marco Soldi |
| 36  | Skip, il ladro              | settembre             | Giancarlo Berardi | Giancarlo Berardi                                            | Marco Soldi con la collaborazione di Laura Zuccheri | Marco Soldi |
| 37  | I killer vanno in pensione? | ottobre               | Giancarlo Berardi | Giancarlo Berardi                                            | Alberto Macagno e Claudio Piccoli                   | Marco Soldi |
| 38  | Il delitto è in onda        | novembre              | Giancarlo Berardi | Giuseppe De Nardo con la collaborazione di Giancarlo Berardi | Giancarlo Caracuzzo                                 | Marco Soldi |
| 39  | Bentornata, Myrna!          | dicembre              | Giancarlo Berardi | Giancarlo Berardi                                            | Laura Zuccheri                                      | Marco Soldi |

### Bentornata, Myrna!
Dopo tre anni di isolamento, Myrna Harrod sembra essere diventata docile e non aver più tendenze omicide; viene perciò trasferita in un nuovo penitenziario, dove potrà fare piccoli lavori e socializzare con le altre detenute. Giunta nella struttura, la ragazza attira l'attenzione della direttrice, che ingenuamente ne fa la sua amante: durante un momento di passione, Myrna la uccide e si sostituisce a lei, riuscendo a evadere. La killer, in effetti, non ha mai perso il suo istinto omicida, e nemmeno l'ossessione per Julia; riesce infatti a raggiungerla e a minacciarla con uno stiletto, ma quando la criminologa, per difendersi, la ferisce a una mano, Myrna inaspettatamente fugge per darsi alla macchia.

## 2002
| Nr. | Titolo                       | Mese di pubblicazione | Soggetto          | Sceneggiatura                         | Disegni                                                                  | Copertina   |
| --- | ---------------------------- | --------------------- | ----------------- | ------------------------------------- | ------------------------------------------------------------------------ | ----------- |
| 40  | Sulla strada per Lordsburg   | gennaio               | Giancarlo Berardi | Giancarlo Berardi e Maurizio Mantero  | Federico Antinori                                                        | Marco Soldi |
| 41  | Il tassista                  | febbraio              | Giancarlo Berardi | Giancarlo Berardi e Lorenzo Calza     | Roberto Zaghi                                                            | Marco Soldi |
| 42  | Il giorno delle spie         | marzo                 | Giancarlo Berardi | Giancarlo Berardi e Maurizio Mantero  | Enio                                                                     | Marco Soldi |
| 43  | L'ultimo rendez-vous         | aprile                | Giancarlo Berardi | Giuseppe De Nardo                     | Mario Jannì                                                              | Marco Soldi |
| 44  | Lo specchio infranto         | maggio                | Giancarlo Berardi | Giancarlo Berardi e Lorenzo Calza     | Claudio Piccoli                                                          | Marco Soldi |
| 45  | Una cara, carissima amica    | giugno                | Giancarlo Berardi | Giancarlo Berardi                     | Laura Zuccheri                                                           | Marco Soldi |
| 46  | La morte è femmina           | luglio                | Giancarlo Berardi | Giancarlo Berardi e Lorenzo Calza     | Ernesto Michelazzo                                                       | Marco Soldi |
| 47  | Sangue nella stanza n. 3     | agosto                | Giancarlo Berardi | Giancarlo Berardi e Giuseppe De Nardo | Valerio Piccioni e Steve Boraley con la collaborazione di Laura Zuccheri | Marco Soldi |
| 48  | L'uomo di Buenos Aires       | settembre             | Giancarlo Berardi | Giancarlo Berardi                     | Enio                                                                     | Marco Soldi |
| 49  | L'incubo della porta accanto | ottobre               | Giancarlo Berardi | Giancarlo Berardi e Lorenzo Calza     | Mario Jannì                                                              | Marco Soldi |
| 50  | Una donna a pezzi            | novembre              | Giancarlo Berardi | Giancarlo Berardi e Maurizio Mantero  | Thomas Campi                                                             | Marco Soldi |
| 51  | Rosso Natale!                | dicembre              | Giancarlo Berardi | Giancarlo Berardi                     | Giorgio Trevisan                                                         | Marco Soldi |

### Una cara, carissima amica
Julia è sola in casa, poiché Emily è impegnata ad assistere sua nuora che sta per partorire. Improvvisamente si presenta alla sua porta Meg Bolan, sua ex-compagna di classe, che le chiede ospitalità: è infatti stata sfrattata ed è tornata a Garden City in cerca di lavoro. Julia acconsente, ma presto rimpiange la sua scelta: Meg è invadente, goffa e pasticciona, e combina guai sempre più seri. Pian piano Julia si accorge di alcuni inquietanti particolari: Meg dice di aver trovato lavoro e di essere prossima a trasferirsi, ma la criminologa scopre che è una menzogna; indagando sul suo passato, poi, scopre che la ragazza ha dei precedenti penali, e che ha passato un certo periodo in carcere per aver aiutato il fidanzato a compiere una rapina. Meg ammette tutto, ma confessa anche di avere serie difficoltà a ripartire; impietosita, Julia le permette di restare.
La situazione precipita quando il signor Benson, un vicino di casa con cui Meg aveva avuto un rapporto sessuale, viene ucciso e derubato. Julia indaga in gran segreto e scopre la verità: la donna che ha in casa è in realtà Annie Parkerson, una compagna di cella della vera Meg Benson. Annie, a cui Meg aveva raccontato dei suoi trascorsi criminali e dell'amicizia con Julia, aveva ucciso la donna e si era sostituita a lei, allo scopo di sfruttare Julia per i suoi intenti criminali. Quando Julia la affronta, Annie le si avventa contro e la sgozza con un coltello.
Improvvisamente Julia si sveglia: l'intera storia è stata uno dei suoi incubi. Subito dopo qualcuno suona alla porta e Julia va ad aprire: quando vede chi è arrivato, rimane sconvolta.

## 2003
| Nr. | Titolo                     | Mese di pubblicazione | Soggetto          | Sceneggiatura                                        | Disegni                           | Copertina   |
| --- | -------------------------- | --------------------- | ----------------- | ---------------------------------------------------- | --------------------------------- | ----------- |
| 52  | Profondo Sud               | gennaio               | Giancarlo Berardi | Giancarlo Berardi                                    | Federico Antinori                 | Marco Soldi |
| 53  | L'ascensore                | febbraio              | Giancarlo Berardi | Giancarlo Berardi                                    | Roberto Zaghi                     | Marco Soldi |
| 54  | La città buia              | marzo                 | Giancarlo Berardi | Giancarlo Berardi e Lorenzo Calza                    | Claudio Piccoli                   | Marco Soldi |
| 55  | Quando l'orrore è un rebus | aprile                | Giancarlo Berardi | Giancarlo Berardi, Lorenzo Calza e Alberto Ghè       | Ernesto Michelazzo                | Marco Soldi |
| 56  | Il corpo del reato         | maggio                | Giancarlo Berardi | Giancarlo Berardi e Maurizio Mantero                 | Valerio Piccioni e Laura Zuccheri | Marco Soldi |
| 57  | I guerrieri                | giugno                | Giancarlo Berardi | Giancarlo Berardi e Maurizio Mantero                 | Enio                              | Marco Soldi |
| 58  | Patto scellerato           | luglio                | Giancarlo Berardi | Giancarlo Berardi, Giuseppe De Nardo e Lorenzo Calza | Mario Jannì                       | Marco Soldi |
| 59  | Lo sciamano                | agosto                | Giancarlo Berardi | Giancarlo Berardi e Lorenzo Calza                    | Claudio Piccoli                   | Marco Soldi |
| 60  | La grande burla            | settembre             | Giancarlo Berardi | Giancarlo Berardi e Maurizio Mantero                 | Lucio Leoni e Alberto Macagno     | Marco Soldi |
| 61  | La vita in gioco           | ottobre               | Giancarlo Berardi | Giancarlo Berardi e Maurizio Mantero                 | Steve Boraley                     | Marco Soldi |
| 62  | L'assassino è innocente    | novembre              | Giancarlo Berardi | Giancarlo Berardi e Lorenzo Calza                    | Roberto Zaghi                     | Marco Soldi |
| 63  | Veleni                     | dicembre              | Giancarlo Berardi | Giancarlo Berardi e Maurizio Mantero                 | Ernesto Michelazzo                | Marco Soldi |

### L'assassino è innocente
Poco dopo la fine di una lezione, Julia viene avvicinata da un uomo. Questi la minaccia con una pistola e la obbliga a salire sulla Morgan, per poi condurla nel parcheggio dello stadio di football. Lì si presenta come Rupert Strode, ricercato latitante per l'omicidio della moglie Michelle: Strode afferma di aver sì premuto il grilletto, ma che le circostanze sono molto diverse da quel che si può credere e perciò chiede aiuto a Julia, che afferma di non poterlo aiutare e lo invita a costituirsi. Mentre Strode si allontana affranto, Julia nota un'auto con un poliziotto che comincia a sparargli. Sorpresa, Julia tampona l'auto del presunto poliziotto e lo mette in fuga: decide dunque di prendere con sé Strode e vederci più chiaro nella storia. Resasi conto che Strode è praticamente solo, a causa di certi suoi comportamenti spregevoli, lo ospita a casa sua. Nel corso della serata, Strode continua a raccontare la storia del rapporto difficoltoso con la moglie. Mentre continua il racconto, un tiratore professionista cerca di sparargli. A questo punto, Julia decide di portare Strode a casa di Leo Baxter. Lì Strode conclude il suo racconto: il matrimonio con Michelle era proceduto tra alti e bassi, per concludersi poi due anni prima con la morte accidentale del figlio Russell in un incidente. Strode illustra anche le circostanze della morte della moglie, che avrebbe inscenato un suicidio in modo da incolparlo. Mentre conclude il racconto, la polizia fa irruzione nella casa di Baxter e lo arresta, salvando Julia dal presunto sequestro. Il processo inizia poco dopo, ed è da subito agguerritissimo: vengono messi in evidenza gli aspetti sgradevoli di Strode, ma anche gli squilibri della vittima. Julia partecipa come testimone della difesa, e afferma che dagli elementi emersi la tesi della difesa (il suicidio di Michelle fatto passare come omicidio) è assolutamente plausibile. Nonostante questo, la giuria condanna Strode all'ergastolo. Poco dopo, il misterioso poliziotto killer lo uccide in cella e si scopre che era stato pagato da Niall Ormond, il severo padre di Michelle.

### Veleni
All'industria chimica Conway Chemicals, nei dintorni di Garden City, scoppia un brutto incidente, in cui muore il tecnico Jeff Gibson e due bambini che giocavano nei dintorni finiscono in ospedale gravemente intossicati. Julia viene coinvolta dalla giornalista Tina Davis nelle indagini sul caso. La ditta è sospettata di inquinare: nell'area attorno alla centrale moltissimi bambini si ammalano di leucemia o nascono con malformazioni. Rivela inoltre che la sua fonte era proprio Jeff Gibson, e che un altro giornalista è a conoscenza dell'inchiesta: Bob Cramer, con cui la Davis ha una relazione clandestina. Cramer, qualche giorno prima dell'incidente alla Conway, è sparito nel nulla dopo aver manifestato preoccupazioni per un coinvolgimento mafioso e tentato di proteggere Tina esponendosi al posto suo. Julia decide di aiutare la Davis. Poiché c'è un morto, anche la Procura deve iniziare delle indagini e chiede una consulenza alla Kendall. Gli interrogatori partono dal magnate Alfred Conway, che vive isolato a causa di una serie di malattie e allergie croniche che lo debilitano molto. Conway afferma che, a causa della propria infermità, ormai ogni decisione operativa viene presa dal suo socio John H. Miller, della Superior Investments, una società finanziaria. Alla Superior gli inquirenti non ottengono risultati, poiché Miller è all'estero per un periodo indeterminato e il capoufficio afferma di non conoscere i particolari della gestione degli impianti chimici. Alla centrale chimica, l'ingegner Donaldson nega dei particolari problemi ambientali e afferma che Gibson è morto controllando un guasto. Il dottor Bernie Wallis racconta del colloquio avuto con lui prima dell'incidente: oltre a questioni personali, avevano parlato di alcune irregolarità nei filtri riscontrate dal dottor Lees, ma tenute in poco conto da Gibson. Inoltre, si scopre che la chiamata per segnalare il guasto era anonima e che le telefonate interne non sono registrate. Infine il dottor Lees racconta della situazione di perenne paranoia che aleggia in quell'ambiente di lavoro, costantemente esposto a pericoli e incidenti. Julia nota un ritratto di una giovane donna a casa di Gibson (che era un pittore dilettante). Le indagini portano a interrogare la moglie di Cramer, che è malata di depressione e tenta il suicidio. Julia, Alan e Ben si accordano per indagare su tutte le persone interrogate: Conway, Miller, i tecnici di laboratorio. Parallelamente, Julia contatta Leo Baxter e gli chiede di indagare sulla donna ritratta da Gibson che scopre essere Sheila Keach, la moglie del dottor Wallis, da cui si sta separando. La Keach, raggiunta da Julia e Leo, ammette la relazione con Gibson, ma di non averla raccontata al marito, a cui ha chiesto semplicemente il divorzio. Inoltre racconta che Gibson le ha fatto imparare a memoria l'incipit del romanzo Il giorno dei trifidi. Julia trova il romanzo a casa di Gibson e all'interno rinviene un CD-ROM, pieno di dati tecnici criptati. Il contenuto del CD rivela una serie di mancanze e illeciti della Conway, con la connivenza di parte delle istituzioni. Preoccupato dalle conseguenze il procuratore Robson impone la segretezza assoluta. Webb passa ufficiosamente a Julia una copia del "rapporto Gibson". Poco dopo, Davis contatta Julia, raccontando di aver trovato un appunto di Cramer, con un indirizzo: probabilmente il luogo in cui si smaltiscono i rifiuti tossici. Le due donne decidono di recarsi lì insieme e arrivano a Garden Harbour, un piccolo porto alla foce del Marigold dove assistono di persona allo smaltimento frettoloso di materiali sospetti. Vengono sorprese dalla sorveglianza, che li conduce dal responsabile delle operazioni: il dottor Wallis. Vengono sequestrate e caricate su una barca: qui parlano con Conway, che ammette le proprie responsabilità, convinto di rimanere impunito e inoltre rivela che Cramer non è morto, ma che è stato corrotto e indotto a raccontare delle indagini interne di Gibson. In qualche modo Julia e Davis riescono a sopraffare la ciurma della nave e a riportarla a riva. Le indagini si concludono con molti arresti, anche se Robson riesce a circoscriverla a dei pesci piccoli. Un po' di tempo dopo anche Bob Cramer viene ritrovato in California, dove viveva sotto falso nome. Tra Julia e Tina Davis aumenta la complicità e l'amicizia.

## 2004
| Nr. | Titolo                    | Mese di pubblicazione | Soggetto          | Sceneggiatura                                        | Disegni            | Copertina   |
| --- | ------------------------- | --------------------- | ----------------- | ---------------------------------------------------- | ------------------ | ----------- |
| 64  | La notte dei diamanti     | gennaio               | Giancarlo Berardi | Giancarlo Berardi e Maurizio Mantero                 | Federico Antinori  | Marco Soldi |
| 65  | Segreti di famiglia       | febbraio              | Giancarlo Berardi | Giancarlo Berardi e Maurizio Mantero                 | Enio               | Marco Soldi |
| 66  | La morte in linea         | marzo                 | Giancarlo Berardi | Giancarlo Berardi, Giuseppe De Nardo e Lorenzo Calza | Mario Jannì        | Marco Soldi |
| 67  | La chiamavano Betsy Blue  | aprile                | Giancarlo Berardi | Giancarlo Berardi e Lorenzo Calza                    | Thomas Campi       | Marco Soldi |
| 68  | Chi ha ucciso Norma Jean? | maggio                | Giancarlo Berardi | Giancarlo Berardi e Lorenzo Calza                    | Claudio Piccoli    | Marco Soldi |
| 69  | Attentato nel Texas       | giugno                | Giancarlo Berardi | Giancarlo Berardi e Maurizio Mantero                 | Laura Zuccheri     | Marco Soldi |
| 70  | Il grande mare d'erba     | luglio                | Giancarlo Berardi | Giancarlo Berardi e Maurizio Mantero                 | Laura Zuccheri     | Marco Soldi |
| 71  | Morirò a mezzanotte       | agosto                | Giancarlo Berardi | Giancarlo Berardi e Lorenzo Calza                    | Roberto Zaghi      | Marco Soldi |
| 72  | La straniera              | settembre             | Giancarlo Berardi | Giancarlo Berardi e Maurizio Mantero                 | Steve Boraley      | Marco Soldi |
| 73  | La ragnatela si chiude    | ottobre               | Giancarlo Berardi | Giancarlo Berardi e Lorenzo Calza                    | Ernesto Michelazzo | Marco Soldi |
| 74  | Indagine da camera        | novembre              | Giancarlo Berardi | Giancarlo Berardi, Lorenzo Calza e Alberto Ghè       | Valerio Piccioni   | Marco Soldi |
| 75  | Ippocrate a giudizio      | dicembre              | Giancarlo Berardi | Giancarlo Berardi, Giuseppe De Nardo, Lorenzo Calza  | Mario Jannì        | Marco Soldi |

### La notte dei diamanti
Per la prima volta, Julia e il tenente Webb si trovano a cena, da soli. È l'occasione per chiarire gli aspetti del loro rapporto, così complicato e ambivalente. La serata va per il meglio, e alla fine i due si scambiano un bacio. Julia sta per invitare Alan a casa sua per la notte, ma il tenente è richiamato al lavoro da una telefonata di Ben Irving. I due si scambiano un altro bacio e si salutano. Pochi minuti dopo, Julia scopre con sorpresa che un estraneo si è introdotto in casa sua: l'affascinante ladro Tim O'Leary, che aveva conosciuto alcuni anni prima (cfr. episodio 24). Divisa tra il fastidio e la curiosità, Julia lo invita a prendersi una tazza di tè e a spiegarle la sua presenza. Il ladro dunque le racconta che, mentre piazzava delle cimici in un palazzo dove voleva fare un colpo, ha registrato delle conversazioni in cui un uomo e una donna progettano di uccidere un tale Derek. Insomma, Tim O'Leary si è rivolto alla Kendall perché vuole impedire un omicidio, senza però avere a che fare direttamente con la polizia. Per questa ragione, propone a Julia di fare uscire i congiurati allo scoperto, per farli poi beccare. Inevitabilmente, la criminologa e il ladro cominciano a rivelarsi dei dettagli della propria vita personale: l'attrazione tra i due s'accende e scatta il bacio. A questo punto, Julia fa uscire di casa il ladro, profondamente turbata dagli avvenimenti della serata. Nel frattempo, Webb e Irving stanno facendo un appostamento per catturare una banda di spacciatori. Sfortunatamente i criminali si accorgono della trappola e si scatena una fuga con sparatoria. I due poliziotti si lanciano all'inseguimento, ma hanno un incidente: Irving si rompe un braccio, Webb ha un trauma cranico. Appena lo viene a sapere, Julia si fionda in ospedale: riesce a parlare brevemente con Webb, che però non si ricorda assolutamente niente della serata appena trascorsa, nemmeno della cena. Julia non se la sente di contraddirlo, e torna a casa. Durante la notte, viene tormentata da un incubo in cui Tim e Webb la accusano di non saper scegliere e cominciano ad accoltellarsi l'uno con l'altro. Il giorno seguente, Julia è ancora sconvolta per gli avvenimenti della serata, e tutta la giornata le appare pesante oltre ogni limite. Tornata dal lavoro, si confida con Emily (solo per la faccenda di Alan). Facendo il bagno, stabilisce di troncare ogni rapporto con Tim: quand'ecco che al telefono suona proprio lui. La sua cimice ha registrato il dialogo/litigio tra i due fratelli Rossiter: Austin (il minore) e Derek (il maggiore). Nella registrazione, Austin rimprovera a Derek di avergli sempre tarpato le ali, e di averlo escluso da ogni possibilità di successo nell'azienda di famiglia (una gioielleria); dal canto suo, il fratello maggiore abbozza, evitando di litigare. Inoltre, nella registrazione si menziona una tale Monica Hopkins, un'inquilina del palazzo dove vivono i due gioiellieri, e che Tim O'Leary ha visto mentre si scambiava effusioni con Austin Rossiter. Anche in quell'occasione, Austin (era lui la voce maschile della prima registrazione di Tim) annuncia il suo proposito di uccidere il fratello Derek, per rilevare il controllo dell'azienda e vivere da nababbo assieme all'amante. Il progetto di Austin è di inscenare una rapina ai danni del fratello per il mercoledì successivo, in occasione di una consegna di gioielli. Finito l'ascolto delle registrazioni, Julia chiede a Tim (di cui non si fida minimamente) quali sono le sue vere intenzioni. Inoltre, minaccia di non aiutarlo, a meno che lui non rinunci per sempre a rubare. Dopodiché, se ne torna a casa. Il giorno seguente, dopo aver visitato Webb (che continua a non ricordarsi niente della sera della cena), Julia trova di nuovo Tim in casa propria. Il ladro (che le aveva "preso in prestito" il libro I ragazzi della via Pál), le racconta della tragica storia dei suoi fratelli maggiori, che si erano uccisi a vicenda in uno scontro tra bande. A suo dire, questa è la ragione per la quale vuole impedire l'omicidio di Derek Rossiter da parte del fratello. Di fronte alle lacrime del ladro, Julia si commuove: i due si baciano e fanno l'amore. La mattina dopo, Tim comunica alla criminologa che si occuperà dell'affare dei fratelli Rossiter senza coinvolgerla, ma Julia si rifiuta di lasciarlo solo. Arriva la sera fatidica: Tim si intrufola nell'ufficio dei Rossiter per aprire la cassaforte (che scopre essere vuota), mentre Austin fa una telefonata anonima al fratello dicendo che in ufficio c'è una rapina. Derek Rossiter si trova quindi a contatto col ladro, e poco dopo giunge anche Austin, pronto a uccidere il fratello. Nel frattempo, Julia bussa alla porta di Monica Hopkins, a cui fa sentire le registrazioni in diretta dall'ufficio: Austin sta minacciando il fratello con una pistola, quand'ecco appare Tim che a sua volta minaccia Austin con la propria arma (finta). A quel punto accade un colpo di scena: in ufficio giunge, armato, anche il marito della Hopkins, che di mestiere fa la guardia giurata. Il suo arrivo fa parte di un piano di Derek Rossiter, che a sua volta aveva tramato per uccidere il fratello, fingendo una tragica fatalità. La signora Hopkins corre all'ufficio e comincia ad accusare il marito. A questo punto, i due fratelli cominciano a fare offerte sempre più alte a Greg Hopkins, per convincerlo ciascuno di stare dalla propria parte. Approfittando della situazione, Tim O'Leary sgattaiola dalla stanza. Con un nuovo colpo di scena, si presenta nella stanza il signor John Rawlings, insegnante di musica e ulteriore amante della Hopkins. Anche lui è armato e comincia a minacciare i presenti, chiedendo molti soldi. A questo punto appare Julia, che annuncia agli astanti che tutte le conversazioni sono state registrate: qualora qualcuno morisse, tali registrazioni finirebbero sicuramente in mano alla polizia. La Kendall quindi suggerisce a tutti di deporre le armi e tornarsene a casa, imparando a sopportarsi a vicenda. Dopodiché esce dal palazzo, lasciando tutti sconcertati. Uscita in strada leggera e felice, sale in auto con Tim, invitandolo a casa da lei. Ma il ladro le confessa di non essere capace di cambiare vita, e di averle mentito. Tim sapeva già che la cassaforte dei Rossiter era vuota, e che quella coi diamanti era in un altro stabile. Mentre Julia risolveva la situazione nell'ufficio, Tim era andato a ripulire la cassaforte piena e a nascondere la refurtiva. In verità, nemmeno la storia dei fratelli morti era vera, e serviva solo per convincere Julia a dargli una mano col piano. Delusa e umiliata, Julia esce dall'auto, e se ne torna a casa, a piedi e in lacrime: è decisa a non farsi più coinvolgere sentimentalmente. Il giorno dopo, Julia va a trovare Alan Webb. La delusione della sera prima ha effetto anche nel rapporto con l'incolpevole detective, che saluta con formale gentilezza. Il povero tenente ancora non si ricorda nulla di quella sera, e si ripropone di invitare Julia a cena, prima o poi.

### Segreti di famiglia
L'Avana, 9 ottobre 1967: mentre si sparge la notizia della morte di Che Guevara, una donna di nome Lucinda scopre il marito a letto con l'amante. Sconvolta e furiosa, scaglia una bottiglia (presumibilmente piena di acido) addosso alla ragazza. Dopodiché si allontana tra la folla e si suicida gettandosi in acqua dal molo. Miami, primavera del 2003: Julia Kendall atterra in aeroporto per partecipare a un convegno di antropologia criminale. Al convegno, l'atmosfera è rilassata, e i convenuti alternano discussioni teoriche a pettegolezzi. Durante un rinfresco, Julia incrocia il signor Steven Everett, un medico legale di Miami. I due stringono un rapporto cordiale, anche grazie allo spiccato senso dell'umorismo di Everett. Dopo un po', Everett invita Julia a cena in un ristorante di Miami. Durante il corso della cena, Everett racconta di provenire da una ricca famiglia locale, il cui patrimonio principale è in mano allo zio, John. Non fa a tempo a terminare il racconto che nel ristorante si presenta proprio John Everett, il quale si siede al tavolo con i due convitati per scambiare qualche chiacchiera. Dopo aver invitato Julia alla festa di compleanno della figlia Liz, John si congeda. Alla fine della serata, Steven riaccompagna Julia in albergo; la Kendall durante la notte riflette sul proprio desiderio di una famiglia. Il giorno dopo, Julia e Steven si reincontrano al convegno. Steven riceve una chiamata dallo zio John, che vuole parlare proprio con Julia Kendall, che ribadisce il desiderio di invitarla alla festa di Liz. Dopo poco, Steven si congeda da Julia, perché deve fare un'autopsia. Nel frattempo a casa Everett, mentre fervono i preparativi per la festa, una cameriera si aggira furtiva per le stanze della villa. Entra nell'ufficio del padre, apre un cassetto della scrivania e vi trova una pistola; poi, spaventata da un rumore improvviso, si defila, senza accorgersi di un truce e anziano cameriere che la spia di nascosto. Il giorno dopo si concludono i lavori del convegno e Julia incontra ancora una volta Steven Everett, pronto ad accompagnarla alla festa di Liz. La festa è sontuosa e piena di invitati, e Julia si sente l'unica estranea in mezzo a tanta gente che si conosce. Steven fa gli onori di casa e presenta a Julia tutto il parentado: la zia, la cugina Liz, il cugino Robert, i propri genitori. Al culmine della festa però avviene una tragedia: John Everett viene trovato pugnalato, e tocca a Steven constatarne il decesso. L'assassino è sicuramente uno dei partecipanti alla festa. A condurre le indagini è il tenente Quinn, che con modi bruschi fa intendere di non volere la collaborazione della Kendall. Tuttavia la vedova di John decide di assumerla come consulente privata. Nel corso degli interrogatori e delle indagini vengono alla luce alcuni dettagli scottanti sui vari membri della famiglia: per esempio, Robert è spesso in clinica per abuso di stupefacenti, un socio di John ha gestito in modo disonesto gli affari, lo stesso Steven riceveva da John in segreto un assegno mensile. Anche il personale domestico viene indagato, e si scopre che esso è integralmente cubano: da giovane John Everett aveva simpatizzato per la causa castrista, salvo poi allontanarsi dall'isola e organizzare il trasferimento di domestici in Florida tramite un'agenzia. L'ultima arrivata, da appena quindici giorni, è proprio la giovane Karla Calvo (la giovane che era stata vista frugare tra i cassetti di John). Julia decide di compiere un sopralluogo a Cuba, dove viene coadiuvata nelle indagini dal commissario Álvarez. Egli le rivela altri dettagli su John Everett, spiegandole come avesse aiutato la causa cubana aggirando l'embargo statunitense. A Cuba inoltre Julia parla con la famiglia Calvo, da cui ha alcune interessanti rivelazioni. Tornata a Miami, convoca tutti i sospettati nella villa di Everett (malgrado la contrarietà di Quinn) e mette ciascuno di fronte alle proprie responsabilità e ai propri moventi. È il momento anche per confrontarsi con Steven, che ammette che i soldi datigli dallo zio servivano per pagare un ricatto di un assistente universitario che gli aveva passato le risposte per l'esame di Stato. Tuttavia, Julia riesce a ricostruire il movente principale per la morte di John: quando viveva a Cuba, frequentava due sorelle, Inés e Lucinda, e non riusciva a scegliere una delle due. Alla fine Lucinda aveva sorpreso John con la sorella, che aveva sfigurato, per poi tentare il suicidio (è la scena del prologo). Tuttavia, i medici cubani erano riusciti a salvare entrambe: Lucinda, tra l'altro, era incinta di John. La verità viene dunque a galla: Karla Calvo era la figlia segreta di John Everett, che egli aveva fatto venire in Florida come domestica, senza però rivelarle la verità. Karla l'aveva scoperta frugando tra gli effetti personali del suo capo. Messa alle strette, continua però a negare di essere l'assassina. È allora che si fa avanti un'altra cameriera, più anziana, che confessa l'omicidio: e Julia rivela che essa è proprio Inés, la sorella di Lucinda, irriconoscibile per via della plastica facciale. Il caso è risolto: il testamento di John Everett divide l'eredità tra l'amatissimo nipote Steven e la figlia segreta Karla. Nessuno ha niente da ridire. Steven accompagna all'aeroporto Julia, scusandosi di non averle parlato del ricatto subito: aveva mentito per paura di perderla. I due si congedano e, come rivela Julia nel suo diario, non si vedranno mai più. L'aereo lascia l'assolata Miami e atterra in una piovosissima Garden City.

### La morte in linea
Julia ed Emily stanno facendo il cambio primaverile dei vestiti, quando suona il telefono di casa. È Webb, che chiede alla Kendall di accorrere sulla scena di un delitto. La vittima è William Bland, 28 anni, ucciso con dei colpi di attizzatoio che gli hanno fracassato il cranio. Gli inquirenti cominciano a indagare sulla vita di Bland, che lavora in un call center e, apparentemente, conduce una vita esemplare: è apprezzato al lavoro e fa il volontario in un'associazione di disabili. Tuttavia, dalle indagini comincia a emergere il lato oscuro di Bland: ha messo incinta la sua ultima ragazza per poi lasciarla al suo destino; aiuta i disabili per sopire il senso di colpa di aver causato un incidente a un vecchio amico; soprattutto, usa il suo lavoro al call center per trovare numeri di ragazze da circuire. Una storia, in particolare, attira l'attenzione di Julia e della polizia: quella di Ilary Elwell, corteggiata e sedotta da Bland per poi essere lasciata in malo modo. La ragazza, in seguito a questa vicenda, si sarebbe lasciata completamente andare, senza toccare quasi più cibo. Julia e Webb si dirigono quindi a casa della Elwell, e fanno conoscenza della sorella maggiore Kathy: inoltre scoprono che Ilary è morta a causa di un'aritmia, ma che in sostanza si è lasciata morire. Kathy Elwell racconta la sua triste vicenda famigliare: senza un padre, le due sorelle perdono la madre Corinne per overdose e passano l'adolescenza tra istituti e affidi. L'indagine sembra arrivare a uno stallo, anche perché le altre piste non portano da nessuna parte: anche il coinquilino Adrian Below (un pregiudicato pieno di debiti) ha un alibi sicuro. Una prima svolta la si ha grazie all'apertura del computer di Bland, in cui sono segnate tutte le conversazioni via mail con le ragazze che stava corteggiando in quel periodo. Dopo aver scandagliato vari messaggi, a Julia viene un'illuminazione: una donna ha usato il nome Corinne, il nome della madre delle sorelle Elwell. Dopo aver chiesto conferme sugli spostamenti di Kathy Elwell a una vicina di casa, gli inquirenti scoprono che effettivamente lei aveva dato un appuntamento a Bland. A questo punto il quadro è chiaro: è stata Kathy a ingannare e uccidere Bland, dopo aver scoperto che era stato lui la causa indiretta della morte di sua sorella. Julia e Webb trovano Kathy al cimitero, di fronte alla tomba della sorella. Kathy Elwell, già da tempo conscia che il cerchio si stringeva attorno a lei, rilascia una piena confessione e viene arrestata. Contemporaneamente, si assiste a una simpatica vicenda domestica: Julia rinviene in un giardino un gattone ferito, e lo porta dal veterinario. Questi gli prescrive una terapia di antibiotici e chiede alla Kendall di ospitarlo per qualche tempo. A casa però il gatto (ribattezzato Rambo) comincia a tampinare Toni per accoppiarsi con lei. I due gatti cominciano un lungo inseguimento, che dura per giorni e che fa disperare Julia ed Emily. Alla fine, inaspettatamente, Toni cede, e i due mici si scambiano tenere effusioni. Tornando a casa dopo la risoluzione del caso però c'è un colpo di scena: Rambo ha abbandonato la casa, lasciando Toni in un apparente stato di tristezza. Julia non può fare a meno di pensare alla triste vicenda di Ilary Elwell, sedotta e abbandonata.

### La chiamavano Betsy Blue
Una sera di pioggia, la quindicenne Elisabeth Frost (detta Betsy Blue) suona a casa della signora Coolidge. Le due non si conoscono: la ragazza chiede alla donna di telefonare a casa, perché ha accettato un passaggio da una persona sgradevole e vuole avvertire i genitori che è in ritardo. A casa i genitori non rispondono, sicché la signora Coolidge si offre di accompagnare Betsy a casa. Una volta rientrata in casa, Betsy si trova di fronte a una persona sconosciuta, che la insegue con un coltello e la pugnala a morte. Il giorno dopo, Julia viene chiamata per dare una mano alla polizia. Come sempre, si comincia a indagare sulle conoscenze e i rapporti di Betsy. Le indagini inevitabilmente partono dall'ambiente scolastico: il liceo Walt Whitman, dove Betsy era molto popolare e amata. Il preside Pekic garantisce la totale collaborazione del consiglio d'istituto. Julia vorrebbe adottare uno stile di indagine soft, ottenendo informazioni scambiando pareri con gli studenti. In effetti nella prima mattinata di indagini comincia a raccogliere dati interessanti, e fa conoscenza con alcune ragazze. Tuttavia, il clamore suscitato dalla stampa attorno al caso impone alla Procura di iniziare una serie di interrogatori in grande stile. Nel corso delle indagini, sia quelle informali di Julia che quelle ufficiali della polizia, emerge pian piano un coacervo di ambiguità e bugie all'interno dell'ambiente scolastico. In particolare, emerge il fatto che Rita Costas, la migliore amica di Betsy, era finita in un torbido giro di foto pornografiche in cui erano coinvolti gli insegnanti di ginnastica, i quali poi rivendevano le foto a dei siti hard. L'ipotesi della Procura è che la Frost, una delle ragazze fotografate a propria insaputa, fosse venuta a conoscenza del giro e che per questo fosse stata assassinata. Ma questa ricostruzione non convince Julia, che dopo alcuni colloqui con altri alunni, giunge alla verità: a uccidere Betsy Blue è stata la sua compagna Roxanne Protti (che si era già presentata a Julia come migliore amica di Betsy). Roxanne, una ragazza bruttina e di famiglia modesta, aveva cercato in tutti i modi di accreditarsi tra le ragazze popolari del liceo, e aveva tentato di conquistarsi l'amicizia di Betsy. La sera del delitto, le aveva offerto un passaggio a casa dopo una festa, e lì era diventata molto insistente. Era dunque lei la persona sgradevole di cui Betsy aveva accennato alla signora Coolidge. Frustrata per il rifiuto, Roxanne aveva pedinato con la macchina del padre (un'utilitaria bianca, di cui la Coolidge si ricordava) fino a casa di Betsy: qui era entrata e, in preda alla rabbia, aveva accoltellato la ragazza. Per metterla alle strette, Julia dice che gli stivali da uomo indossati da Roxanne quella notte erano stati già esaminati in laboratorio: la ragazza non capisce il bluff della criminologa, e confessa il delitto.

## 2005
| Nr. | Titolo                          | Mese di pubblicazione | Soggetto          | Sceneggiatura                                       | Disegni                                       | Copertina   |
| --- | ------------------------------- | --------------------- | ----------------- | --------------------------------------------------- | --------------------------------------------- | ----------- |
| 76  | La storia di Jason              | gennaio               | Giancarlo Berardi | Giancarlo Berardi e Lorenzo Calza                   | Ivan Calcaterra e Antonio Marinetti           | Marco Soldi |
| 77  | Minaccia a domicilio            | febbraio              | Giancarlo Berardi | Giancarlo Berardi e Lorenzo Calza                   | Enio                                          | Marco Soldi |
| 78  | Nel cuore della tempesta        | marzo                 | Giancarlo Berardi | Giancarlo Berardi e Lorenzo Calza                   | Claudio Piccoli                               | Marco Soldi |
| 79  | Sangue del mio sangue           | aprile                | Giancarlo Berardi | Giancarlo Berardi e Maurizio Mantero                | Federico Antinori                             | Marco Soldi |
| 80  | Delitto alla moda               | maggio                | Giancarlo Berardi | Giancarlo Berardi e Lorenzo Calza                   | Ernesto R. Garcia Seijas                      | Marco Soldi |
| 81  | La morte ti sorride             | giugno                | Giancarlo Berardi | Giancarlo Berardi e Maurizio Mantero                | Lucio Leoni, Alberto Macagno, Luigi Pittaluga | Marco Soldi |
| 82  | Le tante vite di Delmer Barrows | luglio                | Giancarlo Berardi | Giancarlo Berardi e Lorenzo Calza                   | Roberto Zaghi                                 | Marco Soldi |
| 83  | Gioco mortale                   | agosto                | Giancarlo Berardi | Giancarlo Berardi e Lorenzo Calza                   | Ernesto Michelazzo                            | Marco Soldi |
| 84  | Uomini sull'abisso              | settembre             | Giancarlo Berardi | Giancarlo Berardi, Lorenzo Calza, Giuseppe De Nardo | Mario Jannì                                   | Marco Soldi |
| 85  | Pioggia rossa                   | ottobre               | Giancarlo Berardi | Giancarlo Berardi e Maurizio Mantero                | Steve Boraley                                 | Marco Soldi |
| 86  | Myrna: a sangue caldo           | novembre              | Giancarlo Berardi | Giancarlo Berardi e Maurizio Mantero                | Laura Zuccheri                                | Marco Soldi |
| 87  | Pena capitale                   | dicembre              | Giancarlo Berardi | Giancarlo Berardi e Maurizio Mantero                | Thomas Campi e Luigi Pittaluga                | Marco Soldi |

## 2006
| Nr. | Titolo                    | Mese di pubblicazione | Soggetto          | Sceneggiatura                                  | Disegni                       | Copertina   |
| --- | ------------------------- | --------------------- | ----------------- | ---------------------------------------------- | ----------------------------- | ----------- |
| 88  | Pet shop                  | gennaio               | Giancarlo Berardi | Giancarlo Berardi, Lorenzo Calza e Alberto Ghè | Valerio Piccioni              | Marco Soldi |
| 89  | Un mondo di pugni         | febbraio              | Giancarlo Berardi | Giancarlo Berardi e Lorenzo Calza              | Marco Soldi e Luigi Pittaluga | Marco Soldi |
| 90  | Il fuoco dentro           | marzo                 | Giancarlo Berardi | Giancarlo Berardi e Lorenzo Calza              | Ernestino Michelazzo          | Marco Soldi |
| 91  | Doppio inganno            | aprile                | Giancarlo Berardi | Giancarlo Berardi e Maurizio Mantero           | Federico Antinori             | Marco Soldi |
| 92  | L'ultima fermata          | maggio                | Giancarlo Berardi | Giancarlo Berardi e Lorenzo Calza              | Roberto Zaghi                 | Marco Soldi |
| 93  | Scheletri in cantina      | giugno                | Giancarlo Berardi | Giancarlo Berardi e Maurizio Mantero           | Mario Jannì                   | Marco Soldi |
| 94  | Come una foglia d'autunno | luglio                | Giancarlo Berardi | Giancarlo Berardi e Maurizio Mantero           | Laura Zuccheri                | Marco Soldi |
| 95  | Giorni roventi            | agosto                | Giancarlo Berardi | Giancarlo Berardi e Lorenzo Calza              | Claudio Piccoli               | Marco Soldi |
| 96  | Una valigia di neve       | settembre             | Giancarlo Berardi | Giancarlo Berardi e Maurizio Mantero           | Antonio Marinetti             | Marco Soldi |
| 97  | Il morso dello scorpione  | ottobre               | Giancarlo Berardi | Giancarlo Berardi e Lorenzo Calza              | Enio                          | Marco Soldi |
| 98  | Corsa per la vita         | novembre              | Giancarlo Berardi | Giancarlo Berardi e Lorenzo Calza              | Enio                          | Marco Soldi |
| 99  | Il giardino degli orrori  | dicembre              | Giancarlo Berardi | Giancarlo Berardi e Lorenzo Calza              | Ernestino Michelazzo          | Marco Soldi |

## 2007
| Nr. | Titolo                       | Mese di pubblicazione | Soggetto          | Sceneggiatura                                  | Disegni                             | Copertina   |
| --- | ---------------------------- | --------------------- | ----------------- | ---------------------------------------------- | ----------------------------------- | ----------- |
| 100 | Clowns                       | gennaio               | Giancarlo Berardi | Giancarlo Berardi e Lorenzo Calza              | Giorgio Trevisan                    | Marco Soldi |
| 101 | Caccia al tesoro             | febbraio              | Giancarlo Berardi | Giancarlo Berardi e Maurizio Mantero           | Federico Antinori e Luigi Pittaluga | Marco Soldi |
| 102 | Terrore a bordo              | marzo                 | Giancarlo Berardi | Giancarlo Berardi e Maurizio Mantero           | Steve Boraley                       | Marco Soldi |
| 103 | Nel mirino                   | aprile                | Giancarlo Berardi | Giancarlo Berardi, Lorenzo Calza e Alberto Ghè | Thomas Campi e Marco Foderà         | Marco Soldi |
| 104 | Senza Rimorso                | maggio                | Giancarlo Berardi | Giancarlo Berardi e Maurizio Mantero           | Mario Jannì                         | Marco Soldi |
| 105 | L'imitatore                  | giugno                | Giancarlo Berardi | Giancarlo Berardi e Lorenzo Calza              | Claudio Piccoli                     | Marco Soldi |
| 106 | L'ora d'aria                 | luglio                | Giancarlo Berardi | Giancarlo Berardi e Alberto Ghè                | Valerio Piccioni                    | Marco Soldi |
| 107 | La tormenta                  | agosto                | Giancarlo Berardi | Giancarlo Berardi e Lorenzo Calza              | Roberto Zaghi                       | Marco Soldi |
| 108 | Viva o morta                 | settembre             | Giancarlo Berardi | Giancarlo Berardi e Maurizio Mantero           | Antonio Marinetti                   | Marco Soldi |
| 109 | Presenze aliene              | ottobre               | Giancarlo Berardi | Giancarlo Berardi e Lorenzo Calza              | Ernesto Michelazzo                  | Marco Soldi |
| 110 | Myrna: un affare in famiglia | novembre              | Giancarlo Berardi | Giancarlo Berardi e Maurizio Mantero           | Laura Zuccheri                      | Marco Soldi |
| 111 | Chicanos                     | dicembre              | Giancarlo Berardi | Giancarlo Berardi e Lorenzo Calza              | Enio                                | Marco Soldi |

### Clowns
Adam Mallory, un giovane architetto si rivolge a Julia perché è ossessionato da un trapezista del circo Valentini, attualmente a Garden City e non sa il motivo, è stato al circo a indagare ma è stato allontanato, ma Julia non sa come aiutarlo. Dopo qualche giorno l'architetto viene trovato morto nell'albergo in cui alloggiava in città. Julia non rivela a Webb di averlo conosciuto e inizia a investigare al circo con l'aiuto di Leo, conoscono il trapezista Victor e i suoi genitori, che di fatto sono quelli che comandano nel circo. Dai genitori e la moglie di Adam emerge che era stato adottato da piccolo, dopo la brutale uccisione dei suoi genitori. Alla fine Julia scoprirà che a uccidere i genitori di Adam è stato proprio il padre di Victor, anch'egli adottato e gemello di Adam, mentre la madre è colpevole dell'omicidio di Adam, scambiato per un detective che volesse riaprire il caso del vecchio omicidio.

### Caccia al tesoro
Mentre è a bordo di una nave scientifica per compiere una ricerca sui coralli, un'équipe di ricercatori della Hollycock University viene assalita e uccisa dai pirati. Julia parte con Leo per seguire le indagini della polizia locale, dalla quale vengono accolti con diffidenza. Sull'imbarcazione viene ritrovato il diario della giovane ricercatrice e fidanzata del professore a capo della spedizione, Julia scopre che era incinta e questo acuisce il suo desiderio di maternità. Durante la loro permanenza conoscono un diplomatico inglese, che segretamente sta seguendo tutte le loro mosse e che si rivelerà essere il mandante degli omicidi, in quanto l'équipe aveva casualmente scoperto un relitto sommerso, contenente grande quantità di oggetti antichi e preziosi, che il diplomatico, con l'aiuto di piccoli delinquenti locali, stava depredando.

### Terrore a bordo
Julia prende un aereo per raggiungere la sorella Norma alle Seychelles e godersi una vacanza. Purtroppo l'aereo viene dirottato da una hostess che chiede la riapertura del processo che ha condannato all'ergastolo il marito per l'omicidio di una vicina di casa. Julia conduce le trattative, riesce a contattare Robson e convincerlo a riaprire quanto meno le indagini, ma quando la hostess sta per arrendersi, un passeggero armato (un pericoloso assassino ricercato) si palesa e la hostess si allea con lui, salvo poi ripensarci e renderlo innocuo col sonnifero nel cibo. Nel frattempo si è fatto vivo un testimone che scagiona completamente il marito.

### Nel mirino
Luis Delgado, ministro illuminato di un paese sudamericano, sta per arrivare a Garden City, al capezzale della madre ricoverata in ospedale. Julia viene coinvolta da Robson per proteggerlo, con la polizia, FBI e CIA. La dinamica sceneggiatura del racconto ci mostra due freddi sicari che si preparano a ucciderlo dentro l'ospedale, mentre Julia flirta con il fascinoso capo della sicurezza del ministro, ma Webb intercetta i sicari e prepara loro una trappola.

### Senza rimorso
Bruce Mead, fascinoso quarantacinquenne uccide a sangue freddo il ventiduenne Kevin Dulles, col quale sembra essere in rapporti intimi, sparandogli in riva al fiume fuori città. Con un'abile e serrata alternanza di sequenze si seguono le diverse attività di Bruce (direttore dell'azienda di divani fondata dal suocero, ora in pensione, molto abile a tenere i rapporti con tutti i componenti della famiglia), la denuncia della scomparsa di Kevin da parte della sua ragazza, Leo che fa conoscere a Julia suo padre (che si scopre essere di colore, e si scopre anche che Leo fu adottato), il ritrovamento del cadavere da parte di due pescatori e le indagini di Julia con Ben Irving (dalle quali emerge che Kevin era un ragazzo molto sfuggente e riservato, figlio di madre single). Bruce è preda dei rimorsi, contatta Julia telefonicamente, e infine dal pc di Kevin si rintraccia la violazione del database di una clinica per la procreazione assistita, riuscendo a scoprire che Kevin era il figlio di Bruce, il quale però, prima di essere arrestato, stermina quasi tutta la propria famiglia.

### L'imitatore
In un bosco nella contea di Newark ai confini con Garden City, una coppia clandestina viene aggredita da un uomo, il maschio, che è una guardia giurata, estrae la pistola e nella colluttazione che ne segue entrambi restano uccisi, mentre l'assalitore se ne va indisturbato. Essendo entrambe le vittime di Garden City, Webb, Irving e Julia seguono le indagini assieme alla polizia locale. L'assalitore telefona a Julia rivendicando di non avere ucciso nessuno, insinuando il dubbio alla criminologa, che accetta di incontrarlo. La notte successiva a Garden City un "imitatore" uccide un'altra coppia appartata nella zona industriale. Julia capisce che non si tratta della stessa persona e, segretamente, si fa aiutare dal primo assalitore per trovare e catturare l'assassino.

### L'ora d'aria
Tre carcerati, con la complicità di un secondino, tentano un furto notturno a un centro commerciale, sventato grazie a un secondo allarme segreto. La notte successiva lo ritentano, sempre nello stesso luogo, ciò fa insospettire Julia e Webb, anche perché nella cassaforte che hanno tentato di scassinare non era contenuto niente di particolare valore. Anche il secondo tentativo non riesce a causa dell'interferenza di un metronotte, ma la breve telefonata fatta alla fidanzata da uno dei malviventi permetterà alla polizia di risalire ai colpevoli.

### La tormenta
Durante una tormenta di neve che blocca la città, Julia ospita il detective Noah a cena e si lascia andare a effusioni sul divano, interrotte però da una chiamata di Webb che lo chiama in servizio. Julia lo accompagna con la propria auto in centrale e là i due vengono sequestrati da Mark Fairbairn, un familicida di colore reo confesso che ha preso possesso della centrale, legando e imbavagliando i pochi poliziotti presenti, tra cui Webb e Irving. L'uomo ha già chiamato una cameriera della sua città, che gli ha confessato di aspettare un bambino e voler abortire, quando Robson e Carter lo contattano, chiede di portare la ragazza da lui. Nel frattempo Noah riesce a liberare sé stesso e Julia, chiusi in un ufficio da soli, i due fanno l'amore. Una volta arrivata a Garden City la ragazza, Emily si intromette nelle trattative, capendo subito la situazione e mettendo Fairbarn di fronte alle proprie responsabilità; l'uomo va a prendere Julia e le spiega di essere innocente e di voler avere quel bambino. Uno degli uomini di De Stefani, appostato su una casa di fronte, gli spara, ferendolo e mettendo fine al sequestro.

### Viva o morta
Una coppia viene uccisa da due sicari in pieno giorno nella propria casa. Quella che sembra essere la loro figlia, ma presto si scopre essere in affidamento, si salva nascondendosi sul tetto. Webb si preoccupa di mettere al sicuro la bambina e decide di portarla a casa propria, dove Julia si trasferisce per aiutarlo. Dalle indagini emerge che la coppia uccisa, dopo un periodo di problemi economici, aveva di recente alzato il proprio tenore di vita e che si recava spesso in Messico, da qui il sospetto che fossero coinvolti in traffici illeciti. Nel frattempo un poliziotto a libro paga del mandante dell'omicidio, scopre dove si nasconde la bambina e lo svela a una pericolosa killer. Al termine di una rocambolesca sparatoria in un parcheggio, durante la quale Webb uccide tre sicari, la bambina è finalmente in salvo.

### Presenze aliene
Un uomo viene ucciso in casa sua da un cocktail di veleni, ma con una messinscena che fa pensare agli alieni. Il giorno dopo un altro uomo viene trovato ucciso in un vicolo, dopo essere scomparso mentre giocava con la figlia ai margini di un campo di grano, su cui si sono formati i cerci tipici degli alieni. I due sono entrambi ingegneri e Leo scopre che fino a 5 anni prima avevano lavorato nella stessa azienda, fino a un misterioso incidente. La polizia rintraccia prima il titolare dell'azienda Paxton, per avvertirlo del pericolo, e poi un terzo tecnico di quell'azienda, rimasto sfigurato nell'incidente, sospettando che possa essere l'assassino che si sta vendicando. Paxton parte per una vacanza, ma la sua auto esplode, sotto gli occhi della governante, che si rivela essere la mandante degli omicidi, con l'aiuto dei figli.

### Myrna: un affare in famiglia
Myrna, sotto mentite spoglie, si fa assumere da una famiglia facoltosa per assistere la padrona di casa, affetta da una malattia degenerativa che la costringe in un letto. Dopo qualche giorno Julia, che non riesce a definire il suo rapporto con Jeffrey (che si trova lontano in missione), conosce Dean, il rampollo della famiglia di cui sopra, che le fa una corte maldestra ma serrata, portandola a cena e invitandola nel suo studio, con vista mozzafiato. Myrna seduce il padre di famiglia, poi uccide la moglie facendola sembrare una morte naturale, dopo il funerale uccide lui, facendolo sembrare un suicidio. Dean chiama Julia da una casa isolata in collina, facendole capire di essere depresso dall'improvvisa scomparsa dei genitori e di pensare al suicidio, Jula si precipita, ma trova ad attenderla Myrna, che aveva stretto un patto con Dean: lei avrebbe ucciso i suoi genitori (ingombranti e carichi di soldi) e lui le avrebbe attirato in trappola Julia. Fortunatamente Webb aveva messo sotto sorveglianza la casa di Julia e la polizia riesce a liberarla, ma Myrna ancora una volta riesce a fuggire.

### Chicanos
L'autista di un autobus viene freddato a colpi di pistola mentre è alla guida a Dandelion, gli assassini muoiono a loro volta nell'inseguimento con la polizia, Julia assiste agli eventi mentre è a passeggio per strada con Leo, motivo per cui non può partecipare alle indagini. A casa di Julia si presenta Coco, una ragazzina ispanica, sorella della persona che ha sparato all'autista, che le chiede di trovare il mandante, che lo aveva pagato 2 000 euro, che consegna a Julia.Il giorno seguente, sempre a Dandelion, due operai sono vittime di un agguato dopo l'uscita dal lavoro: uno viene ucciso, latro si mette in salvo scappando tra la folla. Il mandante degli omicidi sembra essere un famoso attore di origini sudamericane. Julia e Leo, con l'aiuto di Coco, riescono a trovare l'operaio fuggito e infine a incastrare il colpevole.

## 2008
| Nr. | Titolo                    | Mese di pubblicazione | Soggetto          | Sceneggiatura                        | Disegni                             | Copertina   |
| --- | ------------------------- | --------------------- | ----------------- | ------------------------------------ | ----------------------------------- | ----------- |
| 112 | Abbraccio mortale         | gennaio               | Giancarlo Berardi | Giancarlo Berardi e Lorenzo Calza    | Marco Foderà e Thomas Campi         | Marco Soldi |
| 113 | Donne di denari           | febbraio              | Giancarlo Berardi | Giancarlo Berardi e Maurizio Mantero | Luigi Pittaluga e Federico Antinori | Marco Soldi |
| 114 | L'ho fatto per te         | marzo                 | Giancarlo Berardi | Giancarlo Berardi e Lorenzo Calza    | Claudio Piccoli                     | Marco Soldi |
| 115 | Un uomo d'altri tempi     | aprile                | Giancarlo Berardi | Giancarlo Berardi e Maurizio Mantero | Steve Boraley                       | Marco Soldi |
| 116 | Dopo la strage            | maggio                | Giancarlo Berardi | Giancarlo Berardi e Maurizio Mantero | Mario Jannì                         | Marco Soldi |
| 117 | I misteri di Smiling Lake | giugno                | Giancarlo Berardi | Giancarlo Berardi e Lorenzo Calza    | Ernesto Michelazzo                  | Marco Soldi |
| 118 | Sognare, forse morire     | luglio                | Giancarlo Berardi | Giancarlo Berardi e Maurizio Mantero | Laura Zuccheri                      | Marco Soldi |
| 119 | L'uomo che amava i libri  | agosto                | Giancarlo Berardi | Giancarlo Berardi e Maurizio Mantero | Enio                                | Marco Soldi |
| 120 | Rapita!                   | settembre             | Giancarlo Berardi | Giancarlo Berardi e Maurizio Mantero | Antonio Marinetti e Steve Boraley   | Marco Soldi |
| 121 | Di soldi si muore         | ottobre               | Giancarlo Berardi | Giancarlo Berardi e Lorenzo Calza    | Marco Foderà e Thomas Campi         | Marco Soldi |
| 122 | I superuomini             | novembre              | Giancarlo Berardi | Giancarlo Berardi e Lorenzo Calza    | Claudio Piccoli                     | Marco Soldi |
| 123 | Ladro scaccia ladro       | dicembre              | Giancarlo Berardi | Giancarlo Berardi e Maurizio Mantero | Luigi Pittaluga e Federico Antinori | Marco Soldi |

### Abbraccio mortale
Una fioraia invalida di mezz'età viene quasi uccisa a coltellate nel suo negozio, durante la chiusura per il pranzo. La polizia sospetta dell'ex fattorino, attualmente fidanzato con la commessa, che ha diversi precedenti. Qualcuno però cerca di entrare nella camera dell'ospedale. Julia visita l'appartamento della vittima e nota una cassetta degli attrezzi, appartenente a un idraulico che, rintracciato, ammette di avere una relazione con la fioraia, la quale aveva un cospicuo conto in banca, grazie alla sua abilità nel giocare in borsa. Julia scava nel passato della donna, orfana e adottata dagli zii, e scopre che da ragazza ha avuto un figlio naturale, subito adottato da un'altra famiglia. Con Jeffrey si reca a New York a cercare questo figlio, sospettando che sia lui ad avere ridotto in fin di vita la donna.

### Donne di denari
Debbie Sharp, una studentessa di umili origini, che sta per dare l'esame con Julia si prostituisce occasionalmente col passaparola per avere maggiori disponibilità economiche, un nuovo cliente la porta in una casa molto isolata, la lega e imbavaglia per fare giochi erotici, ma poi la uccide. Si scopre che l'assassino, apparentemente facoltoso, in realtà è solo il maggiordomo di una persona ricca, vessato da una moglie arpia e con un figlio ritardato. I primi sospetti cadono sul fidanzato, operaio, di cui Debbie era realmente innamorata. Dopo una chiacchierata con le altre studentesse coinquiline di Debbie, una di esse confessa privatamente a Julia che sospettava la doppia vita della ragazza. Tramite i tabulati telefonici di Debbie, Julia cerca di rintracciare il cliente assassino, spacciandosi per prostituta a sua volta, tra i clienti trova una donna, con la quale gioca a carte scoperte e accetta di incontrarla e le fornisce le generalità di un tipo sospetto a cui un amico comune aveva dato il numero di Debbie. Nel frattempo una donna che aveva notato Debbie salire sull'auto dell'assassino e di cui ricordava la targa, rintraccia il proprietario e telefona per ricattarlo, ma al momento della consegna dei soldi, l'assassino riesce a farla prigioniera e a ucciderla. Non avendo però prove schiaccianti, Julia gli telefona, spacciandosi per prostituta, sale con lui in auto, egli la porta nel solito posto e Webb interviene appena in tempo per salvare Julia.

### L'ho fatto per te
Emily si presenta a casa da Julia col nipotino di pochi mesi, risvegliando il suo istinto materno. Una ragazza, Patricia Compton, viene rapita da un uomo all'uscita della discoteca, dove il suo ragazzo l'ha lasciata dopo un litigio. Il giorno dopo il padre e il fidanzato ne denunciano la scomparsa, non sono ancora trascorse le 48 ore previste dalla legge, ma Julia indaga informalmente e riesce a risalire al rapitore: un venditore di aspirapolvere di mezza età che vive con una bambola gonfiabile come compagna e che tiene Patricia chiusa in una gabbia nella cantina, insonorizzata. Julia si presenta da sola a casa sua e viene a sua volta imprigionata e chiusa in cantina. Fortunatamente Jeffrey, preoccupato di non avere notizie di Julia, ripercorre velocemente le sue indagini e arriva a casa del piazzista giusto in tempo per salvare le due ragazze.

### Un uomo d'altri tempi
Leo passa a Julia una giovane cliente, Rebecca, che sta cercando il padre Edgar Dobbs, scomparso da una settimana. Julia indaga a Dandelion, residenza dell'uomo, ma la sera stessa viene minacciata da un gruppo di malviventi e viene fortunatamente salvata dall'intervento di "un uomo d'altri tempi" Robert Beechum (sosia di Robert Mitchum), anziano detective, che vive, dignitosamente, in un sottoscala di Dandelion e si offre di aiutarla nelle indagini. Julia viene avvicinata da Drummond che le spiega che Dobbs era a suo libro paga per truffe informatiche e la ragazza una sua prostituta con cui Dobbs andava a letto, e che i due si sono svenduti a un altro criminale di nome Patrick Mulligan, e chiede a Julia di trovare Dobbs per "riportarlo sulla retta via". Julia riprende le indagini con Beechum ma, imbeccata da Leo, che lo conosce con un altro nome, scopre che è stato lui ad aiutare Dobbs a nascondersi e si fa portare nel suo nascondiglio, dove trovano anche Rebecca e dove però sono stati seguiti sia da Mulligan sia dagli uomini di Drummond che hanno il sopravvento e si riprendono Dobbs.

### Dopo la strage
Due spietati killer entrano nella sede della Garden Aid, una piccola Onlus che invia farmaci in Africa e uccidono tutte le sei persone presenti. Julia, Webb e Irving rintracciano le persone legate a Garden Aid che non erano in sede al momento della strage: il Presidente, i due componenti del Comitato Direttivo, la persona che tiene i rapporti con le case farmaceutiche e un'anziana signora che tiene i rapporti con le associazioni religiose. Quest'ultima si presenta in compagnia di Percy Clifton, un ufficiale in pensione che si offre di aiutare Julia nell'esame della documentazione dell'Onlus, da cui emerge una fattura di acquisto di una grossa partita di farmaci a un prezzo irrisorio. Nel frattempo si vedono i killer che sono al soldo di un facoltoso uomo d'affari, molto spietato anche nelle questioni private, che sta scalando il mondo malavitoso. Julia e Percy si recano con il piccolo aereo di lui a Cape May (Philadelphia), per parlare con la persona che teneva i rapporti con le case farmaceutiche per Garden Aid, per chiedere spiegazioni sull'acquisto di farmaci anomalo, scoprendo che questi era in combutta con la banda del facoltoso uomo d'affari, ma i killer sono arrivati anche loro e scatta una violenta sparatoria, da cui escono vivi solo Julia e Percy. Il mandante di tutto non viene individuato.

### I misteri di Smiling Lake
La famiglia di Emily le invade la casa, scopre Jeffrey in casa con una donna, Julia decide di accettare una vacanza omaggio in un posto sperduto e sconosciuto, con solo altre 4 personalità del mondo della cultura, spettacolo sport. I compagni di vacanza di Julia, in questa antica filanda sul lago (posto bello ma un po' sinistro) sono: Othal Pearce, un anziano storico d'arte con la moglie depressa Irina, Collin Fox, giocatore di football infortunato, Reed Vincennes, chitarrista classico, Eveline Bonamy, attricetta di soap opera. Dal primo giorno gli ospiti sentono strani gridi e rumori, poi avvistano il cadavere di una ragazza nel lago. Interviene la polizia di Barlington, il paese più vicino, che invita gli ospiti a non allontanarsi, ma non sembra dare troppo peso alle testimonianze degli stessi. La notte seguente Julia e Reed scoprono tracce di sangue nella camera di un cameriere, di cui nel frattempo si sono perse le tracce, e appare una scritta sullo specchio del bagno dei Pearce. Nel frattempo Leo, preoccupato dell'improvvisa partenza di Julia, rintraccia gli organizzatori del viaggio regalo, una neonata società di nome "Scrumble Associated" con attività poco chiare, ma non riesce a scoprire nulla di più. Il giorno seguente Julia, Reed, Collin e Eveline prendono la barchetta e remi e raggiungono Barlington, dove vengono accolti molto astiosamente nell'unico pub. Li riceve però il sindaco, nonché referente della Scrumble Associated, che racconta loro la storia di Sarah Lee una ragazza uccisa nella filanda 150 anni prima, il cui fantasma si dice che si aggiri ancora sul luogo del delitto e a cui è stata dedicata una lapide in piazza. Il mattino dopo, rientrati, Julia, con Leo che nel frattempo è riuscita a raggiungerla, smaschera la messinscena operata dalla Scrumble Associated per girare un "reality" in cui l'unica persona vera era proprio Julia. Rientrata a Garden City, Julia si chiarisce con Jeffrey.

### Sognare, forse morire
Per aiutare il collega prof. Efremov a scoprire la causa della morte di due componenti del suo gruppo di assistenti che si stavano sottoponendo ad "esperimenti integrati", che combinano allucinogeni con stimolazioni visive, sonore ed elettriche, Julia si sottopone anch'essa ad analoghe sedute, durante le quali incontra personaggi immaginari che scopre essere in comune con altri membri del team. Julia sembra diventare "dipendente" da queste allucinazioni, al punto di arrivare a rubare una fiala dal laboratorio e inizia a confondere la realtà e il sogno. Nel frattempo però svela intrecci amorosi tra i componenti del team e interessi personali di componenti che hanno anche attività esterne all'università, fino a inchiodare il colpevole delle due morti.

### L'uomo che amava i libri
Il libraio di fiducia di Julia, Klein, le racconta di un poveraccio che per mesi è venuto a leggere libri a sbafo e poi se ne è andato e le chiede di rintracciarlo. Con l'aiuto della polizia, viene fatto un identikit e distribuito alle pattuglie. Julia si reca alla Janice Thorpe Foundation (vedi Julia n. 93) e scopre che la persona che sta cercando, con un altro nome, e scopre che a volte va a mangiare là e con la cuoca va a cercare informazioni nel bar da lui frequentato, scoprendo così dove abita, ma in casa trovano soltanto il suo cadavere. Cercando le uniche due persone a cui telefonava, anche loro vengono trovati morti. Le indagini non portano a niente e Julia riparte dalla libreria, dove nota che di fronte ha sede una sedicente agenzia per badanti, colf e baby sitter, stranamente frequentata da ragazze giovani; Julia si presenta travestita in agenzia, infiltrandosi e scoprendo un giro di prostitute.

### Rapita!
Norma viene tenuta in ostaggio da una banda di criminali che costringe Julia a cercare Bob, il boyfriend di sua sorella, reo di essere sparito con una partita di droga. Julia per salvare la sorella corre il rischio di essere violentata. Norma riesce a scappare dai suo aguzzini, ma quando avvisa Julia, ella è insieme ai rapitori, che a questo punto tengono in ostaggio lei. Norma rintraccia Bob che le spiega che ha intenzione di rivendere la droga e spartire i soldi, i suoi complici si presentato allo scambio e tutto finisce con una sparatoria. Norma si fa accompagnare da Julia in una clinica per disintossicarsi.

### Di soldi si muore
Una banda organizza una rapina a un furgone portavalori, uno di loro uccide le guardie giurate e spara a un complice (per motivi di gelosia), che però, gravemente ferito, sopravvive e si rifugia in metropolitana, tenendo sette persone in ostaggio. Mentre la polizia tratta col bandito ferito, l'assassino uccide anche gli altri complici e sta per sparare alla moglie fedifraga, ma lei gli fa credere di essere stata costretta e la grazia. La coppia si avvicina alla stazione del metrò, stordiscono un poliziotto, lui si traveste e si mescola alla polizia, riuscendo a uccidere il complice dopo che questi si è arreso. Al momento della fuga però la moglie gli spara, per poi andarsi a schiantare contro un camion.

### I superuomini
Tre ragazzi liceali con famiglie problematiche alle spalle, il cui leader si ispira a Nietzsche, si procurano armi automatiche, con l'intenzione di usarle a scuola. Nel frattempo si indaga sulla morte di uno spacciatore di droga, i suoi assassini, a loro volta piccoli spacciatori, confessano di avere piazzato dosi al liceo frequentato dai tre ragazzi. Con l'aiuto di Luther Jones, Julia riesce a individuare il blog in cui i ragazzi esprimono i loro deliri e a intervenire a scuola per fermarli appena in tempo prima che uccidano dei compagni, ma non riesce a impedire loro di suicidarsi a vicenda. Al termine Julia riceve una copia del nuovo videogame a lei dedicato.

### Ladro scaccia ladro
Julia chiede aiuto a Tim O'Leary, il ladro per cui da anni ha una forma di attrazione-repulsione, per aiutare a proteggere il marito della sua amica Nancy, che viene ricattato da spie che vogliono documenti top secret del suo lavoro. Le spie lavorano in una grande azienda, che però è un bunker, allora Julia e Tim penetrano passando dalle fognature e riescono a recuperare i documenti con cui ricattano il marito di Nancy, per poi effettuare una fuga rocambolesca. Riescono infine a sgominare l'organizzazione spionistica coinvolgendo l'FBI di Matt Bradley.

## 2009
| Nr. | Titolo                              | Mese di pubblicazione | Soggetto          | Sceneggiatura                        | Disegni                                            | Copertina   |
| --- | ----------------------------------- | --------------------- | ----------------- | ------------------------------------ | -------------------------------------------------- | ----------- |
| 124 | Il mostro                           | gennaio               | Giancarlo Berardi | Giancarlo Berardi e Lorenzo Calza    | Valerio Piccioni e Italo Mattone                   | Marco Soldi |
| 125 | Il paese del grande spirito         | febbraio              | Giancarlo Berardi | Giancarlo Berardi e Lorenzo Calza    | Giorgio Trevisan, Laura Zuccheri e Claudio Piccoli | Marco Soldi |
| 126 | Mors tua vita mea                   | marzo                 | Giancarlo Berardi | Giancarlo Berardi e Maurizio Mantero | Mario Jannì                                        | Marco Soldi |
| 127 | L'assurda storia di Stanley Bubbles | aprile                | Giancarlo Berardi | Giancarlo Berardi e Lorenzo Calza    | Ernesto Michelazzo                                 | Marco Soldi |
| 128 | Al miglior offerente                | maggio                | Giancarlo Berardi | Giancarlo Berardi e Lorenzo Calza    | Roberto Zaghi                                      | Marco Soldi |
| 129 | Il villaggio dei suicidi            | giugno                | Giancarlo Berardi | Giancarlo Berardi e Maurizio Mantero | Enio                                               | Marco Soldi |
| 130 | Myrna: io sono mia                  | luglio                | Giancarlo Berardi | Giancarlo Berardi e Maurizio Mantero | Laura Zuccheri                                     | Marco Soldi |
| 131 | La vita è una scommessa             | agosto                | Giancarlo Berardi | Giancarlo Berardi e Lorenzo Calza    | Marco Foderà e Thomas Campi                        | Marco Soldi |
| 132 | Il poliziotto è corrotto            | settembre             | Giancarlo Berardi | Giancarlo Berardi e Lorenzo Calza    | Claudio Piccoli                                    | Marco Soldi |
| 133 | Il grande vuoto                     | ottobre               | Giancarlo Berardi | Giancarlo Berardi e Maurizio Mantero | Luigi Pittaluga e Federico Antinori                | Marco Soldi |
| 134 | Cuore di mamma                      | novembre              | Giancarlo Berardi | Giancarlo Berardi e Lorenzo Calza    | Ernesto Michelazzo                                 | Marco Soldi |
| 135 | I Gargoyle                          | dicembre              | Giancarlo Berardi | Giancarlo Berardi e Lorenzo Calza    | Valerio Piccioni                                   | Marco Soldi |

### Il mostro
In un tranquillo quartiere residenziale di Garden City un'anziana signora viene uccisa brutalmente, i sospetti cadono tutti su Bernard, il tuttofare di colore, pregiudicato, che viveva con lei. Sentendosi braccato, Bernard si rifugia nella baracca di un barbone lungo la riva del Marigold. Julia va a conoscere la famiglia di Bernard, poi si affida a Luther per indagare nel quartiere nero, anche contattando la gang di Bernard, i Rambling. Nel frattempo nasce un'amicizia tra Bernard e il barbone, grande appassionato di blues e che suona la chitarra, il ragazzo cerca di capire chi può avere ucciso la signora, il cui cadavere viene riconosciuto dall'unica parente: la nipote. Bernard aveva una relazione con la sua assistente sociale e la va a trovare nottetempo, ma lei cerca di farlo addormentare con un sedativo e lo minaccia con una pistola, Bernard fugge. Successivamente riesce a capire che ad uccidere la signora sono stati i suoi più cari amici, per denaro, quindi li affronta e li fa confessare, avendo avvertito prima la polizia, che li arresta.

### Il paese del grande spirito
Il rapporto con Jeffrey è in crisi: lui non si vuole impegnare. George Valadier (vedi Julia n. 8 Se le montagne muoiono) chiama Julia per farle gli auguri di Natale e le accenna alla scomparsa di due donne, madre e figlia, operaie in una fabbrica tessile e al fatto che sua moglie se ne è andata di casa. Julia decide improvvisamente di partire per Pine Ridge ad aiutare George a scoprire cosa è accaduto alle due donne. Iniziano le indagini, ma ricevono minacce: cavalla sgozzata, speronamento in auto. In fabbrica trovano un muro di omertà, ma poi scoprono che la ragazza era incinta. Julia riceve una chiamata da Jeffrey, ma la distanza tra i due aumenta, tanto che Julia è tentata di buttarsi tra le braccia di George, ma poi resiste. Con l'aiuto dello sceriffo scoprono che la ragazza era incinta del capo del personale, sposato, che aveva incaricato il vice sceriffo di convincerla ad abortire, ma quest'ultimo, durante una vivace discussione, le due donne sono morte e le ha sepolte. Al termine del viaggio Julia decide di lasciare Jeffrey.

### Mors tua vita mea
I dipendenti di un'agenzia di pompe funebri approfittano delle neo vedove sole, le uccidono durante le esequie, per poi impossessarsi di tutti i loro averi. Casualmente nello stesso periodo Julia si reca con la nonna alle pompe funebri e al cimitero nella cappella di famiglia. Indagando sulla scomparsa di una vedova, Julia approfondisce autonomamente e viene catturata dai due assassini, per sua fortuna la polizia interviene per liberarla.

### L'assurda storia di Stanley Bubbles
Un grigio e insignificante impiegato oppresso dai colleghi, dal capo, dai genitori e con la moglie in fin di vita, esplode uccidendo con ferocia chi incontra per strada. Mentre indaga, Julia deve anche affrontare il ritorno di Jeffrey, ubriaco e geloso di Leo, ma alla fine altre ad assicurare l'assassino alla giustizia, lascia definitivamente Jeffrey.

### Al miglior offerente
Ben Irving racconta a Tina Davis in un'intervista, di un'indagine su una ragazza scomparsa: in assenza di Webb in ferie, insieme a Julia e con l'aiuto di Luther Jones scopre si vendeva su internet. Nel frattempo il cognato Griffith si presenta a casa di Ben e Rose con la sua nuova fidanzata, la quale cerca di sedurre Ben. Il cadavere della ragazza venne ritrovato in un lago da due pescatori, e alla fine, con l'aiuto di Leo, riuscirono ad incastrare uno dei clienti che l'aveva messa incinta e l'aveva uccisa.

### Il villaggio dei suicidi
Julia va a trovare il dr. Tait nel suo paese natale Dunveary, dove sta trascorrendo le vacanze a casa dello zio. Tait la informa che in questo paese nell'ultimo anno ben 11 giovani tra i 17 e i 22 anni si sono suicidati, apparentemente nessun filo conduttore: modalità e moventi diversi tra loro. Naturalmente Julia non ci sta e aiuta Tait e la polizia locale, incontrando tutte le famiglie delle vittime e i giovani con cui si frequentavano. Julia e Tait subiscono un tentativo di farli precipitare e morire in un burrone, di lì a poco un altro ragazzo, che poco prima era stato interrogato da Julia e sembrava volesse confessare qualcosa, viene trovato morto in fondo al burrone con la moto, ma l'autopsia stabilirà che non si è trattato di un incidente: ennesimo suicidio o omicidio? Alla fine Julia assicurerà alla giustizia il responsabile di tutte queste morti.

### Myrna: io sono mia
In Pennsylvania viene arrestata una donna, che dopo tre settimane evade: l'identikit e il modus operandi durante e dopo l'evasione fanno pensare a Myrna, per questo Julia viene messa sotto protezione dalla polizia. Si seguono due storie parallele: una ragazza che affitta una stanza in un appartamento con uno studente, fa in modo di far ingelosire la fidanzata di lui e nel frattempo uccide una ragazza e poi una prostituta, e un giovane assicuratore di cui si infatua il suo capo, uomo maturo e sposato, che lo invita a casa propria e viene ucciso barbaramente quando stanno per fare sesso. Entrambi sembrano Myrna, ma quella vera (l'assicuratore) telefona a Julia per denunciare l'imitatrice e la invita a cercarla nell'ambiente studentesco. Julia inizia le indagini, ma Myrna arriva per prima nell'appartamento dell'imitatrice, uccide lo studente, ma nel frattempo l'imitatrice cattura Julia in casa sua e la lega, Myrna arriva, uccide la rivale ed è costretta a fuggire dall'arrivo della polizia.

### La vita è una scommessa
Durante una corsa in auto clandestina, a causa del sabotaggio dei freni, uno dei piloti (un carpentiere con moglie e figlia) muore. L'altro pilota era Theo, il nipote di Nick Yorgis, che lo fa parlare con Julia dell'accaduto. Julia chiede aiuto a Leo per "approfondire" la questione, Theo si reca in una palestra per farsi pagare da Ice, il gestore, per la prestazione di quella sera, ma senza ottenere nulla; Leo, che lo ha seguito, si iscrive in palestra e si spaccia per un collaudatore di formula tre. Naturalmente Ice, seppure diffidente, lo fa provare e lo ingaggia per una prossima gara clandestina, Nick gli farà da assistente. Theo viene aggredito da uno scagnozzo di Ice, ma lo zio Nick lo libera e lo fa allontanare da Garden City con tutta la famiglia. Con l'aiuto del sergente Nilstrom, donna poliziotto impegnata a combattere la violenza sulle donne, indaga sulle percosse che il titolare del cantiere in cui lavorava la vittima, ha inflitto alla moglie incinta, scopre che le due famiglie si frequentavano e che l'imprenditore è sterile e deduce che la moglie potrebbe essere incinta dell'amico e che il marito lo abbia ucciso per vendetta, riesce ad incastrarlo grazie alla testimonianza di Theo. Nel frattempo Leo gareggia e vincerebbe la gara, se un cecchino pagato da Ice non gli sparasse in una gomma, facendolo sbandare, Leo riuscirà a vendicarsi a suon di botte, prima del suo inevitabile arresto.

### Il poliziotto è corrotto
Alan Webb è accusato di essersi fatto corrompere da una famiglia malavitosa, tutto concorre a farlo credere colpevole: la mamma malata, la perdita dei risparmi in un crack finanziario, l'acquisto di una casa, rapporti stretti con la malavita, il ritiro di una valigetta da un malvivente, viene persino sospeso da due agenti della disciplinare. Ma naturalmente Julia e Ben non si fermano alle apparenze e, con l'aiuto di Leo, indagano, mentre un paio di malviventi che avrebbero potuto testimoniare vengono uccisi. Gli agenti della disciplinare lo mettono alle strette, gli fanno confessare la cifra con cui si è fatto corrompere, ma poi gli chiedono quei soldi in cambio del completo insabbiamento dell'indagine a suo carico. Alan accetta, a patto che alla consegna dei soldi sia presente anche il loro capo. Alla consegna però i poliziotti gli sparano per ucciderlo, ma interviene la polizia di Garden City ad arrestare i poliziotti corrotti, mentre si scopre che Alan si era infiltrato per conto dell'FBI.

### Il grande vuoto
Un uomo rapina l'incasso di un supermercato e scappa con un aereo noleggiato, lanciandosi col paracadute a metà del volo; a distanza di un anno la sorella del pilota d'aereo, accusato di essere complice, in quanto è scomparso dopo avere denunciato i fatti nella città di arrivo Middleton, chiede aiuto a Julia per scoprire la verità, in quanto non crede alla colpevolezza del fratello e per aiutare cognata e nipote, in gravi condizioni economiche dopo la scomparsa di lui. Peer prima cosa Julia coinvolge Leo, poi va in centrale ad acquisire la pratica, poi parla con la moglie e i colleghi: nessuno riesce a credere alla colpevolezza. La moglie confida a Julia che il marito aveva un'amante, interrogata ammette tutto, ma fa presente che lui non l'aveva presa tropo seriamente. Leo e Julia ripercorrono con un aereo la rotta seguita dal rapinatore, e si rendono conto che nel punto in cui si è buttato sono in piena foresta, ad almeno 30 chilometri dalla più vicina strada, si fa strada l'ipotesi che il rapinatore abbia buttato giù il pilota e all'arrivo, sfruttando una vaga somiglianza, si sia spacciato per il pilota, per poi dileguarsi. Julia chiede aiuto al suo amico Matt dell'FBI per cercare un quarantenne a cui sia stato ritirato il brevetto da pilota, quando ha il nome lo vanno a trovare e lo fanno arrestare. Nel frattempo però vanno nel paese più vicino al punto di caduta e ritrovano la salma, sepolta nel cimitero del paese anonimamente, del povero pilota, potendolo così scagionare definitivamente e dando la triste notizia a moglie e sorella.

### Cuore di mamma
Una donna tiene segregata nella propria cantina una ragazza, sembra trattarla bene, ma di fronte alle sue rimostranza per essere liberata, la strangola e ne abbandona il corpo in una discarica, dove viene trovata ed identificata dalla polizia: Lynn, giovane veterinaria, scomparsa da due mesi, che in precedenza aveva denunciato il proprio ex per stalking, per questo il ragazzo viene fermato, ma per l'ora della morte ha un alibi di ferro. Nel frattempo la signora adesca e rapisce una commessa del supermercato, che in realtà sta sostituendo la sorella che sta per partorire. Julia sente molto l'istinto materno e, pur tra mille dubbi, adotta un bambino africano a distanza: Abebe M'Bida. Nel frattempo si vede che la donna cerca di istruire la nuova ragazza rapita ad essere una brava moglie per il proprio figlio militare in Iraq, e tra le due si sviluppa un rapporto affettivo. Julia va a vedere l'appartamento della scomparsa, torna a parlare con la sorella incinta, arriva al supermercato dove lavorava la ragazza e viene a sapere da un collega che aveva fatto un paio di consegne a domicilio, riesce quindi a trovare la casa in cui è segregata, ma la ragazza le dichiara di essere lì di propria volontà. Tutto sembra finire così, ma Julia trova tracce della precedente "inquilina" e smaschera l'assassina, ma la ragazza colpisce Julia perché non venga arrestata, ma il provvidenziale intervento di Alan e Ben la salva.

### I Gargoyle
Pochi giorni prima di natale, una scalcinata coppia di ladri, con l'aiuto del figlio adolescente che fa da palo, rubano un'importante parure di gioielli dalla casa del gioielliere accanto a quella di Julia, che rimane ucciso in una colluttazione, durante la fuga precipitosa attraversano il giardino di casa Kendall, alcuni gioielli cadono e uno viene inghiottito da Toni, subito rapito dai ladri. Mentre indaga per scoprire gli assassini, Julia cerca disperatamente anche Toni, riuscendo a collegare i due eventi. Julia intuisce che chi ha fato il colpo doveva frequentare la casa, interroga i domestici attuali e quelli del passato, arrivando a scoprire i veri colpevoli, che però nel frattempo avevano rilasciato Toni. La vigilia di Natale, mentre tutti sono a casa di Julia, Toni ritorna, tutta infreddolita, ma salva.

## 2010
| Nr. | Titolo                         | Mese di pubblicazione | Soggetto          | Sceneggiatura                        | Disegni                                            | Copertina   |
| --- | ------------------------------ | --------------------- | ----------------- | ------------------------------------ | -------------------------------------------------- | ----------- |
| 136 | Bad Boys                       | gennaio               | Giancarlo Berardi | Giancarlo Berardi e Maurizio Mantero | Italo Mattone e Steve Boraley                      | Marco Soldi |
| 137 | Il riposo del guerriero        | febbraio              | Giancarlo Berardi | Giancarlo Berardi e Maurizio Mantero | Mario Jannì, Antonio Marinetti e Cristiano Spadoni | Marco Soldi |
| 138 | Wilderness                     | marzo                 | Giancarlo Berardi | Giancarlo Berardi e Maurizio Mantero | Enio                                               | Marco Soldi |
| 139 | Myrna: il coraggio di uccidere | aprile                | Giancarlo Berardi | Giancarlo Berardi e Maurizio Mantero | Laura Zuccheri                                     | Marco Soldi |
| 140 | La mantide                     | maggio                | Giancarlo Berardi | Giancarlo Berardi e Lorenzo Calza    | Marco Foderà e Thomas Campi                        | Marco Soldi |
| 141 | Vite in bilico                 | giugno                | Giancarlo Berardi | Giancarlo Berardi e Lorenzo Calza    | Roberto Zaghi                                      | Marco Soldi |
| 142 | Cintura nera                   | luglio                | Giancarlo Berardi | Giancarlo Berardi e Maurizio Mantero | Luigi Pittaluga e Federico Antinori                | Marco Soldi |
| 143 | Una storia in frantumi         | agosto                | Giancarlo Berardi | Giancarlo Berardi e Lorenzo Calza    | Ernestino Michelazzo                               | Marco Soldi |
| 144 | Donna di pace                  | settembre             | Giancarlo Berardi | Giancarlo Berardi e Maurizio Mantero | Steve Boraley                                      | Marco Soldi |
| 145 | Per un mondo migliore          | ottobre               | Giancarlo Berardi | Giancarlo Berardi e Maurizio Mantero | Antonio Marinetti                                  | Marco Soldi |
| 146 | Il cecchino                    | novembre              | Giancarlo Berardi | Giancarlo Berardi e Maurizio Mantero | Enio                                               | Marco Soldi |
| 147 | Rubi ancora, Skip?             | dicembre              | Giancarlo Berardi | Giancarlo Berardi e Lorenzo Calza    | Marco Foderà e Thomas Campi                        | Marco Soldi |

### Bad Boys
Lenny, un ragazzino di buona famiglia, ma non particolarmente agiata, viene rapito e viene chiesto un riscatto di 100.000 dollari. Julia indaga con la polizia interrogando alcuni adulti a lui vicini: il gestore della sala giochi che frequenta, un meccanico di moto presso cui sta facendo pratica, un'ex professoressa da cui prende lezione d'inglese, tutti sono sospettabili. Un giornalista inviato da New York, Arlan Hoover, scopre che la professoressa era stata processata per molestie ad un suo studente, assolta con formula dubitativa e lo pubblica in prima pagina, a causa di ciò la professoressa si suicida. Ernest, uno dei figli di Emily, nota affinità tra le parole usate dai rapitori nelle richieste di riscatto e quelle di un film per ragazzi intitolato, che Julia va prontamente a vedere e si convince che ad organizzare il rapimento siano stati la sorella maggiore e i suoi amici, riesce a salvare il ragazzo e far arrestare i colpevoli.

### Il riposo del guerriero
Un gruppo di 6 ex militari tenta una rapina in un'azienda di commercio di diamanti, ma un loro ex commilitone va alla polizia a denunciarli. Alan, Ben e Julia intervengono e vengono catturati. A capo del commando c'è il colonnello che comandava gli altri in una missione suicida in Afghanistan, a causa della quale sono tutti stati congedati, essi prendono Julia in ostaggio e vanno a fare altri colpi nella notte, usando diversivi per allontanare la polizia dai veri bersagli. Un poco alla volta Julia fa svelare al colonnello il suo passato, facendo emergere le sue debolezze. Al termine di un lungo inseguimento, il colonnello e il suo fedelissimo sergente, per non arrendersi, si schiantano in un mortale incidente.

### Wilderness
Jack e Fiona Wood si recano da Julia perché vogliono trovare Preston, l'ex marito di lei, scomparso anni prima assieme ai due figli (ora adolescenti), in quanto recentemente un fotografo in mezzo alle montagne ha avvistato una ragazza che potrebbe essere la figlia Brenda. Julia parte con Leo per l'Idaho, dove vengono accolti da Lamar Dayton, la guida che era col fotografo. I tre camminano per giorni e giorni per raggiungere la zona dell'avvistamento, Julia rimane affascinata dai luoghi selvaggi e da Lamar, al punto che, quando Leo deve essere ricoverato in ospedale per le ferite riportate dall'assalto di una leonessa di montagna, restando a lungo soli, fa l'amore con lui. Dopo alcuni giorni riescono a trovare Preston e i ragazzi, che vivono in una capanna, in maniera selvaggia, ma stanno bene e hanno tutto quello di cui hanno veramente bisogno; inizialmente l'uomo li fa prigionieri, ma dopo alcuni giorni li lascia andare. Sulla strada del ritorno però, trovano tracce di qualcuno che si reca da Preston e scoprono che egli traffica in droga per sostentare la famiglia. Dopo l'arresto i ragazzi tornano dalla madre.

### Myrna: il coraggio di uccidere
Essendo scampata miracolosamente all'ennesimo attacco di Myrna, tuttora libera, Julia viene messa sotto protezione costante dalla polizia con la collaborazione dei più cari amici. Myrna rientra in città con la parrucca bionda, inizia a fare la prostituta d'alto bordo, per uno sfruttatore che sembra riuscire a sottometterla fisicamente e psicologicamente. Myrna convive con un transessuale che pure lavora per lo stesso sfruttatore e che convince ad attirare Julia in una trappola, dove si presenta con un forte spiegamento di polizia, ma Myrna riesce a rapirla e a fuggire in auto: solo Leo li insegue e riesce a salvare Julia e a fare arrestare finalmente Myrna.
- Nota bene: l'albo si colloca temporalmente dopo il nº 130 (Myrna: io sono mia).

### La mantide
Herb Triumph, studente della Hollycock, si suicida mentre è in videochat, avendo appena ricevuto l'esito del test HIV positivo, quarto caso di contagio in sei mesi, tutti ragazzi aitanti, sportivi e sicuri di sé. Nel frattempo appare una ragazza sieropositiva, che è seguita dai servizi sociali, e che perde il lavoro di commessa a causa del suo stato. Tait rileva che Herb non era sieropositivo, quindi qualcun ha manomesso l'esito degli esami. Julia va a conoscere i compagni d'appartamento di Herb, ragazzi e ragazze studenti. Julia insieme a Raja rintraccia gli altri tre contagiati e scoprono che tutti hanno avuto un rapporto non protetto con una sconosciuta ammaliatrice, di cui riescono a trovare le immagini in una telecamera di sorveglianza. La polizia arresta l'ex commessa sieropositiva, che somiglia fisicamente alla "mantide", ma Julia e Raja non sono convinte e continuano ad indagare fino a scoprire che la colpevole di tutto è una coinquilina di Herb, di lui innamorata, respinta.

### Vite in bilico
In un cantiere edile in cui è appena stato assunto Jod, figlio di un ex dipendente che ha subito un grave incidente, il capocantiere cade da un piano alto e muore. Jod frequenta la segretaria del cantiere, che ha una figlia piccola e un ex marito violento. Dall'esame della scena, la polizia capisce subito che non si è trattato di un incidente e, insieme a Julia, interroga tutti i colleghi, che risultano tutti sospettabili. Emerge che la figlia della segretaria è nata da una breve relazione col capocantiere, questo aggrava la situazione di Jod, lei e il marito, ma anche la moglie della vittima, tradita, è fortemente sospetta. In realtà però i colpevoli sono i genitori di Jod, andati dal capocantiere per convincerlo a lasciare perdere la segretaria, con la quale e la loro figlia voleva andare a vivere, ma la discussione è degenerata. Nel frattempo Julia riceve prima una lettera poi una telefonata da Abebe, il figlio adottivo.

### Cintura nera
Dopo una fallimentare colluttazione durante un'azione di polizia, Julia decide di iscriversi ad un corso di difesa personale in una palestra della città. Le sue istruttrici sono una campionessa nazionale di pugilato, coetanea di Julia e mamma, e una giovane promessa del judo, che è fidanzata col titolare della palestra, relazione fortemente contrastata dal padre di lei, ex campione di wrestling, a causa della forte differenza di età. Il padre della ragazza, che è vedovo e sta litigando con la cognata per questioni ereditarie, ha un'intensa vita sessuale, con l'aiuto di farmaci e, proprio a causa dell'eccessiva assunzione di questi ultimi, ha un infarto mentre è alla guida dell'auto e muore. La polizia indaga, convinta che non possa avere volontariamente assunto tante pastiglie e scopre che l'uomo aveva a che fare con la malavita, ma la pista non porta a niente. L'omicida è in realtà la cognata, preoccupata che lui vendesse la casa per avere denaro da spendere con una delle sue donne, non lasciando nulla alla figlia.

### Una storia in frantumi
In una piccola stazione di Garden City, all'interno di un bagaglio depositato da due anni, vengono trovate due gambe di un uomo; le generalità di chi l'ha depositato risultano false. La polizia ritrova in aeroporto un vecchio bagaglio, coevo, con tronco e braccia. Nel frattempo Norma si ferma da Julia per una vacanza di due settimane, sembra stia bene, ma riceve frequenti telefonate alle quali non risponde; Julia scopre che si tratta di uno spacciatore di San Francisco che cerca di riagganciarla come cliente ed incarica Leo di rintracciarlo e convincerlo a lasciare stare sua sorella. Da un tatuaggio sul braccio riescono a risalire all'identità del cadavere: un militare in pensione, che poco più di due anni prima aveva lasciato la moglie (consensualmente e lasciandole un cospicuo vitalizio) e aveva fatto perdere le proprie tracce; fortunatamente la parrucchiera di lei lo aveva incrociato casualmente per strada pochi mesi dopo e lo aveva visto entrare in un portone, probabilmente quello della donna che frequentava dopo avere lasciato la moglie. In quel palazzo vive una giovane donna, col fratello che soffre di turbe psichiche, orfani di entrambi i genitori; ella ammette di avere frequentato il militare, che un giorno è scomparso: l'omicida è il fratello, che vuole la sorella solo per lui e che forse è responsabile della morte in uno strano incidente del precedente fidanzato.

### Donna di pace
Fatima Lehri, leader del movimento per i diritti civili in Nahmir, atterra a Garden City per par conoscere la situazione del suo paese, sotto dittatura da anni. Già nel percorso aeroporto-città è oggetto di un attentato, al quale sfugge grazie alle precauzioni messe in atto dal FBI, la quale vorrebbe tenere fuori la polizia locale da tutto, ma una provvidenziale chiamata di Matt Bradley (sollecitata da Julia) li obbliga a coinvolgerli. Nel frattempo il cronista d'assalto Arlan Hoover, grazie ad una talpa nel FBI, scopre dove si è rifugiata Fatima, ma si espone in tv e gli attentatori lo rintracciano e minacciano. Julia va ad incontrare e conoscere Fatima: apprende che la donna è diventata casualmente leader dell'opposizione, a seguito dell'assassinio di suo marito e che la sua organizzazione ha disperato bisogno di soldi per mantenersi. Julia convince Bradley a far spostare Fatima col solo aiuto di Webb e con la sola compagnia della sua assistente, appena in tempo per sfuggire al secondo attentato. Mentre si allontanano in auto, Julia fa confessare a Fatima che trafficano in armi per finanziare il movimento, ma la sua assistente, che è onesta ma in combutta con gli attentatori, la uccide con un coltello, facendone una martire e favorendo il rovesciamento del regime in Nahmir.

### Per un mondo migliore
Julia acquista un'auto elettrica e fa mettere in vendita da Nick Yorgis la Morgan. Va a prendere la nonna e la porta alle terme di Goldwater, dove peraltro vive una vecchia amica di nonna: Olympia Fenimore Cooper. Quando arrivano in albergo scoprono che un uomo è stato ucciso alle terme e che Olympia è stata arrestata perché sospettata di essere l'omicida. Julia propone alla comandante della polizia locale di collaborare alle indagini, emerge che la vittima si faceva mantenere da Olympia (di parecchi anni più matura e che si professa innocente) e forse da altre donne, tutte sospettabili. La vera colpevole si rivela essere proprio una di esse. Al rientro a Garden City, Julia riprende la vecchia Morgan.

### Il cecchino
Un bravo padre di famiglia spara con un fucile di precisione ad uno sconosciuto, si diffonde il panico da cecchino, fomentato dal cronista Harlan Hoover. Nei giorni seguenti il cecchino (che ha un'amante focosa) conosce una ragazza al parco, che gli confida di essere picchiata dal marito, per questo gli spara, ma la ragazza fornisce un identikit, vedendo il quale l'amante lo riconosce. Aumenta l'escalation di violenza, fino all'uccisione di un collega di Hoover. Julia accetta di andare nella sua trasmissione, allo scopo di innervosire il cecchino e farlo uscire allo scoperto. Riesce nel suo intento e a farlo arrestare, non prima però che abbia ucciso l'amante, la moglie e la figlia.

### Rubi ancora, Skip?
Sul fondo del Marigold viene trovato il cadavere di un ragazzino che Julia teme possa essere di Skip (vedi n.36). Per questo rintraccia Floyd, lo zio che lo accudiva, per sincerarsi che sia ancora vivo. Skip è cresciuto, lavora, studia e vive da solo; dopo un'iniziale ritrosia, presenta a Julia un suo coetaneo che riconosce il cadavere come quello di un altro ragazzino fuggito dalla fattoria Cochran, dove lui vive, un luogo dove gli orfani stranieri vengono avviati al borseggio. Fornisce a Julia anche un indirizzo dove pare che la vittima avesse effettuato un grosso furto prima di fuggire, Julia vi si reca con Skip e scoprono una grossa stamperia di dollari falsi, vi si introducono furtivamente, ma vengono scoperti e sequestrati: li salva lo zio di Skip.

## 2011
| Nr. | Titolo                     | Mese di pubblicazione | Soggetto          | Sceneggiatura                        | Disegni                             | Copertina         |
| --- | -------------------------- | --------------------- | ----------------- | ------------------------------------ | ----------------------------------- | ----------------- |
| 148 | E tutto finì in cenere     | gennaio               | Giancarlo Berardi | Giancarlo Berardi e Lorenzo Calza    | Valerio Piccioni                    | Marco Soldi       |
| 149 | Le lancette del destino    | febbraio              | Giancarlo Berardi | Giancarlo Berardi e Lorenzo Calza    | Claudio Piccoli                     | Marco Soldi       |
| 150 | Una luce all'orizzonte     | marzo                 | Giancarlo Berardi | Giancarlo Berardi e Maurizio Mantero | Laura Zuccheri                      | Marco Soldi       |
| 151 | Dasvidania, Miss Kendall!  | aprile                | Giancarlo Berardi | Giancarlo Berardi e Lorenzo Calza    | Cristiano Spadoni                   | Marco Soldi       |
| 152 | Dietro le quinte           | maggio                | Giancarlo Berardi | Giancarlo Berardi e Lorenzo Calza    | Ernesto Michelazzo                  | Marco Soldi       |
| 153 | L'occasione                | giugno                | Giancarlo Berardi | Giancarlo Berardi e Maurizio Mantero | Steve Boraley                       | Marco Soldi       |
| 154 | Ti amo da morire           | luglio                | Giancarlo Berardi | Giancarlo Berardi e Lorenzo Calza    | Roberto Zaghi                       | Marco Soldi       |
| 155 | Oltre il confine           | agosto                | Giancarlo Berardi | Giancarlo Berardi e Maurizio Mantero | Antonio Marinetti                   | Marco Soldi       |
| 156 | Il settimo comandamento    | settembre             | Giancarlo Berardi | Giancarlo Berardi e Maurizio Mantero | Luigi Pittaluga e Federico Antinori | Marco Soldi       |
| 157 | Uccidete Robson!           | ottobre               | Giancarlo Berardi | Giancarlo Berardi e Maurizio Mantero | Enio                                | Marco Soldi       |
| 158 | Illegittimo                | novembre              | Giancarlo Berardi | Giancarlo Berardi e Lorenzo Calza    | Claudio Piccoli                     | Cristiano Spadoni |
| 159 | Il collezionista di scalpi | dicembre              | Giancarlo Berardi | Giancarlo Berardi e Lorenzo Calza    | Ernesto Michelazzo                  | Cristiano Spadoni |

### E tutto finì in cenere
A Garden City vengono trafugate alcune urne cinerarie, tra cui quella della zia di un'amica di Emily, per questo Julia indaga. Nel frattempo vengono trovati cadaveri di piccoli spacciatori, si pensa a una guerra tra bande. Julia continua le indagini da sola, arrivando a scoprire che il dipendente di un'agenzia di pompe funebri, plagiato da una prostituta, ha rubato una partita di droga ad un corriere e la ha nascosta in un'urna; morto lui, a seguito delle percosse per farlo parlare, la prostituta sta rubando tutte le ultime urne consegnate, per ritrovare quella piena di droga. Con l'aiuto della polizia la donna viene arrestata col suo nuovo complice.

### Le lancette del destino
Nel momento in cui due ragazze disperate tentano una rapina all'ufficio postale, vi si trovano: Julia (per ritirare un pacco di Abebe), Ben (per chiedere al direttore di assumere suo cognato), un padre separato con il figlio, un'ex dipendente, armata di pistola, che si vuole vendicare del capo-amante che l'ha licenziata, oltre a tante altre persone. Il tutto sfocerà in una sanguinosa sparatoria.

### Una luce all'orizzonte
Ivan Smith, uno strano tipo, che sembra leggere nel pensiero, sventa una rapina, ma viene fermato dalla polizia, per sospetta complicità. Grazie alla fiducia concessagli da Julia, riesce ad aiutare la polizia a risolvere il caso del rapimento della figlia di un noto chirurgo di Garden City, che alla fine si scopre avere organizzato lei stessa il suo rapimento. Il sospetto è che dentro Ivan si nasconda un alieno.

### Dasvidania, Miss Kendall!
Oleg Barchuk, vecchio amico di Leo e attualmente poliziotto infiltrato nella mafia russa, viene trovato decapitato in una discarica. Leo indaga aiutato da Julia, chiede consiglio a Drummond, che gli fa il nome di un faccendiere, legato ad un senatore, che sta trattando la vendita ai russi di una catena di supermercati. Ricattandolo, anche Leo si infiltra nella mafia russa e quando viene scoperto, si salva smascherando a sua volta un agente russo infiltrato.

### Dietro le quinte
Dominic Haslett, sceneggiatore di B-movies, viene ucciso sul set da un colpo di pistola vero durante le riprese di una sparatoria. Indagando emerge che era una persona molto egoista e priva di sentimenti, in cattivi rapporti con la famiglia di origine nel Connecticut e che la maggior parte della troupe poteva avere un buon motivo per ucciderlo. Altri due attori dello stesso film rischiano di morire durante le riprese, le indagini accelerano, ma sembrano ad un punto morto, fino a quando Julia si reca nel Connecticut ed inchioda l'ex fidanzatina di Dominic.

### L'occasione
Uno scienziato del DERPA (Dipartimento per la ricerca sulle armi avanzate) consegna al portiere del suo palazzo una valigetta prima di essere arrestato e poi ucciso dall'FBI. L'uomo riesce a rintracciare i malviventi a cui lo scienziato voleva vendere segreti di stato, chiedendo una cifra che potrebbe cambiargli la vita, incassa i soldi e fugge da casa, con ancora la valigetta, e cerca una sua vecchia fiamma. Matt Bradley dell'FBI interviene e, con l'aiuto di Julia e della polizia, riesce a recuperare tutto ed arrestare i criminali.

### Ti amo da morire
Julia accompagna Emily in tribunale, in causa con un ex marito per gli alimenti, e lì conosce un affascinante avvocato. Nel frattempo è perseguitata dalle telefonate di una donna. Julia inizia a frequentare l'uomo e se ne invaghisce, ma l'uomo si rivela essere un pazzo pericoloso che la rapisce e la imprigiona, mentre le telefonate erano fatte dalla sua segretaria. Alan, Ben e Leo riescono ad intervenire appena in tempo.

### Uccidete Robson!
Robson è in fin di vita a causa di un attentato con auto-bomba. La polizia indaga, ma le persone che hanno preso parte all'attentato vengono uccise una a una in breve tempo. La testimonianza di un gelataio mette la polizia sulle tracce delle due sorelle che hanno ucciso il resto della banda e che, sentendosi a loro volta in pericolo, decidono di collaborare, facendo arrestare la mente dell'attentato, ordinato dai capoclan della città.

### Illegittimo
Una strana sequenza di incidenti sta decimando la famiglia Davidson. Webb si rifiuta di indagare, ma ci pensa Julia con l'aiuto di Callaghan. Tutto sembra ruotare attorno ad un giovane architetto venuto da Stanford che è entrato in contatto con tutte le vittime, spacciandosi per parente. Julia scopre che l'architetto si crede figlio naturale del ricco capostipite (caduto in disgrazia), ma non riesce ad incriminarlo, dimostra però che non è realmente il figlio, lasciandolo con un enorme senso di colpa.

## 2012
| Nr. | Titolo                     | Mese di pubblicazione | Soggetto          | Sceneggiatura                        | Disegni                            | Copertina         |
| --- | -------------------------- | --------------------- | ----------------- | ------------------------------------ | ---------------------------------- | ----------------- |
| 160 | L'omicidio è un bestseller | gennaio               | Giancarlo Berardi | Giancarlo Berardi e Maurizio Mantero | Laura Zuccheri e Federico Antinori | Cristiano Spadoni |
| 161 | Barriera invisibile        | febbraio              | Giancarlo Berardi | Giancarlo Berardi e Maurizio Mantero | Steve Boraley                      | Cristiano Spadoni |
| 162 | La guerra di Peter         | marzo                 | Giancarlo Berardi | Giancarlo Berardi e Lorenzo Calza    | Valerio Piccioni                   | Cristiano Spadoni |
| 163 | Rilancio al buio           | aprile                | Giancarlo Berardi | Giancarlo Berardi e Maurizio Mantero | Antonio Marinetti                  | Cristiano Spadoni |
| 164 | Come le furie              | maggio                | Giancarlo Berardi | Giancarlo Berardi e Lorenzo Calza    | Roberto Zaghi                      | Cristiano Spadoni |
| 165 | Guanto di sfida            | giugno                | Giancarlo Berardi | Giancarlo Berardi e Lorenzo Calza    | Cristiano Spadoni                  | Cristiano Spadoni |
| 166 | I due ladri                | luglio                | Giancarlo Berardi | Giancarlo Berardi e Maurizio Mantero | Luigi Pittaluga                    | Cristiano Spadoni |
| 167 | Nella rete                 | agosto                | Giancarlo Berardi | Giancarlo Berardi e Lorenzo Calza    | Claudio Piccoli                    | Cristiano Spadoni |
| 168 | Poliziotti e sbirri        | settembre             | Giancarlo Berardi | Giancarlo Berardi e Lorenzo Calza    | Ernesto Michelazzo                 | Cristiano Spadoni |
| 169 | Myrna: rabbia antica       | ottobre               | Giancarlo Berardi | Giancarlo Berardi e Maurizio Mantero | Steve Boraley                      | Cristiano Spadoni |
| 170 | Quando sarete morti        | novembre              | Giancarlo Berardi | Giancarlo Berardi e Maurizio Mantero | Antonio Marinetti                  | Cristiano Spadoni |
| 171 | Gli insospettabili         | dicembre              | Giancarlo Berardi | Giancarlo Berardi e Maurizio Mantero | Luigi Copello                      | Cristiano Spadoni |

## 2013
| Nr. | Titolo                            | Mese di pubblicazione | Soggetto          | Sceneggiatura                        | Disegni            | Copertina         |
| --- | --------------------------------- | --------------------- | ----------------- | ------------------------------------ | ------------------ | ----------------- |
| 172 | Incidente di caccia               | gennaio               | Giancarlo Berardi | Giancarlo Berardi e Maurizio Mantero | Federico Antinori  | Cristiano Spadoni |
| 173 | Tra le braccia della notte        | febbraio              | Giancarlo Berardi | Giancarlo Berardi e Lorenzo Calza    | Marco Soldi        | Cristiano Spadoni |
| 174 | Cadavere in trasferta             | marzo                 | Giancarlo Berardi | Giancarlo Berardi e Lorenzo Calza    | Valerio Piccioni   | Cristiano Spadoni |
| 175 | Myrna: infanzia perduta           | aprile                | Giancarlo Berardi | Giancarlo Berardi e Maurizio Mantero | Steve Boraley      | Cristiano Spadoni |
| 176 | Vento d'ottobre                   | maggio                | Giancarlo Berardi | Giancarlo Berardi e Lorenzo Calza    | Claudio Piccoli    | Cristiano Spadoni |
| 177 | Nulla da segnalare                | giugno                | Giancarlo Berardi | Giancarlo Berardi e Lorenzo Calza    | Ernesto Michelazzo | Cristiano Spadoni |
| 178 | Nella buona e nella cattiva sorte | luglio                | Giancarlo Berardi | Giancarlo Berardi e Lorenzo Calza    | Roberto Zaghi      | Cristiano Spadoni |
| 179 | La vita è un incubo               | agosto                | Giancarlo Berardi | Giancarlo Berardi e Maurizio Mantero | Antonio Marinetti  | Cristiano Spadoni |
| 180 | L'arte del falso                  | settembre             | Giancarlo Berardi | Giancarlo Berardi e Maurizio Mantero | Luigi Pittaluga    | Cristiano Spadoni |
| 181 | Stalking                          | ottobre               | Giancarlo Berardi | Giancarlo Berardi e Lorenzo Calza    | Matteo Giurlanda   | Cristiano Spadoni |
| 182 | Il buio in grembo                 | novembre              | Giancarlo Berardi | Giancarlo Berardi e Lorenzo Calza    | Cristiano Spadoni  | Cristiano Spadoni |
| 183 | Il soldato Chris                  | dicembre              | Giancarlo Berardi | Giancarlo Berardi e Maurizio Mantero | Steve Boraley      | Cristiano Spadoni |

## 2014
| Nr. | Titolo                | Mese di pubblicazione | Soggetto          | Sceneggiatura                                     | Disegni                                                | Copertina         |
| --- | --------------------- | --------------------- | ----------------- | ------------------------------------------------- | ------------------------------------------------------ | ----------------- |
| 184 | Libri e veleni        | gennaio               | Giancarlo Berardi | Giancarlo Berardi e Maurizio Mantero              | Luigi Copello                                          | Cristiano Spadoni |
| 185 | Miami                 | febbraio              | Giancarlo Berardi | Giancarlo Berardi e Lorenzo Calza                 | Claudio Piccoli                                        | Cristiano Spadoni |
| 186 | Carne da macello      | marzo                 | Giancarlo Berardi | Giancarlo Berardi e Lorenzo Calza                 | Ernesto Michelazzo                                     | Cristiano Spadoni |
| 187 | Sbarre                | aprile                | Giancarlo Berardi | Giancarlo Berardi e Maurizio Mantero              | Antonio Marinetti                                      | Cristiano Spadoni |
| 188 | Il tramonto di Gloria | maggio                | Giancarlo Berardi | Giancarlo Berardi, Maurizio Mantero e Marco Belli | Federico Antinori                                      | Cristiano Spadoni |
| 189 | Dorian, la dolce      | giugno                | Giancarlo Berardi | Giancarlo Berardi e Lorenzo Calza                 | Valerio Piccioni                                       | Cristiano Spadoni |
| 190 | In Malafede           | luglio                | Giancarlo Berardi | Giancarlo Berardi e Lorenzo Calza                 | Roberto Zaghi                                          | Cristiano Spadoni |
| 191 | Trenta ore            | agosto                | Giancarlo Berardi | Giancarlo Berardi e Maurizio Mantero              | Giuseppe Candita                                       | Cristiano Spadoni |
| 192 | La gang               | settembre             | Giancarlo Berardi | Giancarlo Berardi e Maurizio Mantero              | Antonio Marinetti                                      | Cristiano Spadoni |
| 193 | Myrna: Bloody Pulp    | ottobre               | Giancarlo Berardi | Giancarlo Berardi e Maurizio Mantero              | Steve Boraley                                          | Cristiano Spadoni |
| 194 | Il rito               | novembre              | Giancarlo Berardi | Giancarlo Berardi e Lorenzo Calza                 | Ernesto Michelazzo                                     | Cristiano Spadoni |
| 195 | L'armaiolo            | dicembre              | Giancarlo Berardi | Giancarlo Berardi e Lorenzo Calza                 | Marco Soldi con la collaborazione di Riccardo La Bella | Cristiano Spadoni |

## 2015
| Nr. | Titolo                 | Mese di pubblicazione | Soggetto          | Sceneggiatura                                       | Disegni                                                                               | Copertina         |
| --- | ---------------------- | --------------------- | ----------------- | --------------------------------------------------- | ------------------------------------------------------------------------------------- | ----------------- |
| 196 | La casa della mummia   | gennaio               | Giancarlo Berardi | Giancarlo Berardi e Lorenzo Calza                   | Claudio Piccoli                                                                       | Cristiano Spadoni |
| 197 | La superba             | febbraio              | Giancarlo Berardi | Giancarlo Berardi e Maurizio Mantero                | Luigi Copello                                                                         | Cristiano Spadoni |
| 198 | Conteso                | marzo                 | Giancarlo Berardi | Giancarlo Berardi, Maurizio Mantero e Marco Belli   | Federico Antinori con la collaborazione di Luigi Copello                              | Cristiano Spadoni |
| 199 | Il male d'Africa       | aprile                | Giancarlo Berardi | Giancarlo Berardi e Lorenzo Calza                   | Giorgio Trevisan                                                                      | Cristiano Spadoni |
| 200 | L'immagine perduta     | maggio                | Giancarlo Berardi | Giancarlo Berardi e Lorenzo Calza                   | Cristiano Spadoni, colori di Arianna Florean                                          | Cristiano Spadoni |
| 201 | Conflitto a fuoco      | giugno                | Giancarlo Berardi | Giancarlo Berardi e Lorenzo Calza                   | Valerio Piccioni con la collaborazione di Luca Bonessi e Marco Soldi                  | Cristiano Spadoni |
| 202 | Myrna: Killer offresi  | luglio                | Giancarlo Berardi | Giancarlo Berardi e Maurizio Mantero                | Steve Boraley                                                                         | Cristiano Spadoni |
| 203 | L'uccisore di bambole  | agosto                | Giancarlo Berardi | Giancarlo Berardi e Lorenzo Calza                   | Ernesto Michelazzo                                                                    | Cristiano Spadoni |
| 204 | Pista fredda per Julia | settembre             | Giancarlo Berardi | Giancarlo Berardi, Maurizio Mantero e Lorenzo Calza | Vittorio Tolu e Francesco Bonanno                                                     | Cristiano Spadoni |
| 205 | Il rifugiato           | ottobre               | Giancarlo Berardi | Giancarlo Berardi e Lorenzo Calza                   | Claudio Piccoli                                                                       | Cristiano Spadoni |
| 206 | Lost in web            | novembre              | Giancarlo Berardi | Giancarlo Berardi e Maurizio Mantero                | Giuseppe Candita                                                                      | Cristiano Spadoni |
| 207 | Oro nero, sangue rosso | dicembre              | Giancarlo Berardi | Giancarlo Berardi e Lorenzo Calza                   | Luca Bonessi, Valerio Piccioni con la collaborazione di Luigi Pittaluga e Marco Soldi | Cristiano Spadoni |

## 2016
| Nr. | Titolo                    | Mese di pubblicazione | Soggetto          | Sceneggiatura                        | Disegni                              | Copertina         |
| --- | ------------------------- | --------------------- | ----------------- | ------------------------------------ | ------------------------------------ | ----------------- |
| 208 | Prima del traguardo       | gennaio               | Giancarlo Berardi | Giancarlo Berardi e Maurizio Mantero | Antonio Marinetti                    | Cristiano Spadoni |
| 209 | Vedi Napoli e poi muori   | febbraio              | Giancarlo Berardi | Giancarlo Berardi e Maurizio Mantero | Steve Boreley                        | Cristiano Spadoni |
| 210 | Panni sporchi             | marzo                 | Giancarlo Berardi | Giancarlo Berardi e Lorenzo Calza    | Matteo Giurlanda e Francesco Bonanno | Cristiano Spadoni |
| 211 | Il fantasma di Loch Moran | aprile                | Giancarlo Berardi | Giancarlo Berardi e Lorenzo Calza    | Luigi Copello                        | Cristiano Spadoni |
| 212 | Il manoscritto k          | maggio                | Giancarlo Berardi | Giancarlo Berardi e Maurizio Mantero | Federico Antinori                    | Cristiano Spadoni |
| 213 | Gradi di follia           | giugno                | Giancarlo Berardi | Giancarlo Berardi e Lorenzo Calza    | Ernesto Michelazzo                   | Cristiano Spadoni |
| 214 | Missing                   | luglio                | Giancarlo Berardi | Giancarlo Berardi e Maurizio Mantero | Antonio Marinetti                    | Cristiano Spadoni |
| 215 | Al cuore della città      | agosto                | Giancarlo Berardi | Giancarlo Berardi e Lorenzo Calza    | Enrico Massa e Luigi Copello         | Cristiano Spadoni |
| 216 | Myrna: la resa            | settembre             | Giancarlo Berardi | Giancarlo Berardi e Maurizio Mantero | Steve Boraley                        | Cristiano Spadoni |
| 217 | I fratelli Keegan         | ottobre               | Giancarlo Berardi | Giancarlo Berardi e Lorenzo Calza    | Cristiano Spadoni                    | Cristiano Spadoni |
| 218 | La valle dei droni        | novembre              | Giancarlo Berardi | Giancarlo Berardi e Maurizio Mantero | Giuseppe Candita                     | Cristiano Spadoni |
| 219 | Il ricatto del passato    | dicembre              | Giancarlo Berardi | Giancarlo Berardi e Lorenzo Calza    | Luigi Pittaluga                      | Cristiano Spadoni |

## 2017
| Nr. | Titolo                  | Mese di pubblicazione | Soggetto          | Sceneggiatura                        | Disegni                         | Copertina         |
| --- | ----------------------- | --------------------- | ----------------- | ------------------------------------ | ------------------------------- | ----------------- |
| 220 | L'infiltrato            | gennaio               | Giancarlo Berardi | Giancarlo Berardi e Lorenzo Calza    | Francesco Bonanno               | Cristiano Spadoni |
| 221 | Nel centro della bufera | febbraio              | Giancarlo Berardi | Giancarlo Berardi e Lorenzo Calza    | Roberto Zaghi                   | Cristiano Spadoni |
| 222 | La grande corsa         | marzo                 | Giancarlo Berardi | Giancarlo Berardi e Maurizio Mantero | Antonio Marinetti               | Cristiano Spadoni |
| 223 | Storia d'amore          | aprile                | Giancarlo Berardi | Giancarlo Berardi e Lorenzo Calza    | Claudio Piccoli                 | Cristiano Spadoni |
| 224 | Il commissario Graimet  | maggio                | Giancarlo Berardi | Giancarlo Berardi e Maurizio Mantero | Luigi Copello                   | Cristiano Spadoni |
| 225 | Rock around the blood   | giugno                | Giancarlo Berardi | Giancarlo Berardi e Lorenzo Calza    | Ernesto Michelazzo              | Cristiano Spadoni |
| 226 | Il furto del secolo     | luglio                | Giancarlo Berardi | Giancarlo Berardi e Maurizio Mantero | Federico Antinori               | Cristiano Spadoni |
| 227 | Il segreto di Stan      | agosto                | Giancarlo Berardi | Giancarlo Berardi e Lorenzo Calza    | Luca Bonessi e Valerio Piccioni | Cristiano Spadoni |
| 228 | La piscina              | settembre             | Giancarlo Berardi | Giancarlo Berardi e Maurizio Mantero | Giuseppe Candita                | Cristiano Spadoni |
| 229 | Allucinazioni           | ottobre               | Giancarlo Berardi | Giancarlo Berardi e Maurizio Mantero | Antonio Marinetti               | Cristiano Spadoni |
| 230 | Una busta che scotta    | novembre              | Giancarlo Berardi | Giancarlo Berardi e Lorenzo Calza    | Francesco Bonanno               | Cristiano Spadoni |
| 231 | La donna diavolo        | dicembre              | Giancarlo Berardi | Giancarlo Berardi e Lorenzo Calza    | Claudio Piccoli                 | Cristiano Spadoni |

## 2018
| Nr. | Titolo                      | Mese di pubblicazione | Soggetto          | Sceneggiatura                        | Disegni            | Copertina         |
| --- | --------------------------- | --------------------- | ----------------- | ------------------------------------ | ------------------ | ----------------- |
| 232 | Giù la maschera!            | gennaio               | Giancarlo Berardi | Giancarlo Berardi e Lorenzo Calza    | Luigi Pittaluga    | Cristiano Spadoni |
| 233 | Myrna: la via della libertà | febbraio              | Giancarlo Berardi | Giancarlo Berardi e Maurizio Mantero | Steve Boraley      | Cristiano Spadoni |
| 234 | Aspettando domani           | marzo                 | Giancarlo Berardi | Giancarlo Berardi e Lorenzo Calza    | Enrico Massa       | Cristiano Spadoni |
| 235 | Disarmati                   | aprile                | Giancarlo Berardi | Giancarlo Berardi e Lorenzo Calza    | Ernesto Michelazzo | Cristiano Spadoni |
| 236 | Verso il futuro             | maggio                | Giancarlo Berardi | Giancarlo Berardi e Maurizio Mantero | Antonio Marinetti  | Cristiano Spadoni |
| 237 | Web Star                    | giugno                | Giancarlo Berardi | Giancarlo Berardi e Lorenzo Calza    | Cristiano Spadoni  | Cristiano Spadoni |
| 238 | Milano Calibro 7.65         | luglio                | Giancarlo Berardi | Giancarlo Berardi e Lorenzo Calza    | Roberto Zaghi      | Cristiano Spadoni |
| 239 | Il ladro derubato           | agosto                | Giancarlo Berardi | Giancarlo Berardi e Maurizio Mantero | Federico Antinori  | Cristiano Spadoni |
| 240 | La spada stregata           | settembre             | Giancarlo Berardi | Giancarlo Berardi e Maurizio Mantero | Giuseppe Candita   | Cristiano Spadoni |
| 241 | Super Hero                  | ottobre               | Giancarlo Berardi | Giancarlo Berardi e Maurizio Mantero | Steve Boraley      | Cristiano Spadoni |
| 242 | I tre segugi                | novembre              | Giancarlo Berardi | Giancarlo Berardi e Lorenzo Calza    | Francesco Bonanno  | Cristiano Spadoni |
| 243 | La rivolta di Blossom Hill  | dicembre              | Giancarlo Berardi | Giancarlo Berardi e Lorenzo Calza    | Claudio Piccoli    | Cristiano Spadoni |

### Giù la maschera!
A Garden City viene inaugurato un parco tematico di un videogioco. L'apertura è destinata a un vasto pubblico, e molte famiglie vi prendono parte (assieme a un gran numero di cosplayer). Emily accompagna i propri nipoti, e Julia decide di darle una mano a tenere a bada la vasta compagine dei ragazzini della famiglia Jones. Il clima viene guastato da un fatto terribile: la famiglia Abbot ha perso il proprio bambino di sei mesi, Franklin. Nella confusione del parco, è impossibile da trovare. Webb e Irving si fiondano al parco, e Julia si offre di dar loro una mano. Dalle telecamere del parco si riesce a capire la dinamica della sparizione: mentre Penny, la sorella tredicenne, era presa dal telefonino, una figura è sgusciata da dietro una colonna e ha preso il piccolo Franklin dal passeggino. Purtroppo però il rapitore è nell'ombra, e non è possibile riconoscerne il viso o la fisionomia: Julia però intuisce che sia una donna. Le prime indagini cercano di capire se il rapimento è un ricatto nei confronti dei genitori: la madre (che lavora in una scuola) si è inimicata un bulletto che lavora per un piccolo spacciatore; il padre ha avuto qualche anno prima una scappatella con un'altra donna. Nessuna di queste trace però porta a un risultato.

Difatti, la vera responsabile del rapimento è tale Romina Friess: una donna sola, avanti con gli anni e con un'evidente psicosi. Cresciuta accudendo i genitori malati, non ha mai potuto farsi una famiglia: per questo, inopinatamente, aveva rapito il piccolo Franklin, ribattezzandolo "Norman". La presenza del piccolo viene notata da Glenda Howtorn, anziana afroamericana vicina della Friess. La Howtorn non crede alle bugie della Friess (che le dice che il piccolo è il figlio di una sua cugina), quindi decide di entrare in casa sua e scattare di nascosto una foto al piccolo. La Friess la scopre e la uccide a colpi di mattarello: poi carica la povera Howtorn sulla sua stessa macchina e la abbandona in un boschetto. La polizia, e con essa Julia, scopre il corpo due giorni dopo. Il sospettato principale è il giovane nipote Mitchell, un tossicodipendente e ladruncolo, a cui sarebbero potuti far comodo la macchina della Howtorn e la sua eredità. Mentre indagano nel vicinato e interrogano i vicini, Julia nota che la signora Friess ha nella sua borsa della spesa dei pannolini. Colta da un sospetto, si congeda dalla polizia (che sta portando Mitchell in prigione) ed entra in casa della Friess. La donna però la tramortisce e la segrega nello scantinato. Lì, quando la Kendall rinviene, ammette di essere la rapitrice di Franklin/Norman e l'assassina della vicina. Sempre più in preda alla propria psicosi, decide di dare fuoco alla casa e di morire assieme al bambino e a Julia. Quest'ultima però riesce a liberarsi e a salvare Franklin, anche grazie all'arrivo provvidenziale di Webb, che si era insospettito dal ritardo della Kendall. Romina Friess invece muore nell'incendio.

### Myrna: la via della libertà
Myrna Harrod è in prigione, in rigidissimo isolamento. Riesce però a ottenere dal direttore del carcere una mezz'ora al giorno di scrittura, e in breve tempo appronta un articolo scientifico sui serial killer, visto dalla propria personalissima prospettiva. L'articolo viene considerato brillante dal direttore di una rivista di criminologia, che invita la Harrod a prendere parte a un convegno. Julia, Webb, persino Robson sono indignati da questo fatto e fanno ricorso, ma invano. Durante il convegno però la Harrod viene colpita da una pistolettata di un uomo dal pubblico (subito freddato dalla polizia). La Harrod, ferita, viene caricata in ambulanza.

Qui però finisce la recita: Myrna non è veramente ferita (il suo attentatore era un complice). La serial killer uccide gli infermieri, prende possesso dell'ambulanza, ruba una macchina e si dilegua nel nulla.

La polizia, scioccata, comincia le indagini: si scopre che l'attentatore-complice era il signor Lenny Wade: un camionista con problemi sul lavoro, una moglie malata e un figlio affetto da demenza. Insomma, un uomo con niente da perdere: Myrna, prima di farsi arrestare, lo aveva contattato tramite un avvocato maneggione, e aveva fatto con lui un patto. Wade le avrebbe sparato, sarebbe stato ucciso e l'assicurazione avrebbe dato 200.000 dollari alla vedova e al figlio. Mentre la polizia indaga sull'intrigo ordito da Myrna, quest'ultima non si ferma: si traveste da vagabonda di origine straniera, e si rifugia in una mensa per poveri. Lì conosce Rebecca, una donna che le trova lavoro come badante per un signore anziano di nome Greene. Il vecchio le si affeziona (anche grazie ai consueti giochetti seduttivi di Myrna). Ma la serial killer sa che non può nascondersi a lungo: piomba a casa di Rebecca (che intasca una percentuale dal suo "giro" di badanti), la assassina insieme al marito e ne ruba tutti i soldi. Dopodiché si dà alla fuga. Una volta scoperto l'omicidio della coppia, la polizia capisce che l'assassina è proprio lei, e comincia a battere il quartiere a tappeto, senza successo (il signor Greene, che non sospetta nulla, mente agli agenti dicendo di non avere una badante).

Qualche ora dopo Myrna telefona a Julia: le racconta di essersi intascata anche i 200.000 dollari destinati teoricamente alla famiglia di Wade, e le annuncia che la prossima volta che le due si incontreranno sarà anche l'ultima.

### Aspettando domani
Frida Rakes è una ragazza bruttina di 17 anni, insicura e sola. Al liceo (il Mayflower) non ha praticamente amici, le sue coetanee la prendono in giro, i professori non le danno attenzione. Nemmeno la famiglia le dà conforto: i genitori hanno attenzioni solo per il fratello Martin, che è bravo nello sport e diligente nello studio. Inoltre la madre la rimprovera per il peso (così come Martin), mentre il padre ha un'amante (di nome Karen Toole). Il colmo giunge quando viene umiliata da Bob Frost, un ragazzo che le aveva dato delle speranze. Quella sera sul tardi, attira Jennyfer Sullivan (attuale ragazza di Bob), la colpisce con una spranga e la fa annegare nel Marigold. Il ritrovamento del corpo, la mattina dopo, dà l'avvio alle indagini. In un primo momento si indaga su Bob, che però ha un alibi solido.

Nel frattempo, Frida non si ferma: attira con una trappola l'amante del padre e la uccide con la pistola di quest'ultimo. Grazie al numero di serie della pistola, gli inquirenti risalgono agilmente al padre di Frida. Inoltre, la ragazza aveva avuto cura di portare con sé il telefono del padre sul luogo del delitto, in modo da incastrarlo. La polizia piomba a casa dei Rakes, dove marito e moglie stanno litigando. Le cose dunque per il signor Rakes si mettono male. Ma Julia ha un'improvvisa illuminazione: venendo a casa aveva incrociato lo sguardo di Frida, come già era capitato quando era stata a scuola per indagare sulla morte di Jennyfer Sullivan. La Kendall si fionda alla scuola, accompagnata da Webb e Irving: lì riescono a intercettare Frida, che docilmente si arrende, non senza consegnare a Julia il proprio diario segreto.

A questa storia negativa di disagio adolescenziale, se ne affiancano due più positive. Innanzitutto, Julia aiuta il rettore della Hollyhock nel rapporto con il figlio quindicenne, Joshua. Il ragazzo sembra svogliato e demotivato: la Kendall riesce però a scoprire la sua grande passione per la musica e le sue velleità da DJ, e in parte riesce a far scoprire questo lato al severo padre. In secondo luogo, Julia si confronta con Ettore, che ha problemi con la figlia, e gli passa alcune pagine del diario di Frida Rakes, per aiutarlo a capire certe dinamiche giovanili.

### Disarmati
Dinah Sinclair e Derek Thorne sono due ragazzi con problemi familiari diversi. Dinah ha due genitori competitivi che la spingono a dare il massimo sempre e comunque (nell'atletica, nel go-kart, nel tiro a segno, nelle olimpiadi della matematica, l'equitazione...); al contrario, quelli di Derek - specie il padre - non si curano granché di lui. I due si conoscono durante un torneo di judo, dove Dinah ha appena vinto nella propria categoria, mentre Derek ha perso il proprio incontro. Parlando assieme, capiscono di avere qualcosa in comune nel loro disagio: la sera stessa si baciano. Il giorno dopo, tornando a casa in metropolitana, Dinah propone a Derek una cosa folle per suggellare il loro neonato amore: gettare sui binari un anziano, di nome Theodor Finney. Derek esegue, lasciando Dinah stupefatta.

La polizia convoca immediatamente Julia (che casualmente sta facendo una lezione sui manipolatori) per far luce sul caso. Difatti c'è la testimonianza di una signora, che ha avuto l'impressione che qualcuno spingesse il signor Finney. La telecamera di sicurezza del metrò mostra due giovani che si allontanano dal luogo del delitto: non è possibile vedere se sono stati loro a uccidere Finney, ma Julia rimane comunque colpita dal loro atteggiamento.

Dinah e Derek continuano a frequentarsi e a confrontarsi sulla loro distanza dalla generazione dei genitori. D'improvviso sentono piangere un neonato alla finestra di una casa vicina: Dinah chiede a Derek di rapirlo per lei. Ancora una volta il ragazzo esegue la richiesta. I due fidanzatini scappano e arrivano sulla riva del Marigold: in un primo momento, Dinah vorrebbe gettare il bambino (che si chiama Billy) nel fiume, ma poi cambia idea e chiede a Derek di abbandonarlo sulla sponda. La bravata ha diversi testimoni: il padre di Billy ha visto Derek allontanarsi di corsa col piccolo in braccio; successivamente un pescatore ha visto i due ragazzi allontanarsi dalla sponda del fiume. Julia, con una delle sue consuete intuizioni, mostra al pescatore il video della sicurezza della metropolitana, e quello riconosce i due ragazzi.

Bel frattempo, Dinah e Derek capiscono di avere le ore contate, e decidono quindi di scappare. Con la corriera raggiungono una casa di campagna di proprietà della famiglia di Dinah. Lì fanno l'amore per la prima volta.

Gli eventi subiscono un'accelerazione: Webb e Julia trovano la moto di Derek non lontano dal luogo del rapimento, e quindi risalgono al suo nome, e a quello di Dinah. La polizia convoca le due famiglie, mettendole di fronte ai fatti: Julia sottolinea come ci sia un'evidente escalation emotiva, che rischia di diventare sempre più tragica e autodistruttiva. Il padre di Dinah capisce che possono essersi rifugiati nel casolare di campagna. Julia (con Webb e Irving) vi si dirige subito, e trova i due fidanzatini sul ciglio di un burrone. La criminologa chiede loro di consegnarsi. Dinah però chiede al suo amato un ultimo piacere, cioè di buttarla giù dal precipizio, così che possa finalmente volare. Ancora una volta, Derek ubbidisce, e Dinah si schianta al suolo col sorriso sulle labbra.

A margine, Julia va a teatro con le sue amiche single Tina Davis (giornalista) e Romy Horowitz (avvocatessa). Dopo aver assistito assieme a uno spettacolo teatrale, Romy si apparta con l'attore protagonista, il giovane Kaleb Ramirez. Julia e Tina ritengono che il giovane sia un poco di buono, e fanno una piccola indagine per dimostrarlo alla loro amica Romy. L'avvocatessa però, nonostante sia un po' infastidita da questa intrusione nella propria vita privata, le rassicura ridendo: quello è stato solo un flirt di nessuna importanza.

### Verso il futuro
Una sera di pioggia, Julia scopre da Tina Davis che Nick Yorgis vuole vendere la Seven, per far fronte ai suoi problemi economici. Julia si offre di ricomprarla, vincendo le resistenze del meccanico. Julia vorrebbe cedere la macchina alla nonna, per garantirle di nuovo indipendenza. Qualche giorno dopo Julia viene contattata da un tale Harry Cook, intenzionato a sua volta ad acquistare la Seven per conto di terzi (un collezionista che vuol mantenere l'anonimato); appena riagganciato, viene chiamata da un altro intermediario, il signor Larry Palmer. La cosa ovviamente la insospettisce non poco: intenzionata a non vendere la Seven, escogita un nuovo piano. Difatti propone alla propria università (casualmente in ricerca di progetti innovativi per attirare finanziamenti) di compiere esperimenti tecnologici con la Seven. L'obbiettivo sarebbe quello di condurre ricerche sul futuro della guida automatizzata. Il progetto definitivo prevede che la Seven conduca un equipaggio di quattro persone lungo un percorso per le strade più impervie degli Stati Uniti. Tra i consulenti figura Yorgis, mentre l'equipaggio è costituito dalle "Quattro moschettiere": Julia, nonna Lilian, Olivia Fenimore-Cooper e Rolin Darby. Alla Seven viene inoltre affiancato un supporto (ricavato da un'altra auto Seven parzialmente distrutta da un incidente) rielaborato per il trasporto bagagli, in modo da alleggerire il più possibile l'auto principale.

Il progetto viene presentato alla stampa e diventa quindi di dominio pubblico: le prove su circuito vengono osservate da lontano da due gruppi misteriosi di uomini, uno tedesco e un altro giapponese. Il giorno della partenza della Seven, questi due gruppi cominciano a pedinarla: gli asiatici scoprono il percorso grazie a una spia all'interno dell'Università, gli europei hackerando i computer dei professori impegnati nel progetto.

Le quattro donne però non impiegano molto a capire che c'è qualcuno che sta cercando di metterle in difficoltà: un grosso camion sbarra loro la strada, e solo la prontezza della Seven riesce a impedire un incidente. La targa del camion non è registrata, e questo aumenta i sospetti di Julia, che teme possano esserci in ballo lo spionaggio industriale, o addirittura la criminalità organizzata.

Il viaggio prosegue: in una delle tappe, Rolin Darby concede un'intervista a un giovane giornalista. Ma alla tappa successiva, lo trovano ucciso, con la sua auto finita in un precipizio. La Seven avverte Julia che ci sono delle figure nascoste in un boschetto in fondo alla strada: sono i tedeschi. Julia avverte le amiche del pericolo imminente, e la comitiva fa marcia indietro fino alla tappa precedente. Lì trovano ad aspettarle i giapponesi, con le armi spiegate. La situazione sembra disperata, quando all'improvviso irrompono i tedeschi, che cominciano a sparare sul gruppo di giapponesi. Julia ne approfitta per scappare con la Seven (assieme alle amiche e alla padrona dell'albergo in cui avevano pernottato). I giapponesi, che hanno avuto la meglio sui tedeschi nella sparatoria, si lanciano al loro inseguimento. Con grandi sforzi, la Seven riesce a seminare gli inseguitori: ma lo sforzo è stato tale che il suo disco si surriscalda e finisce fuori uso.

Qualche tempo dopo, Yorgis chiama le quattro amiche e presenta loro una sorpresa: ha impiantato su un'altra macchina il disco rigido della Seven, facendo in modo che si possa attivare solo con la parola Amici, pronunciata solo da uno di loro cinque.

### Web Star
Un'influencer viene trovata morta. L'ha uccisa la madre, che viveva spasmodicamente della fama di lei.

### Milano calibro 7.65
Julia va a Milano con Ettore, per fare un giro della città e per ritrovare un americano scomparso. Missione compiuta in entrambi i casi.

### Il ladro derubato
Tim O'Leary ha bisogno ancora una volta dell'aiuto di Julia. Lei come al solito è un po' contrariata, ma poi alla fine no.

### La spada stregata
Un attore di una serie fantasy viene assassinato veramente, durante una scena di combattimento. Julia e soci indagano, scoprendo sul set il solito sottobosco di odi e invidie assortite. Il colpevole è il regista, che cerca di svignarsela ma rimane vittima del suo stesso set.

### Super Hero
Tre nerd sviluppano un esoscheletro tipo Iron Man per creare un nuovo giustiziere della notte. Si mettono nei guai con le persone sbagliate, e Julia li riesce a fermare prima che facciano troppi danni.

### I tre segugi
Julia e Baxter si trovano coinvolti in una storiaccia di spionaggio industriale, in cui passa di mezzo anche il cagnolino di una delle vittime.

### La rivolta di Blossom Hill
Il quartiere residenziale di Blossom Hill vuole indire un referendum per separarsi dal resto di Garden City. Dietro a questa mossa politica verranno a galla delle vicende di malaffare, che porteranno infine gli elettori a disertare le urne.

## 2019
| Nr. | Titolo                      | Mese di pubblicazione | Soggetto          | Sceneggiatura                        | Disegni                                     | Copertina         |
| --- | --------------------------- | --------------------- | ----------------- | ------------------------------------ | ------------------------------------------- | ----------------- |
| 244 | Legami di sangue            | gennaio               | Giancarlo Berardi | Giancarlo Berardi e Lorenzo Calza    | Ernesto Michelazzo                          | Cristiano Spadoni |
| 245 | L'inquilina del sesto piano | febbraio              | Giancarlo Berardi | Giancarlo Berardi e Maurizio Mantero | Antonio Marinetti                           | Cristiano Spadoni |
| 246 | Il delitto che paga         | marzo                 | Giancarlo Berardi | Giancarlo Berardi e Lorenzo Calza    | Luca Bonessi, Marco Soldi e Luigi Pittaluga | Cristiano Spadoni |
| 247 | Tutti colpevoli             | aprile                | Giancarlo Berardi | Giancarlo Berardi e Maurizio Mantero | Lorenzo Bovo                                | Cristiano Spadoni |
| 248 | Liberate il vecchio Sam!    | maggio                | Giancarlo Berardi | Giancarlo Berardi e Lorenzo Calza    | Enrico Massa                                | Cristiano Spadoni |
| 249 | A forza di essere vento     | giugno                | Giancarlo Berardi | Giancarlo Berardi e Lorenzo Calza    | Steve Boraley                               | Cristiano Spadoni |
| 250 | Il fatto di Oak Park        | luglio                | Giancarlo Berardi | Giancarlo Berardi e Maurizio Mantero | Antonio Marinetti                           | Cristiano Spadoni |
| 251 | Dov'è Luke?                 | agosto                | Giancarlo Berardi | Giancarlo Berardi e Lorenzo Calza    | Claudio Piccoli                             | Cristiano Spadoni |
| 252 | L'uomo lupo                 | settembre             | Giancarlo Berardi | Giancarlo Berardi e Lorenzo Calza    | Ernesto Michelazzo                          | Cristiano Spadoni |
| 253 | L'ombra della vendetta      | ottobre               | Giancarlo Berardi | Giancarlo Berardi e Lorenzo Calza    | Francesco Bonanno                           | Cristiano Spadoni |
| 254 | Il mistero di Venezia       | novembre              | Giancarlo Berardi | Giancarlo Berardi e Maurizio Mantero | Federico Antinori                           | Cristiano Spadoni |
| 255 | Tigre 19                    | dicembre              | Giancarlo Berardi | Giancarlo Berardi e Maurizio Mantero | Giuseppe Candita                            | Cristiano Spadoni |

### Legami di sangue
Una notte, il giovane Timothy Dennet e la 32enne Matilda Watson si conoscono in un locale chiamato Purple. Si piacciono e decidono di passare la notte insieme nell'appartamento di lei. Timothy, che pare un ragazzo colto ed eccentrico, pratica del sesso violento, che Matilda sembra apprezzare. La mattina però la donna viene trovata morta strangolata, ancora nuda e legata al letto. Webb chiama Julia in aiuto per le indagini. Dai vicini, si scopre che Matilda aveva una vita sessuale abbastanza vivace. La scoperta più rilevante però è un'altra: nel microonde è nascosta una telecamera, che è stata in funzione tutta la notte, ma a cui è stata tolta la memoria. A questo si aggiungono nuovi elementi, che però non chiariscono il quadro: la madre della vittima fornisce un quadro desolante della sua vita familiare e sentimentale; inoltre si scopre che il cellulare di Matilda ha ricevuto quella mattina (quand'era già morta) numerose chiamate dal signor Alvin Chesky, barista e capo della povera donna. Gli investigatori (Julia, Webb e Irving) parlano con Chesky: il comportamento e le risposte dell'uomo li insospettiscono, senza che però questo porti ad alcunché. Una telefonata anonima svela che Matilda è stata vista al Purple la sera prima. I tre investigatori scoprono poi dal titolare che la donna è uscita di lì con un cliente abituale del night: Timothy Dennett. Nonostante Timothy affermi di essersene andato senza avere ucciso la donna, le prove nei suoi confronti sono abbastanza evidenti: Robson deve incriminarlo, anche se gli dispiace per il padre Josh, suo compagno di liceo e magnate dei supermercati.
Julia però non è convintissima dello svolgimento delle indagini: soprattutto, si chiede che fine abbia fatto la scheda della videocamera. Per questo chiede aiuto a Leo Baxter; l'iniziativa è appoggiata anche da Robson, parimenti poco convinto. Un nuovo colpo di scena si presenta: Alvin Chesky viene ritrovato ucciso a Lime Park, apparentemente per una rapina. Una rapida visita alla sua casa (anch'essa svaligiata) rivela che è stato rubato soprattutto il comparto tecnologico. Leo scopre che Chesky aveva comprato da poco una videocamera, mentre Julia trova dei costosi progetti di ampliamento del locale. I fili vengono ricomposti: Chesky, che era stato cuoco su una nave, aveva conosciuto il vizioso Timothy Dennett durante una crociera. Tempo dopo gli aveva mandato incontro Matilda per sedurlo e riprenderlo, col fine di ricattare il ricco padre (e avere quindi i soldi per finanziare l'ampliamento del suo bar). Quello che Chesky non sapeva è che padre e figlio erano in contrasto: Timothy non voleva che il padre sposasse la sua giovane segretaria, e Josh invece lo faceva pedinare da un detective privato di nome Delman Mercer. Mercer aveva seguito Timothy e aveva capito la questione del ricatto: ottenuta l'autorizzazione da Josh Dennett, aveva strangolato la povera Matilda e cercato di incastrare Timothy. Successivamente aveva rintracciato Chesky, facendogli credere di accettare il ricatto, salvo poi ucciderlo a tradimento. Delmar Mercer è quindi il testimone chiave della vicenda: ma mentre Julia e Leo affrontano il signor Dennett, Mercer viene accidentalmente ucciso durante l'arresto. Il video non viene rinvenuto: la procura è quindi costretta a processare Timothy, in assenza di altre prove. Josh Dennett si sposa con la sua segretaria e manda a Robson una cartolina beffarda.

### L'inquilina del sesto piano
Garden City, notte tra martedì e mercoledì. Da una casa prospiciente alla linea ferroviaria piove il corpo di una donna nuda. Un treno non si accorge del corpo, e lo trancia senza pietà. La mattina, di buon'ora, Webb convoca Julia sul luogo. Lo spettacolo è spaventoso: il corpo è talmente straziato che è impossibile anche solo riconoscerlo. Apparentemente potrebbe essere un suicidio, ma gli inquirenti sono dubbiosi. Velocemente si scopre che il corpo è della signora Casey Jordan. La porta è chiusa dall'interno, e i vestiti sono riposti con cura sul letto. Il marito Charlie, operaio, viene rintracciato al lavoro: si capisce che i due giovani sposi non avevano più un buon rapporto. Ma Charlie ha anche un alibi: la notte in cui Casey è morta, lui era con Nita Preston, la sua amante. Inoltre, ricostruendo i suoi spostamenti e quelli del treno che ha tranciato la povera Casey, stabiliscono che Charlie non avrebbe potuto fisicamente essere a casa per uccidere la moglie. In attesa di altri riscontri, Julia e Webb interrogano i vicini di casa, tra cui l'anziana coppia composta da Ted e Harriet Warren. Harriet racconta di essersi legata molto a Casey: benché la giovane non si aprisse mai troppo, era chiaro che le cose col marito non andavano bene. Dagli altri vicini, invece, non si ricava niente di significativo. Dai tabulati emerge che la vittima parlava spesso con un tale Brad Arnold, di New York. Questo Arnold le telefonava con tanta insistenza da apparire decisamente uno stalker: e per di più uno stalker seriale, perché nel frattempo tormenta altre donne. Julia contatta una di queste, che le racconta il modus operandi dell'Arnold: un approccio innocente al supermercato, un appuntamento e poi una serie di telefonate sempre più oltraggiose e ricattatorie. La presenza di questo Arnold potrebbe essere determinante per capire se Casey si è uccisa: Julia quindi decide di incastrarlo. Spacciandosi per Judy, decide di contattare Arnold, che incuriosito accetta il suo invito. Julia/Judy riesce a farsi raccontare da Brad Arnold particolari del suo rapporto con Casey Jordan (con cui è stato anche a letto). A un certo punto il gioco finisce: Brad scappa con Julia a bordo della sua macchina, e con Webb alle calcagna. L'auto sbanda e finisce in acqua, e Julia si trova nella posizione di dover salvare la vita al suo potenziale stalker.
Il caso sembra chiuso: ma Julia, ancora una volta non è convinta di tutti i tasselli del mosaico. Dopo qualche ulteriore riscontro, arriva alla soluzione: l'assassino di Casey Jordan è il pacioso Ted Warren, che aveva cercato di sedurre la donna in un momento di fragilità di entrambi. Lei si era tirata indietro, e nella colluttazione per sbaglio Ted l'aveva uccisa. La moglie Harriet lo aveva quindi spalleggiato, fornendogli un alibi. I due sposi, messi alle strette da Julia, aspettano insieme l'arrivo della polizia.

### Il delitto che paga
Tre criminali assaltano in pieno giorno un furgone portavalori, per prendere possesso di un baule dal carico misterioso. Uno degli autisti però estrae una pistola: nella sparatoria muore, ma riesce a uccidere uno dei malviventi, di nome Bart Neumann. I due sopravvissuti sono Gwynne Bale (criminale di lungo corso) e il suo inesperto nipote Harvey Stewart. Gwynne è ferito, sicché i due malviventi raccolgono il baule e scappano in auto, trovando rifugio in una villetta residenziale. Lì prendono in ostaggio la famiglia Wozniak: il vecchio Jacek (dispotico direttore d'orchestra dalla forte religiosità), sua moglie Izabela e Donat, ventiduenne figlio adottivo e studente d'informatica, molto diverso dal padre (che lo disprezza apertamente). La convivenza si preannuncia difficile: Gwynne è ferito, mentre il signor Wozniak, benché febbricitante, è molto aggressivo e indisponente verso i sequestratori. La polizia comincia le indagini, e viene sollecitata a fare presto perché il carico misterioso ha come presumibile destinatario il governo. Nel frattempo, Julia segue una sua pista, aiutata da Leo Baxter: la vita privata dell'autista sopravvissuto, già invischiato in problemi di gioco e — si scoprirà — conoscente alla lontana di Gwynne Bale.
Nel frattempo, Gwynne contatta Rufus Atkins, il mandante della rapina (per conto di un misterioso signor Chang), dopodiché si reca nel suo ufficio per chiedergli di essere pagato subito per il lavoro. Il confronto tra i due uomini finisce in una sparatoria, in cui muore Atkins, la guardia del corpo e pure la povera Izabela Wozniak, che Gwynne si era portato dietro come autista. Intascati i soldi di Atkins, Gwynne torna a casa Wozniak, e scopre con orrore che suo nipote Harvey ha ammazzato il signor Jacek, che stava diventando troppo aggressivo. Nel parapiglia, si accorgono troppo tardi che Donat è scappato, e che sta arrivando la polizia (grazie alle dritte di Julia). I due tentano una breve fuga, ma alla fine Gwynne decide di arrendersi, per evitare che il nipote venga ucciso. I criminali sono stati arrestati, ma del carico (che risulta essere un notevole quantitativo di trizio) non c'è nessuna traccia: a prelevarlo è stato il mite Donat (che in segreto fa truffe telematiche), che contatta il signor Chang e tratta con lui il prezzo della consegna, per poi darsi alla macchia.
A margine, Emily vive un'avventura di integrazione e speranza: dopo aver fatto la carità a un immigrato centrafricano fuori dal supermercato, si rende conto di aver perso un bracciale d'oro, e sospetta che sia stato il giovane; ma quello, dal cuore generoso, invece riesce a rintracciarla e a riportarglielo, facendo commuovere profondamente la burbera governante.

### Tutti colpevoli
Julia viene contattata dall'avvocato Dyson, rappresentante di Lauren Madigan. La donna era stata condannata a vent'anni per aver ucciso il marito (che riteneva un violento che abusava della figlia); il processo — a cui Julia aveva preso parte come consulente — aveva scatenato un forte clamore mediatico. Lauren ha bisogno dell'aiuto di Julia perché la figlia Lois, ormai diciottenne, è sparita nel nulla con il suo ragazzo Connor Hayes (un poco di buono). Julia comincia a mettersi sulle sue tracce, con l'aiuto del fedele Leo Baxter. Per prima cosa, si mettono alla ricerca di Connor: lo trovano in una discoteca, circondato e protetto da un gruppo di piccoli delinquenti. Baxter riesce ad aver ragione di loro, dopodiché mette alle strette Connor. Il giovane, intimorito, racconta tutta la vicenda: lui e Lois avevano iniziato, quasi per gioco, a consegnare grosse partite di droga da una città all'altra, dimostrando anche una certa efficienza. Ma durante un viaggio, erano stati derubati del carico (si scoprirà, in seguito, da un semplice tossicodipendente). I trafficanti colombiani per cui lavorano avevano imposto a Connor di risarcirli (di novantamila dollari) al più presto, tenendo in ostaggio Lois come garanzia. Julia e Baxter riescono a scoprire l'indirizzo dove è tenuta Lois (costretta a prostituirsi) e a portarla in salvo. Lauren Madigan, per riuscire a garantire a Lois la protezione dell'FBI, propone alla procura di testimoniare a proposito di alcuni delitti di mafia, di cui è a conoscenza grazie alle rivelazioni di una sua compagna di cella (sorella di un boss). L'accordo ha successo: ma dopo qualche mese Julia viene a sapere da Webb che Lauren è stata assassinata in carcere, sicuramente per vendetta. Al funerale della povera signora Madigan partecipano solo Julia, Leo, l'avvocato Dyson e Therese, zia di Lauren (e già tutrice di Lois, ora sotto protezione).

### Liberate il vecchio Sam!
Un venerdì, quattro individui armati e incappucciati occupano la Freedom House (un museo di Garden City) prendendo in ostaggio un vecchio volontario afroamericano e una receptionist. Dopodiché appendono uno striscione da una delle finestre del museo, invocando la liberazione di Sam Kaufman, un terrorista informatico (già professore alla Hollyhook University) catturato da Robson anni prima. La polizia piomba subito sul posto, cercando di instaurare un dialogo con i sequestratori. Mentre le trattative fervono senza grande successo, Julia comincia a nutrire il sospetto che la liberazione di Kaufman sia solo un pretesto: gliene dà conferma Kaufman stesso, in un colloquio in prigione. Dopo qualche ora, Julia intuisce il piano dei criminali: mentre tengono in scacco la polizia con un finto sequestro, stanno scavando un tunnel che porta direttamente a una gioielleria lì vicino (circostanza di cui sono a conoscenza perché in possesso di vecchie planimetrie della città). La polizia arriva troppo tardi sul luogo del delitto, e i ladri riescono a confondersi tra la folla travestendosi da agenti. Ancora una volta però Julia riesce ad arrivare alla verità: il colpevole è Jarvis Cohill, professore di musicologia all'Università. Egli è figlio di Peter Cohill un professore di architettura, a suo tempo conoscente di Sam Kaufman, e da lui era riuscito a carpire le planimetrie della Freedom House (l'architetto Cohill aveva collaborato al suo restauro). Julia riesce a fargli ammettere il piano, facendolo arrestare all'istante. Poco dopo vengono arrestati anche i suoi complici, un gruppo di dottorandi dello stesso ateneo.

### A forza di essere vento
Il signor Dorian Pavany, agente assicurativo, viene assassinato da tre rapinatori armati in pieno giorno; con le ultime forze riesce a strappare il passamontagna a uno dei tre, che sta cercando di sottrargli una valigetta che portava legata al polso. Unica testimone di questa colluttazione è Liberty, piccola mendicante di etnia rom. La polizia comincia a indagare, e con essa anche Julia. La criminologa intuisce per prima che la bambina può essere un'ottima pista, mentre Webb (con un po' di pregiudizio) la snobba senza pensarci troppo. Mentre la polizia indaga sulla vita personale di Pavany (scoprendo un quadro famigliare poco felice), Julia si concentra sulla piccola rom. Liberty, nel frattempo, si è confidata con la sua maestra, che la porta a casa sua. Julia riesce a rintracciare la casa dell'insegnante: ma mentre cerca di parlare con la piccola, vede arrivare anche i criminali (che han fatto i suoi stessi ragionamenti, e che devono eliminare l'unica testimone del delitto). Julia e Liberty scappano, mentre i criminali uccidono la povera insegnante. Inizia un lungo inseguimento tra strade e metropolitane, ma alla fine Julia e la bambina riescono a seminare gli assassini. Julia sa però che presto la raggiungeranno: chiede dunque aiuto a Leo Baxter, con cui organizza una trappola ai criminali: fanno credere loro che Liberty sia custodita in casa Kendall, ma lì vengono sorpresi da Baxter e da alcuni suoi amici della palestra, che li conciano per le feste e li consegnano alla polizia. Grazie agli arresti, viene risolto il mistero dell'omicidio Pavany: egli aveva scoperto che un'azienda edile aveva truffato l'assicurazione, e quindi aveva deciso di registrare e ricattare il palazzinaro Roy Ballard. Ballard aveva dunque ordinato ad alcuni suoi operai di uccidere Pavany e ricuperare le prove, spacciando il tutto per una rapina. Ma Pavany era stato sufficientemente prudente da dare una copia delle prove a una sua amante: in questo modo Ballard viene agilmente condannato, anche grazie alla testimonianza della piccola Liberty. Tempo dopo, al campo rom di Liberty viene organizzata una festa, a cui vengono invitati anche Julia, Leo ed Emily.

### Il fatto di Oak Park
Sophie Durbin, donna sulla trentina, sta pedalando di sera a Oak Park, quando vede un uomo caduto dalla bici e si ferma a soccorrerlo. Ma quell'uomo era in realtà uno stupratore in agguato: l'uomo la sequestra e la violenta in un capanno del parco. Qualche ora dopo, un anziano trova il cadavere sgozzato dell'infelice donna. Le indagini partono, e Julia riceve una chiamata sconcertante dallo stupratore: egli, che rimane anonimo, ammette lo stupro, ma nega decisamente l'omicidio. Turbata da questa telefonata (che non rivela alla polizia), Julia segue con occhio diverso le indagini. La polizia scopre che Sophie Durbin era una donna molto volitiva, con una serie di rapporti molto problematici con gli uomini: il suo fidanzato Felix Gibbons (sposato con una donna ricca e depressa), il fratello Gary (un perdigiorno sempre in cerca di soldi), il suo capo Sullivan, un ulteriore amante di nome Dawson (anch'egli sposato). Una nuova telefonata dello stupratore avverte Julia che forse il telefono di Sophie è scomparso dalla scena del crimine (quando lui aveva finito il suo "compito" era ancora lì). Dagli interrogatori risulta che tutti gli uomini di Sophie avevano degli alibi per l'ora del delitto: ma Julia riesce a capire che la moglie di Dawson ha mentito sull'orario per coprire il marito. E infatti è lui il vero assassino: Sophie aspettava un figlio da lui e aveva abortito senza consultarlo. L'assassino è dunque arrestato; ma il misterioso stupratore rimane ancora a piede libero.

### Dov'è Luke?
Primrose Street, periferia di Garden City. Il musicista Elia Kline porta il ragazzo autistico Luke Jetwash a un concerto jazz nel locale Le Chat Bleu. Dopo essere stato invitato a suonare sul palco, si rende conto che il ragazzo è sparito. La cosa è molto grave, perché il giovane non è quasi autosufficiente e soffre di epilessia. La notizia arriva sui giornali, e incuriosisce lo scrittore Bert Hayes (che ha avuto una breve storia con Kline negli Anni Settanta). Sicché lo scrittore assolda l'amica Julia Kendall e Leo Baxter per ritrovare il ragazzo. Nel corso delle indagini (seguite a distanza da Webb), si fa luce sull'incrocio di ricatti nella struttura Humanity in cui era ospitato il ragazzo; ma anche e soprattutto sul grande talento musicale e artistico di Luke, migliorato notevolmente col tempo. Alla fine però il caso si risolve in modo incruento: Luke era semplicemente fuggito con Emma, un'altra ragazza autistica (lievemente più indipendente). I due ragazzi sono innamorati, e si sono rifugiati nella casa di lei. A margine, Ettore illustra a Julia le proprie preoccupazioni per le frequentazioni sentimentali della figlia.

### L'uomo lupo
Il metronotte Fredrick Hanks viene orribilmente ucciso mentre è al lavoro: le ferite fanno suggerire che si tratti di una bestia feroce. In città scoppia il panico, ma dopo qualche tempo l'allarme rientra; un mese dopo tuttavia viene uccisa in modo analogo la dattilografa Flora Kellerman. Il fatto che entrambe le vittime siano state uccise in una notte di luna piena fa scatenare la psicosi del lupo mannaro (cavalcata da giornalisti senza scrupoli come Harlan Hoover). A questo punto agli inquirenti è chiaro che l'assassino è una persona, anche se non riescono a capirne il movente. Pochissimo tempo dopo la morte della Kellerman, "l'uomo lupo" uccide anche lo psicologo Donald Bradley e due fidanzatini appostati in una macchina (Jeffrey Morris e Mary Amberson). La mancanza totale di legame tra le varie vittime fa venire a Julia il dubbio che si tratti di un omicida irrazionale. Spulciando quindi tra le segnalazioni fornite dai cittadini alla polizia nel momento massimo della psicosi collettiva, Julia rintraccia lo psicologo Gilmore: egli aveva segnalato un suo ex paziente, Maurice Boyd. L'uomo lavora da quarant'anni in una conceria, a stretto contatto con acidi di ogni tipo, ed è ossessionato dalla licantropia. La polizia si reca alla fabbrica per interrogare Boyd, ma questi scappa poco prima, si nasconde in casa e indossa il costume da licantropo (realizzato con pelli di animali conciati), dopodiché si nasconde in un vicolo: Julia prova a parlargli, ma Boyd la assale, venendo freddato dalla polizia all'istante. Il caso sembra chiuso, ma Julia ha un'altra intuizione: è stato Gilmore (grande esperto di ipnosi e studioso degli effetti psichici della luna piena) a manipolare il povero Boyd, facendo in modo che tra le varie vittime ci fosse anche lo psicologo Donald Bradley, che gli aveva soffiato il posto in un concorso pubblico. Julia riesce a strappargli abilmente la confessione, registrandolo di nascosto e facendolo arrestare.

### L'ombra della vendetta
Fine ottobre. Mike Crawford, condannato per aver ucciso l'ex moglie Fiona Davenport (l'ha investita con la macchina nel vialetto di casa), esce dopo dieci anni di carcere, durante i quali si è pienamente riabilitato. Il ritorno alla vita civile però non è facile: la figlia Janet (diciassettenne, testimone del delitto e che ora vive con gli zii materni) non lo vuole vedere, gli vengono proposti solo lavori di poco conto, e nemmeno il suo avvocato sembra disposto a dargli una gran mano. Parallelamente, uno dei testimoni del processo, il signor Wesley Hardin, chiede aiuto alla polizia e a Julia: egli infatti ha paura che Crawford si voglia vendicare su di lui. Ma né la polizia né la criminologa possono fare granché, visto che non ci sono prove dirette di minacce. Dopo qualche giorno, avviene la tragedia: il signor Hardin telefona alla polizia, perché ha appena ucciso Crawford per legittima difesa. Nonostante la dinamica del delitto sembri molto chiara (Crawford sarebbe irrotto in casa di Hardin brandendo un coltello) Julia non è convintissima, e comincia a fare ricerche. In particolare, riesce a contattare la figlia di Crawford (ora orfana del tutto), che negli anni ha molto rimuginato sugli eventi che hanno portato in prigione il padre. Gradualmente, anche grazie ai ricordi di Janet, si giunge a un'altra verità: non è stato Mike Crawford a uccidere la moglie. Egli l'aveva solo ferita, e poi era scappato di gran carriera. Il vero omicida è l'apparentemente innocuo signor Hardin: egli era da tempo amante di Karen (la sorella di Fiona), che sperava di ottenere la casa di famiglia con la morte dei legittimi proprietari. Prima di chiamare i soccorsi, Hardin aveva finito a sassate la povera Fiona. Dopo dieci anni, temendo che Crawford potesse rivendicare il possesso della casa, Hardin lo aveva attirato con l'inganno, per ucciderlo a pistolettate e inscenare poi la legittima difesa. Messi alle strette, Hardin e Karen Davenport ammettono le proprie colpe, confermate poi da una seconda perizia sul cadavere di Fiona. Julia si incontra ancora una volta con Janet, ringraziandola per le preziose informazioni, e la invita a iscriversi a criminologia. Tuttavia Janet si sposerà presto con il suo fidanzato storico Trevor, da cui avrà un figlio.
Parallelamente, a casa di Julia avvengono dei lavori di riparazione del tetto: Emily sviluppa una simpatia per il signor Quine, capocantiere, un uomo gentile e concreto, con cui probabilmente ha un flirt (cosa che fa durare i lavori almeno cinque mesi in più rispetto a quanto preventivato).

### Il mistero di Venezia
Julia sta andando in vacanza in Italia, a Venezia, con Ettore. In aereo ha conosciuto Cindy Gibson, una donna americana non più giovane che sta andando a Venezia a conoscere il suo fidanzato Alvise Bruseghin, che ha conosciuto su Internet. Cindy, che si è innamorata dell'uomo, va in Italia proprio per sposarlo. Alla Malpensa le due donne si separano: Julia fa tappa a Genova, Cindy invece va diritta a Venezia; le due tuttavia si accordano di incontrarsi a Venezia. Giunta nella città veneta con Ettore, Julia cerca di contattare di nuovo Cindy per una cena. La donna acconsente, ma all'ora dell'appuntamento non si presenta, né risponde al telefono. Allarmati, Julia ed Ettore avvisano la polizia. Il vicecommissario Marsili, vecchio compagno di corso di Ettore, non lo sopporta, e dà poca importanza alla segnalazione. A questo punto i due fidanzati decidono di indagare per conto proprio. Rapidamente capiscono che Cindy è stata vittima di un'elaborata truffa, per poi essere lasciata al proprio destino. A questo punto anche la polizia deve fare le proprie indagini, che corrono parallele a quelle di Julia ed Ettore. Dopo alcuni interrogatori, si scopre che "Alvise Bruseghin" in realtà si chiama Giorgio Valdemarin, cognato di alcuni domestici di un nobile decaduto. Il Valdemarin aveva usato il palazzo del nobile come sua finta casa per attirare Cindy: dopo averle carpito i soldi con una truffa, si era poi dileguato senza lasciare traccia. Allertata la polizia, il Valdemarin viene sorpreso a Gorizia con dei documenti falsi; la povera Cindy Gibson invece viene trovata dispersa, e in preda all'amnesia, in un vicolo di Venezia. Ettore Cambiaso cavallerescamente lascia tutti gli onori del caso risolto a Marsili, con cui riesce a rappacificarsi. Julia ed Ettore così possono continuare a godersi la loro breve vacanza veneziana.

### Tigre 19
Garden City. Un'operazione antidroga congiunta tra polizia e DEA fallisce, perché la macchina dei trafficanti riesce ad eludere la retata. Tuttavia, essa viene poi intercettata dalla volante Tigre 19, guidata dagli agenti Fred Hawkins (nero) e Bill Gareth (bianco). I due veicoli sbandano, e i poliziotti arrestano gli spacciatori. Ma all'improvviso Hawikins uccide tutti e si dilegua con la droga. La notizia è devastante per la polizia di Garden City. Sin dalle prime indagini, si capisce che Hawkins è scappato in Messico con la sua amante, la prostituta Jada Cortez (che al di là del confine ha un fratello trafficante). La polizia capisce di non essere in grado di riacciuffare l'agente traditore: in forma privata (e con l'assenso di Webb), il sergente Anderson offre un compenso a Julia Kendall e Leo Baxter per recuperare Hawkins. I due amici si recano dunque in Messico, e grazie a un detective del luogo amico di Leo, si indirizzano subito al villaggio dove si sono rintanati Hawkins e la Cortez. Lì, fanno intendere di essere dei compratori interessati alla droga, suscitando quindi la curiosità del trafficante Ruiz. Nottetempo però rintracciano l'abitazione di Hawkins e lo catturano. Leo crea poi un diversivo, dando fuoco alla villa di Ruiz, e ne approfitta per rubare un aereo privato per svignarsela assieme a Julia e al prigioniero (Jada Cortez viene lasciata in Messico). Tradotto negli Stati Uniti, Hawkins patteggia 30 anni. La moglie, che lo ama ancora, va a trovarlo in carcere ogni settimana.

## 2020
| Nr. | Titolo                   | Mese di pubblicazione | Soggetto          | Sceneggiatura                        | Disegni                              | Copertina         |
| --- | ------------------------ | --------------------- | ----------------- | ------------------------------------ | ------------------------------------ | ----------------- |
| 256 | La casa dei veleni       | gennaio               | Giancarlo Berardi | Giancarlo Berardi e Lorenzo Calza    | Paolo Di Clemente                    | Cristiano Spadoni |
| 257 | Giustizia privata        | febbraio              | Giancarlo Berardi | Giancarlo Berardi e Maurizio Mantero | Antonio Marinetti                    | Cristiano Spadoni |
| 258 | L'angelo vendicatore     | marzo                 | Giancarlo Berardi | Giancarlo Berardi e Lorenzo Calza    | Steve Boraley                        | Cristiano Spadoni |
| 259 | Il paradiso può uccidere | aprile                | Giancarlo Berardi | Giancarlo Berardi e Lorenzo Calza    | Cristiano Spadoni e Marianna Ignazzi | Cristiano Spadoni |
| 260 | Sotto vuoto spinto       | maggio                | Giancarlo Berardi | Giancarlo Berardi e Lorenzo Calza    | Ernesto Michelazzo                   | Cristiano Spadoni |
| 261 | Piangi, Pierrot          | giugno                | Giancarlo Berardi | Giancarlo Berardi e Lorenzo Calza    | Claudio Piccoli                      | Cristiano Spadoni |
| 262 | Il principe              | luglio                | Giancarlo Berardi | Giancarlo Berardi e Lorenzo Calza    | Luigi Pittaluga                      | Cristiano Spadoni |
| 263 | Racket                   | agosto                | Giancarlo Berardi | Giancarlo Berardi e Maurizio Mantero | Lorenzo Bovo                         | Cristiano Spadoni |
| 264 | Segregata                | settembre             | Giancarlo Berardi | Giancarlo Berardi e Lorenzo Calza    | Paolo Di Clemente                    | Cristiano Spadoni |
| 265 | L'ultima indagine        | ottobre               | Giancarlo Berardi | Giancarlo Berardi e Lorenzo Calza    | Steve Boraley                        | Cristiano Spadoni |
| 266 | Chi ha rapito la Seven?  | novembre              | Giancarlo Berardi | Giancarlo Berardi e Maurizio Mantero | Antonio Marinetti                    | Cristiano Spadoni |
| 267 | La famiglia Coolidge     | dicembre              | Giancarlo Berardi | Giancarlo Berardi e Lorenzo Calza    | Francesco Bonanno                    | Cristiano Spadoni |

### La casa dei veleni
Il signor Philip Cremer va a cena al ristorante con un'amica. Durante il viaggio e nel corso della cena si sente a disagio: all'improvviso stramazza a terra in preda alle convulsioni e viene portato in ospedale: lì, poco dopo, muore. All'ospedale c'è anche Julia, in visita alla nonna Lillian, che è lì per accertamenti. Casualmente la criminologa assiste al momento in cui un dottore comunica il decesso di Cremer alla signora Francine Lambert, sua suocera. Il medico sottolinea che c'è un sospetto di avvelenamento. In vista di eventuali indagini della polizia, la signora Lambert offre a Julia un lavoro di indagine privata. Julia ci riflette e ne parla con Ettore, e decide di imbarcarsi nell'avventura assieme al fido Leo Baxter. I due amici capiscono che l'indagine non sarà facile: Cremer aveva sposato Virginia, la figlia dei Lambert (molto ricchi), e ne aveva avuto un figlio di nome Randy; ma il rapporto si era deteriorato in fretta (per le numerose scappatelle di lui). Una sera di cinque anni prima i due coniugi avevano avuto un incidente mentre litigavano in auto, e Virginia era morta. Ma la signora Lambert aveva sempre sospettato che fosse stato Philip a uccidere intenzionalmente la moglie.
La villa dei Lambert è molto vasta, e ci sono numerosi dipendenti: Gregory Beckett, maggiordomo della Lambert; i coniugi filippini Daniel e Kim Salinas, cuochi da circa un anno; il giardiniere Otis Willik, in servizio da sedici anni; Homer Sloane, cameriere assunto da un mese; Adele Caplin, la tata del piccolo Randall, assunta quattro anni prima. I primi colloqui con costoro e con Randall (che ora ha 10 anni), non hanno un gran successo. L'unico che si sfoga è Randall, tristissimo per la morte del papà, nonché del suo amato cane qualche tempo prima. Le indagini sembrano arenate, quando giunge il tenente Webb con una novità: Cremer è stato ucciso con del veleno per topi. Emerge quindi il forte sospetto che l'omicida sia qualche abitante della grande villa dei Lambert. Julia, Leo e la polizia uniscono le forze e tornano alla villa (dove in effetti viene trovato altro veleno dello stesso tipo). Tutti sono potenziali sospetti, anche a causa del disgustoso comportamento della vittima: Francine Lambert può averlo ucciso perché lo incolpa della morte della figlia; il maggiordomo Beckett era ricattato perché aveva contratto debiti di gioco; Sloane e Caplin erano ricattati (quest'ultima anche sessualmente) perché Cremer aveva scoperto una tresca tra i due; la cuoca Kim Salinas era a sua volta insidiata sessualmente, e il marito ne era a conoscenza; Otis Willik è sospettato di essere l'amante della signora Lambert.
Mentre fervono gli interrogatori, Julia sente nascere in sé un'intuizione. Viene fatto riesumare il corpo del cane di Randall, sepolto in giardino, e si nota che è stato avvelenato con lo stesso veleno che ha ucciso Cremer. Dopo ulteriori verifiche e intuizioni, Julia giunge alla verità, e si premura a comunicarla per prima alla Lambert. L'omicida di Philip Cremer è stato suo figlio Randall, l'unico insospettato. Il bambino, cresciuto anaffettivo e con un principio di sociopatia, aveva sentito per anni parlare del padre come assassino della madre, e aveva quindi deciso di vendicarsi: l'avvelenamento del cane era una prova generale per capire in quanto tempo poteva essere ucciso il padre. A margine, la situazione della nonna di Julia migliora. Anche Norma viene a trovare la nonna, e le tre stanno insieme a casa come ai vecchi tempi. Julia nota la consueta confidenza tra il tenente Webb e Norma, e la cosa inconsciamente la turba un po', facendole venire un incubo in cui il poliziotto divora il cuore della sorella.

### Giustizia privata
Una ragazza, Tess Williams, accetta un appuntamento con un coetaneo di nome Boone Davis. I due salgono sulla macchina di Boone e si dirigono verso una località di campagna. Qui Tess ha un'amara sorpresa, perché ad aspettarla c'è un gruppo di altri tre ragazzi: Johnny, Reg e Danny, il capo della banda. I quattro ragazzi violentano Tess, la quale torna a casa e, disperata, si suicida gettandosi dal tetto. Julia, che sta aiutando Emily a trovare un nuovo appartamento (è stata sfrattata), viene convocata dalla polizia per dare una mano nelle indagini. Il dottor Tait ha già scoperto lo stupro di gruppo, e Webb è preoccupato che il processo ai colpevoli si trasformi in un processo alla vittima. I primi interrogatori coi vicini di casa non aiutano granché: il padre non sa nulla, un'anziana vicina si preoccupa soprattutto di spettegolare sulla madre (che ha lasciato il marito anni prima); solo il signor Kevin Dunn, l'ultimo a vedere Tess viva, riesce a dare qualche piccolo indizio.
Il mattino dopo Julia, incoraggiata anche da una telefonata con Ettore, ritorna alla carica. In particolare alcune parole di Dunn ("potevo salvarla, e invece l'ho lasciata sola") la fanno riflettere. Grazie all'agente Callaghan scopre che Dunn era stato in passato un agente di polizia a New York: durante una rapina erano state prese in ostaggio la moglie e la figlia, e lui non era riuscito a salvarle. Julia contatta Dunn al telefono, e lo sente vago e reticente, e quindi capisce che le sta nascondendo qualcosa. E infatti è così: Dunn ha fatto delle rapide indagini e ha rintracciato l'intero branco (che lo aveva già importunato qualche giorno prima); dopodiché ha sequestrato Boone e attirato gli altri tre ragazzi nel casolare dello stupro; quindi li ha legati e tenuti in stanze separate, per interrogarli. Ma Danny riesce a liberarsi e a liberare anche Johnny e Reg, e insieme assalgono il vecchio Dunn. La colluttazione finisce in tragedia: Dunn spara e uccide Danny, ferisce Reg a un occhio e Johnny a un braccio. La polizia, con Julia in testa, arriva con gli elicotteri quando il dramma è già consumato. I tre superstiti patteggiano l'omicidio; a Dunn viene riconosciuta la preterintenzionalità dell'omicidio, ma viene condannato a vent'anni per il sequestro di persona.
A margine, l'ansia di Emily di trovare una nuova casa si risolve in un lieto fine: il suo appartamento cambia padrone, e costui offre di rinnovare il contratto a Emily, seppure con un sovrapprezzo. Julia quindi decide di aumentare lo stipendio alla governante, nonostante le vibranti proteste di quest'ultima.

### L'angelo vendicatore
La signora Benson, 88 anni, malata e senza parenti, muore improvvisamente al Crocus Hospital. A constatarne il decesso è l'infermiera Christine Musselwhite (42 anni, separata con due figli). Ciò però insospettisce una sua collega: già diversi anni prima un bambino di otto anni, Steven Graves, era morto in ospedale proprio sotto gli occhi della Musselwhite. Al tempo la Musselwhite era stata scagionata, ma questa nuova morte pone tutto sotto un'altra luce: e se l'infermiera fosse una serial killer? La sua collega chiama dunque la polizia: Webb, come di consueto, chiama in aiuto Julia. Nonostante gli inquirenti e l'ospedale sembrino voler procedere con molta cautela, la notizia trapela alla stampa, rendendo le indagini più complicate. Le indagini seguono anche altre piste: da una parte Will Graves, il padre del piccolo Steve, convintissimo che sia stata la Musselwhite a uccidere il figlio (e che, si scopre, spesso importuna l'infermiera sul luogo di lavoro); dall'altra Rufus Dee, un giovane magazziniere pieno di animosità nei confronti del Crocus Hospital, che quando capisce di essere indagato scappa nei boschi e accoglie a fucilate la polizia. La situazione per la Musselwhite comunque non è per nulla facile: la stessa infermiera comincia a trattare con sospetto Julia (che si è messa in prima linea per aiutarla), credendo che la criminologa la voglia incastrare. In soccorso della madre però giunge un aiuto inaspettato: la figlia adolescente Violet. La ragazza si confida con Julia e le rivela un particolare che nessuno conosceva: anni prima la madre aveva avuto una breve relazione col dottor Packard, che era stato prima primario in pediatria (dov'era morto il piccolo Steve) e oggi in oncologia (dov'è morta la signora Benson). Christine Musselwhite si offre di aiutare la polizia a incastrare il medico, e riesce a registrarlo mentre le dichiara di essere ossessionato da lei e di aver architettato entrambe le morti per metterla in difficoltà e vendicarsi della fine della loro relazione. La polizia è nell'altra stanza, e arresta facilmente il colpevole.

Di contorno alla vicenda si scopre che Toni, la gatta di Julia, ha un nodulo, e quindi viene operata dal fascinoso e professionale dottor Shilton, che tenta un discreto approccio con la Kendall: la quale però mette subito in chiaro di essere fidanzata con Ettore, troncando sul nascere ogni speranza del dottore.

### Il paradiso può uccidere
Julia riceve una telefonata dall'Australia. Si tratta di sua sorella Norma, che da qualche tempo vive laggiù col suo nuovo compagno Tyler (un documentarista) e il figlio Aidan, di otto anni. Norma è preoccupata per Aidan, che è sparito senza lasciare traccia. Julia compra immediatamente un biglietto per l'Australia, e si fionda al ranch di Tyler. Il suo arrivo è una sorpresa sia per Norma che per Tyler, ma i due la accolgono volentieri. Julia nel frattempo nota che fuori dal ranch è presente un accampamento di aborigeni: Tyler le spiega anche che lo stesso Aidan è un sanguemisto. Durante la notte, Julia fa uno dei suoi tipici sogni: un aborigeno entra dalla finestra di camera sua e le parla con misteriose parole della sua lingua (ambut, madre; dadirri, ascolto profondo), che lei ovviamente non capisce, per poi finire strangolato dalle corde della tenda.

Julia si sveglia gridando: quando apre gli occhi vede di fronte a sé il piccolo Aidan, improvvisamente ritornato. La cosa incredibile è che il bambino non ha alcuna memoria di essere sparito per giorni (dice sono solo andato a fare pipì!). Gli esami tossicologici e medici non danno nessun riscontro di cose particolari. Julia ne approfitta per parlare col dottore della zona, anche lui di origine nativa, per chiedergli la traduzione delle parole sentite in sogno: ma lui, madrelingua inglese, non sa risponderle. Quella sera a cena, improvvisamente Aidan si sente male, come se soffocasse: anche in questo caso, non si ricorda niente dell'incidente. La situazione è stressante, e Norma e Tyler cominciano a litigare. All'improvviso, dalla finestra entra un enorme sciame di insetti. Julia scopre che un intruso sta cercando di rapire Aidan, e solo l'intervento di Tyler sventa il peggio. Il rapitore è chiaramente un aborigeno, e quindi Tyler si rivolge alla polizia per indagare nel campo attorno al suo ranch. Julia si aggira per il campo, e trova l'uomo che le era apparso in sogno: una donna le spiega che per loro Aidan è il wirinum. Tyler è sempre più teso, e comincia a guardare con antipatia i tentativi di Julia di indagare. Questa invece decide di scoprire qual è la famiglia di origine del piccolo Aidan: è convinta che al centro della vicenda ci siano delle questioni tribali. Julia e Norma si recano dal dottor Murphy, che racconta loro che Aidan è figlio di genitori morti in un incidente stradale (proprio come quelli delle sorelle Kendall); rivela inoltre che nella zona ci sono due clan, cioè quello dello sciamano Jiemba (nomade e tradizionalista) e quello di Kuparr (inurbato). Entrambi i clan vedono in Aidan lo sciamano che guiderà il loro popolo, e vogliono quindi averne il controllo.

Mentre le sorelle conferiscono col dottor Murphy, Aidan prende improvvisamente un cavallo e scappa dalla fattoria, dirigendosi verso l'Ombelico dell'isola: Ayers Rock. Julia lo capisce e si dirige con la macchina (Norma invece rimane per spiegare tutto a Tyler). Julia arriva in tempo per vedere i due clan fronteggiarsi. Julia cerca di sedare gli animi, ma la situazione è compromessa, e spuntano dei coltelli. A questo punto è Aidan, completamente in trance, a placare le due fazioni: annuncia che da grande lavorerà per l'ufficio degli affari indigeni, e che così aiuterà la propria gente. Dopodiché rinsavisce e ritorna il solito bambino. Julia riporta Aidan alla fattoria, dove trova Norma e Tyler reduci di una lunga discussione. Il giorno dopo, Julia parte per l'America: Norma rimane in Australia, decisa a dare una chance alla propria relazione. Sull'aereo, complice il lungo viaggio, Julia ha tempo per scrivere una lettera ad Abebe, nel frattempo cresciuto e fidanzato.

### Sotto vuoto spinto
Una notte, Theo Clancy e Robin Duncan, due giovani amici, sono in giro in auto per andare a fare serata al "Floxis", e vanno sempre più veloci: passano per una strada con un cantiere e per sbaglio investono un operaio. Invece di prestargli soccorso, Theo decide di fare marcia indietro e di investirlo, uccidendolo. Dopodiché i due vanno avanti per la propria strada.

Il giorno dopo, Robson chiama in aiuto Julia, perché l'omicidio del malcapitato operaio ha messo i sindacati sul piede di guerra. Julia però è un po' risentita: si sente usata dal procuratore, anche in casi che non necessitano strettamente della sua consulenza.

Quella sera, Robin si reca di nuovo al Floxis e attira con un pretesto Amy Remar, una cubista che la sera prima lo aveva respinto. Dopo averla attirata, la stordisce e la carica sulla macchina. La mattina dopo il cadavere della ragazza viene trovato in una discarica.

Indagando sull'omicidio, la polizia e Julia scoprono che la ragazza riceveva molte avance: una collega della ragazza riferisce quella del giovane, qualche sera prima. Grazie alle telecamere, riescono a distinguere bene Robin e il suo amico (senza saperne il nome). Pur cercando di mantenere l'indagine segreta, nei giorni successivi l'identikit dei ragazzi diventa pubblico, a causa di una soffiata del proprietario del Floxis. I due giovani cominciano a sentirsi alle strette, e ideano un piano per risultare estranei a ogni coinvolgimento. Innanzitutto si recano da Colin Donovan, il concessionario che aveva dato loro la macchina con cui avevano investito l'operaio, chiedendo di poterla cambiare: l'uomo però ha dei sospetti, e allora i due ragazzi lo uccidono, dando poi fuoco al suo ufficio e inscenando un incidente. Dopodiché si recano dallo spacciatore che li aveva riforniti la sera del primo omicidio (e che aveva dato loro la pistola con cui hanno ucciso Donovan), lo caricano sull'auto e lo assassinano in un luogo fuori mano.

Ma nel frattempo Julia e la polizia risalgono al padre di uno dei due giovani, poiché il padre era stato l'avvocato di Donovan. Tuttavia, mentre stanno indagando, Theo e Robin compiono l'ultima parte del piano: si costituiscono alla centrale di polizia, raccontando di essere innocenti ma di aver latitato perché erano spaventati.

Passa qualche giorno, e Julia si reca a interrogare i due giovani: essi continuano a dimostrarsi spavaldi. Julia comincia a descrivere il loro atteggiamento nichilistico e narcisista, e il malsano legame che li lega. Di fronte alla testardaggine dei due nel ribadire la propria estraneità, Julia tira fuori il proprio asso: ha notato che entrambi i giovani si sono fatti tatuare sul braccio la data della loro prima uccisione. Robin, poi, preso dalla smania della competizione macho, ha voluto strafare, facendosi tatuare addirittura l'ora della morte di Amy. A questo punto, conclude Julia, l'accusa ha abbastanza elementi per condannare i due ragazzi, nonostante un collegio di difesa agguerrito.

### Piangi, Pierrot
Due giovani gay vengono uccisi con un paletto nel cuore. Julia, aiutata da Bertrand Hayes e da Elia Kline, collabora alle indagini. L'omicida è un gay represso, veterano di guerra.

### Il principe
Mentre un giovane rampollo di famiglia malavitosa dichiara guerra ai vecchi boss di Garden City, Julia accompagna Ettore e Francesca per la città. Francesca ha dei problemi con la madre, e di riflesso anche col padre: Julia cercherà di placare le angosce del proprio amato e di capire cosa intristisce la ragazza. Nel frattempo, il malavitoso viene ucciso a tradimento.

### Racket
Big Bear Drummond viene ferito in una sparatoria a tradimento. Successivamente, anche altri importanti delinquenti finiscono feriti e uccisi in agguati. La procura è in difficoltà, e un avvocato fa intendere di voler prendere il posto di Robson alle prossime elezioni, impostando la propria campagna su un maggior diritto all'autodifesa dei cittadini. Julia, aiutata da Leo, capisce che gli agguati sono coordinati: molte informazioni d'altronde vengono da ambienti vicino alla polizia. In questo modo si scopre che il figlio di un vecchio agente sta passando informazioni a un losco figuro, che intende portare il caos nella città per poi placarlo con l'elezione di un nuovo procuratore più controllabile di Robson. Il piano eversivo viene smascherato, non prima che venga compiuto un ultimo attentato. Le cose però non vanno come previste dal suddetto losco figuro, perché la malavita stessa decide di non voler alimentare la guerra. Dopo qualche tempo, inoltre, Drummond si ristabilisce pienamente.

## 2021
| Nr. | Titolo                         | Mese di pubblicazione | Soggetto          | Sceneggiatura                        | Disegni                                    | Copertina         |
| --- | ------------------------------ | --------------------- | ----------------- | ------------------------------------ | ------------------------------------------ | ----------------- |
| 268 | Gelida rabbia                  | gennaio               | Giancarlo Berardi | Giancarlo Berardi e Lorenzo Calza    | Daniele Statella, Beniamino Delvecchio     | Cristiano Spadoni |
| 269 | L'artista                      | febbraio              | Giancarlo Berardi | Giancarlo Berardi e Lorenzo Calza    | Enrico Massa, Tommaso Arzeno, Andrea Cuneo | Cristiano Spadoni |
| 270 | Ladro o gentiluomo?            | marzo                 | Giancarlo Berardi | Giancarlo Berardi e Maurizio Mantero | Federico Antinori                          | Cristiano Spadoni |
| 271 | Paranoia                       | aprile                | Giancarlo Berardi | Giancarlo Berardi e Lorenzo Calza    | Ernesto Michelazzo                         | Cristiano Spadoni |
| 272 | Razza ribelle                  | maggio                | Giancarlo Berardi | Giancarlo Berardi e Lorenzo Calza    | Claudio Piccoli                            | Cristiano Spadoni |
| 273 | Myrna: addio, mia amata        | giugno                | Giancarlo Berardi | Giancarlo Berardi e Maurizio Mantero | Steve Boraley                              | Cristiano Spadoni |
| 274 | Ne uccide più la penna...      | luglio                | Giancarlo Berardi | Giancarlo Berardi e Maurizio Mantero | Antonio Marinetti                          | Cristiano Spadoni |
| 275 | La vita è un optional          | agosto                | Giancarlo Berardi | Giancarlo Berardi e Lorenzo Calza    | Paolo Di Clemente                          | Cristiano Spadoni |
| 276 | E la signora Delaney scomparve | settembre             | Giancarlo Berardi | Giancarlo Berardi e Lorenzo Calza    | Marianna Ignazzi                           | Cristiano Spadoni |
| 277 | In nome del padre              | ottobre               | Giancarlo Berardi | Giancarlo Berardi e Lorenzo Calza    | Luigi Pittaluga                            | Cristiano Spadoni |
| 278 | Il ragazzo del fiume           | novembre              | Giancarlo Berardi | Giancarlo Berardi e Maurizio Mantero | Lorenzo Bovo                               | Cristiano Spadoni |
| 279 | Tanti i volti del peccato      | dicembre              | Giancarlo Berardi | Giancarlo Berardi e Lorenzo Calza    | Francesco Bonanno                          | Cristiano Spadoni |

## 2022
| Nr.     | Titolo                      | Mese di pubblicazione | Soggetto          | Sceneggiatura                        | Disegni            | Copertina         |
| ------- | --------------------------- | --------------------- | ----------------- | ------------------------------------ | ------------------ | ----------------- |
| 280     | I gioielli di casa Varley   | gennaio               | Giancarlo Berardi | Giancarlo Berardi e Lorenzo Calza    | Ernesto Michelazzo | Cristiano Spadoni |
| 281     | A peso d'oro                | febbraio              | Giancarlo Berardi | Giancarlo Berardi e Lorenzo Calza    | Claudio Piccoli    | Cristiano Spadoni |
| 282     | Sangue bianco               | marzo                 | Giancarlo Berardi | Giancarlo Berardi e Maurizio Mantero | Steve Boraley      | Cristiano Spadoni |
| 283     | Tre donne                   | aprile                | Giancarlo Berardi | Giancarlo Berardi e Maurizio Mantero | Antonio Marinetti  | Cristiano Spadoni |
| 284     | Ancora una volta            | maggio                | Giancarlo Berardi | Giancarlo Berardi e Maurizio Mantero | Federico Antinori  | Cristiano Spadoni |
| 285     | Gemme nel buio              | giugno                | Giancarlo Berardi | Giancarlo Berardi e Lorenzo Calza    | Paolo Di Clemente  | Cristiano Spadoni |
| 286     | L'ospite inatteso           | luglio                | Giancarlo Berardi | Giancarlo Berardi e Maurizio Mantero | Steve Boraley      | Cristiano Spadoni |
| 286 bis | Il caso della sciarpa rossa | luglio                | Giancarlo Berardi | Giancarlo Berardi e Lorenzo Calza    | Luigi Copello      | Marco Soldi       |
| 287     | Senza alibi                 | agosto                | Giancarlo Berardi | Giancarlo Berardi e Lorenzo Calza    | Ernesto Michelazzo | Cristiano Spadoni |
| 288     | Io chi sono?                | settembre             | Giancarlo Berardi | Giancarlo Berardi e Lorenzo Calza    | Claudio Piccoli    | Cristiano Spadoni |
| 289     | Le ereditiere               | ottobre               | Giancarlo Berardi | Giancarlo Berardi e Lorenzo Calza    | Francesco Bonanno  | Cristiano Spadoni |
| 290     | Una nuova vita              | novembre              | Giancarlo Berardi | Giancarlo Berardi e Maurizio Mantero | Antonio Marinetti  | Cristiano Spadoni |
| 291     | Uomo d'onore                | dicembre              | Giancarlo Berardi | Giancarlo Berardi e Lorenzo Calza    | Luigi Pittaluga    | Cristiano Spadoni |

## 2023
| Nr.     | Titolo                    | Mese di pubblicazione | Soggetto          | Sceneggiatura                        | Disegni                                  | Copertina         |
| ------- | ------------------------- | --------------------- | ----------------- | ------------------------------------ | ---------------------------------------- | ----------------- |
| 292     | Liz                       | gennaio               | Giancarlo Berardi | Giancarlo Berardi e Maurizio Mantero | Lorenzo Bovo                             | Cristiano Spadoni |
| 293     | La bomba                  | febbraio              | Giancarlo Berardi | Giancarlo Berardi e Lorenzo Calza    | Marianna Ignazzi                         | Cristiano Spadoni |
| 294     | Corsa verso il cielo      | marzo                 | Giancarlo Berardi | Giancarlo Berardi e Maurizio Mantero | Steve Boraley                            | Cristiano Spadoni |
| 295     | Cercando Irma             | aprile                | Giancarlo Berardi | Giancarlo Berardi e Lorenzo Calza    | Claudio Piccoli                          | Cristiano Spadoni |
| 296     | Il bersaglio              | maggio                | Giancarlo Berardi | Giancarlo Berardi e Lorenzo Calza    | Ernesto Michelazzo                       | Cristiano Spadoni |
| 297     | L'ultima missione         | giugno                | Giancarlo Berardi | Giancarlo Berardi e Maurizio Mantero | Federico Antinori                        | Cristiano Spadoni |
| 298     | In fondo al parco         | luglio                | Giancarlo Berardi | Giancarlo Berardi e Lorenzo Calza    | Francesco Bonanno                        | Cristiano Spadoni |
| 298 bis | Il caso di Goran Jankovic | luglio                | Giancarlo Berardi | Giancarlo Berardi e Lorenzo Calza    | Luigi Copello                            | Marco Soldi       |
| 299     | Un carico speciale        | agosto                | Giancarlo Berardi | Giancarlo Berardi e Maurizio Mantero | Marinetti Antonio                        | Cristiano Spadoni |
| 300     | Le mie vacanze romane     | settembre             | Giancarlo Berardi | Giancarlo Berardi e Maurizio Mantero | Luigi Pittalunga e Matteo Merli (colori) | Cristiano Spadoni |
| 301     | Summer Blue               | ottobre               | Giancarlo Berardi | Giancarlo Berardi e Maurizio Mantero | Steve Boraley                            | Cristiano Spadoni |
| 302     | Sotto copertura           | novembre              | Giancarlo Berardi | Giancarlo Berardi e Lorenzo Calza    | Ernestino Michelazzo                     | Cristiano Spadoni |
| 303     | Se son rose, sfioriranno  | dicembre              | Giancarlo Berardi | Giancarlo Berardi e Lorenzo Calza    | Claudio Piccoli                          | Cristiano Spadoni |

## 2024
| Nr.     | Titolo                         | Mese di pubblicazione | Soggetto                             | Sceneggiatura                        | Disegni            | Copertina         |
| ------- | ------------------------------ | --------------------- | ------------------------------------ | ------------------------------------ | ------------------ | ----------------- |
| 304     | Il pittore maledetto           | gennaio               | Giancarlo Berardi                    | Giancarlo Berardi e Maurizio Mantero | Lorenzo Bovo       | Cristiano Spadoni |
| 305     | Libri rari                     | febbraio              | Giancarlo Berardi                    | Giancarlo Berardi e Maurizio Mantero | Paolo Di Clemente  | Cristiano Spadoni |
| 306     | Il codice segreto              | marzo                 | Giancarlo Berardi                    | Giancarlo Berardi e Lorenzo Calza    | Francesco Bonanno  | Cristiano Spadoni |
| 307     | Myrna: la redenzione           | aprile                | Giancarlo Berardi                    | Giancarlo Berardi e Maurizio Mantero | Steve Boraley      | Cristiano Spadoni |
| 308     | È caduta una stella            | maggio                | Giancarlo Berardi                    | Giancarlo Berardi e Lorenzo Calza    | Marianna Ignazzi   | Cristiano Spadoni |
| 309     | Il ghiaccio nel cuore          | giugno                | Giancarlo Berardi                    | Giancarlo Berardi e Lorenzo Calza    | Ernesto Michelazzo | Cristiano Spadoni |
| 310     | Visioni                        | luglio                | Giancarlo Berardi                    | Giancarlo Berardi e Maurizio Mantero | Federico Antinori  | Cristiano Spadoni |
| 310 bis | Il caso della Dodge amaranto   | luglio                | Giancarlo Berardi                    | Giancarlo Berardi e Lorenzo Calza    | Luigi Copello      | Marco Soldi       |
| 311     | Privée                         | agosto                | Giancarlo Berardi                    | Giancarlo Berardi e Lorenzo Calza    | Claudio Piccoli    | Cristiano Spadoni |
| 312     | L'occhio di Shiva              | settembre             | Giancarlo Berardi                    | Giancarlo Berardi e Lorenzo Calza    | Luigi Pittaluga    | Cristiano Spadoni |
| 313     | Un corpo in vendita            | ottobre               | Giancarlo Berardi                    | Giancarlo Berardi e Maurizio Mantero | Paolo Di Clemente  | Cristiano Spadoni |
| 314     | Myrna: benvenuta a Springville | novembre              | Giancarlo Berardi e Maurizio Mantero | Maurizio Mantero                     | Steve Boraley      | Cristiano Spadoni |
| 315     | Emerald Motel                  | dicembre              | Giancarlo Berardi                    | Lorenzo Calza                        | Francesco Bonanno  | Cristiano Spadoni |

## 2025
| Nr. | Titolo                | Mese di pubblicazione | Soggetto          | Sceneggiatura                        | Disegni            | Copertina         |
| --- | --------------------- | --------------------- | ----------------- | ------------------------------------ | ------------------ | ----------------- |
| 316 | Deep fake             | gennaio               | Giancarlo Berardi | Giancarlo Berardi e Maurizio Mantero | Lorenzo Bovo       | Cristiano Spadoni |
| 317 | Doppia identità       | febbraio              | Giancarlo Berardi | Giancarlo Berardi e Lorenzo Calza    | Ernesto Michelazzo | Cristiano Spadoni |
| 318 | L'isola del fato      | marzo                 | Giancarlo Berardi | Giancarlo Berardi e Lorenzo Calza    | Claudio Piccoli    | Cristiano Spadoni |
| 319 | L'étoile              | aprile                | Giancarlo Berardi | Giancarlo Berardi e Maurizio Mantero | Paolo Di Clemente  | Cristiano Spadoni |
| 320 | Myrna: a muso duro    | maggio                | Giancarlo Berardi | Giancarlo Berardi e Maurizio Mantero | Steve Boraley      | Cristiano Spadoni |
| 321 | L'altra madre         | giugno                | Giancarlo Berardi | Giancarlo Berardi e Lorenzo Calza    | Ernesto Michelazzo | Lorenzo Bovo      |
| 322 | I cari estinti        | luglio                | Giancarlo Berardi | Giancarlo Berardi e Lorenzo Calza    | Francesco Bonanno  | Francesco Bonanno |
| 323 | Bomber                | agosto                | Giancarlo Berardi | Giancarlo Berardi e Maurizio Mantero | Federico Antinori  | Lorenzo Bovo      |
| 324 | La finestra sul retro | settembre             | Giancarlo Berardi | Giancarlo Berardi e Maurizio Mantero | Lorenzo Bovo       | Lorenzo Bovo      |
| 325 |                       | ottobre               |                   |                                      |                    |                   |
| 326 |                       | novembre              |                   |                                      |                    |                   |
| 327 |                       | dicembre              |                   |                                      |                    |                   |